# Виды головных уборов

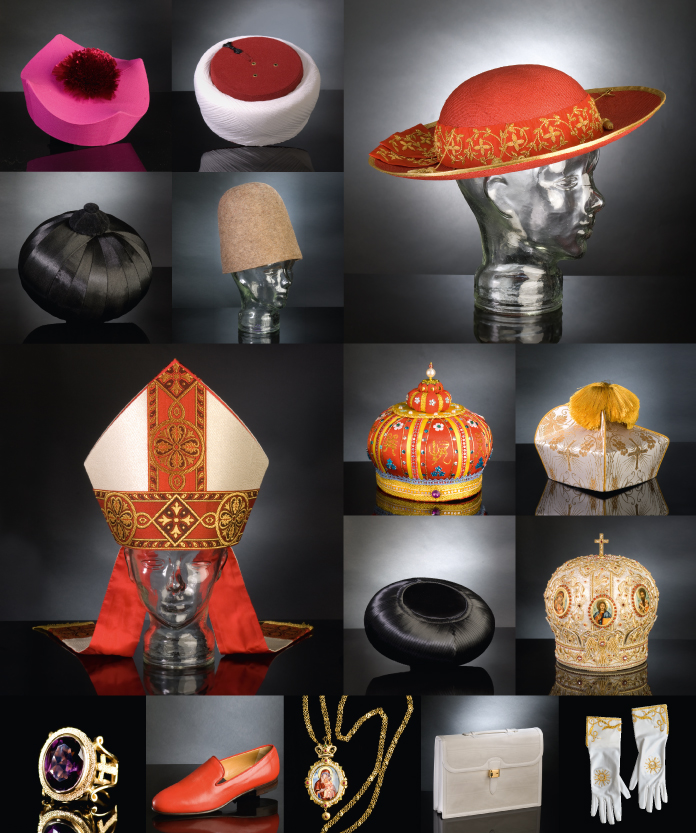

Словарь видов головных уборов включает различные шляпы, шапки, платки, ткани, ювелирные изделия, которые использовались для декорирования головы человека в различных культурах мира.
| # А Б В Г Д Е Ё Ж З И К Л М Н О П Р С Т У Ф Х Ц Ч Ш Щ Э Ю Я |

## А
- Азиатская шляпа — чаще всего коническая, обычно из соломки или пальмовых листьев.
- Айшон — традиционный женский головной убор удмуртов. Высокая конусовидная шапка на кожаной или берестяной основе, обшитая холстом. Украшенный монетами и разными подвесками.
- Акубра — австралийская мужская шляпа каскада. Имеется и другой вид — тобаранетели
- Альмуциум — церковное головное одеяние, которое в Средние века носилось духовенством наравне с баретом, состояло из большого мехового воротника, закрывавшего плечи и спускавшегося приблизительно до локтей, и из такого же кукулуса или капюшона
- Апостольник — головной платок русской монахини, с вырезом для лица, ниспадающий на плечи и покрывающий равномерно грудь и спину
- Аракчин — персидский женский головной убор под чалму.
- Арахчын — азербайджанский национальный головной убор, надевался под папаху.
- Арселе, френч худ, аттифэ — женский головной убор XVI века, металлический ювелирной работы каркас в форме сердца (или в форме подковы), надеваемый на плотный чепец.
- Афганка — полевая военная форма Советской Армии.
- Аям (кор. 아얌 «покрывающий лоб») — корейский зимний головной убор, который, преимущественно, носили женщины во времена династии Чосон (1392—1910).

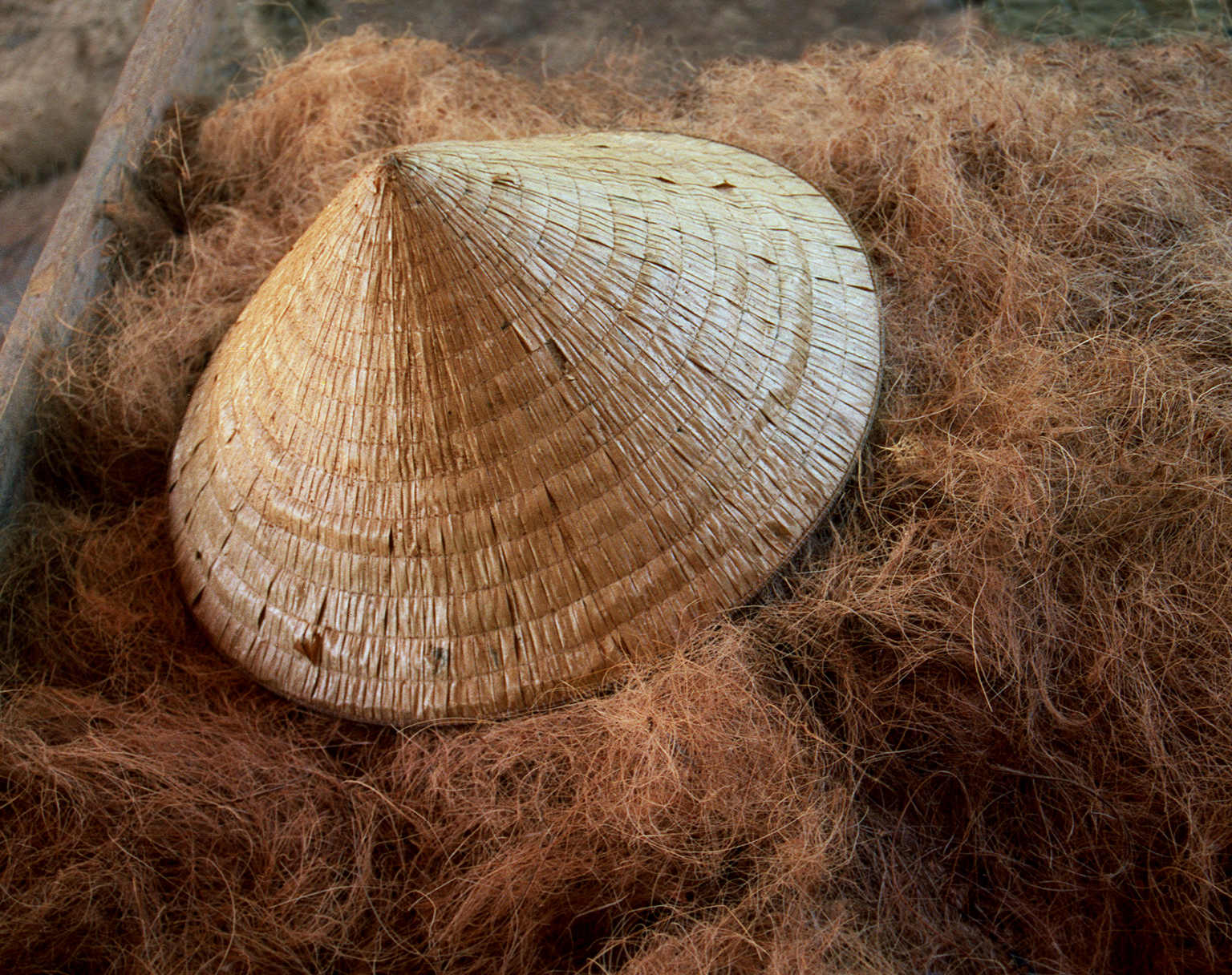
Азиатская шляпа
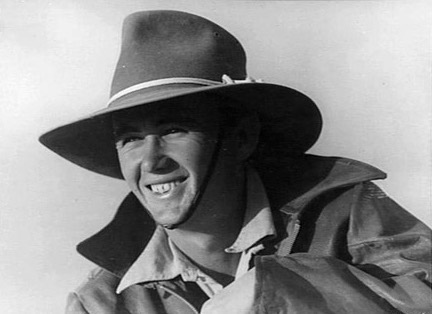
Акубра
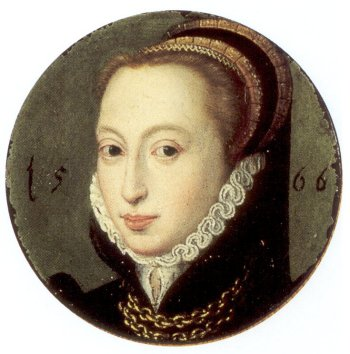
Арселе

## Б
- Балаклава, лыжная маска, пасамонтана, пассамонтанья — головной убор, закрывающий голову, лоб и лицо, оставляя небольшую прорезь для глаз, рта или для овала лица. Фактически, соединяет в себе шапку и маску-чулок.
- Балморал — шотландский берет с помпоном
- Бафф — тонкая ткань в виде цилиндра на лицо или голову без прорезей, служащая для защиты головы, лица и шеи от ветра, солнца, холода и пыли.
- Бандана — мужской головной платок.
- Батам — традиционная праздничная вьетнамская плоская соломенная шляпа для женщин и/или шаманов[1].
- Барбетт — средневековый женский головной убор в виде плата. Делался из белого полотна и покрывал часть груди, шею, уши и подбородок. Мог иметь причудливую форму благодаря вставкам из китового уса.
- Башлык — суконный остроконечный капюшон, надеваемый в непогоду поверх какого-либо головного убора, также могший наматываться на манер тюрбана. Использовался у народов Кавказа и Центральной Азии.
- Бейсболка — спортивный головной убор, кепка особого фасона с большим козырьком и высокой тульёй, первоначально у бейсболистов.
- Бергмютце — головной убор, принятый у служащих военизированных подразделений Австрии и Германии.
- Берет — мягкий круглая плоский головной убор без козырька, тульи и околыша.
- Бескозырка — форменная фуражка без козырька.
- Бигуден — традиционный женский головной убор в одноимённой местности на юго-западе области Бретань.
- Бини — облегающая голову шапка без полей.
- Биньтхьен — вьетнамский
- Биретта — традиционный головной убор священников латинского обряда, представляющий собой четырёхугольную шапку с тремя или четырьмя гребнями наверху, увенчанными помпоном посередине.
- Болеро — женский головной убор с выпуклыми полями, приподнятыми вверх и отстающими от головки.
- Боливар — широкополый цилиндр, использовавшийся в начале XIX века.
- Бонет, боннет, бонне
- Боярка — головной убор из меха, бархата, замши или комбинированный; имеет плоский или слегка выпуклый околыш и выпуклую коническую форму головки.
- Брыль — соломенная шляпа с прямыми широкими полями, употреблялась до XX века в южнорусских губерниях, в Белоруссии и на Украине.
- Будёновка — головной убор Красной Армии
- Бурка — афганский женский головной убор, разновидность паранджи
- Бурелет — две-три матерчатые трубки, туго набитые шерстью, которые надевали поверх шлемов, чтобы ослабить удары. Атрибут участника Крестового похода.

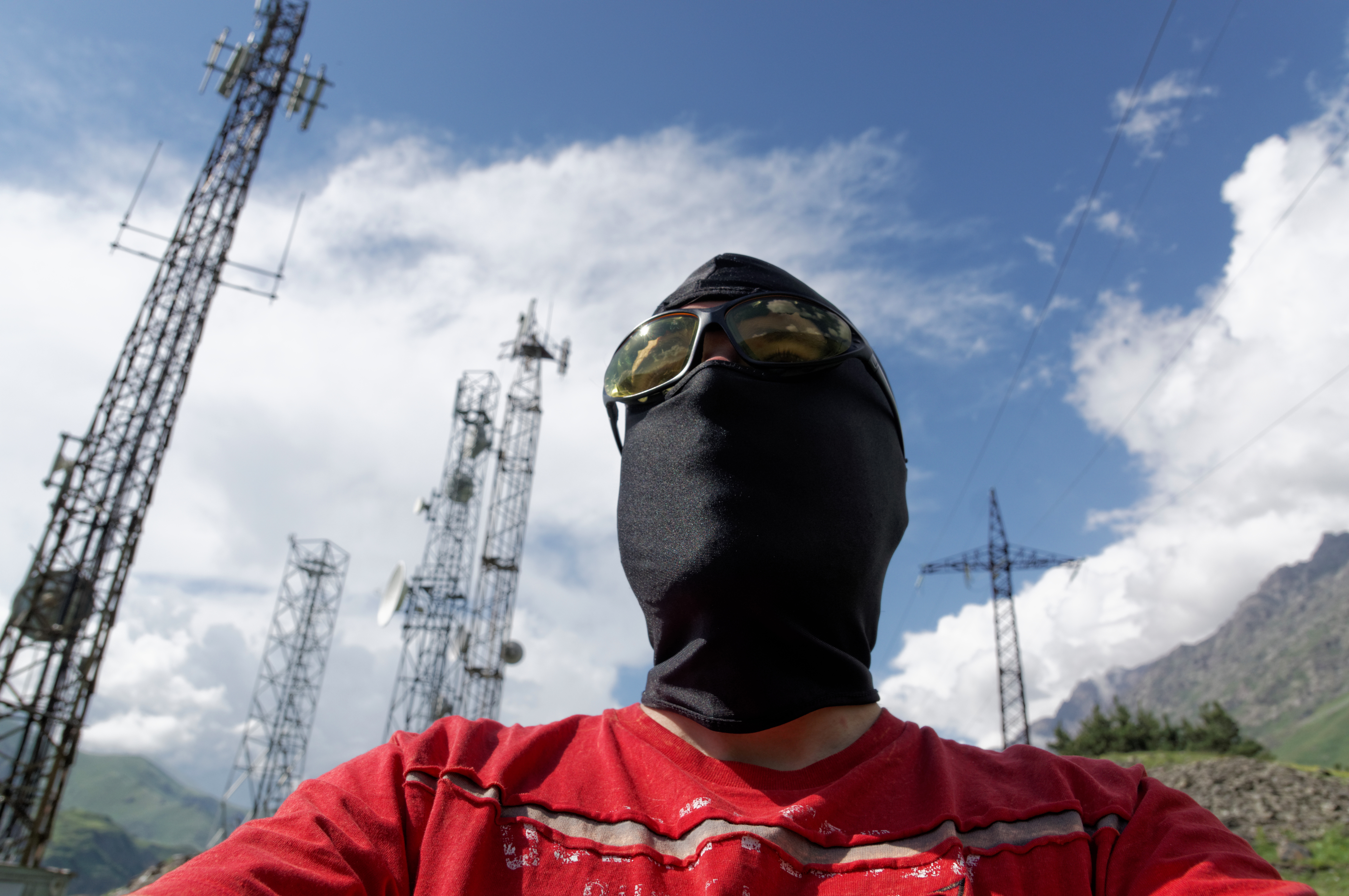
Балаклава
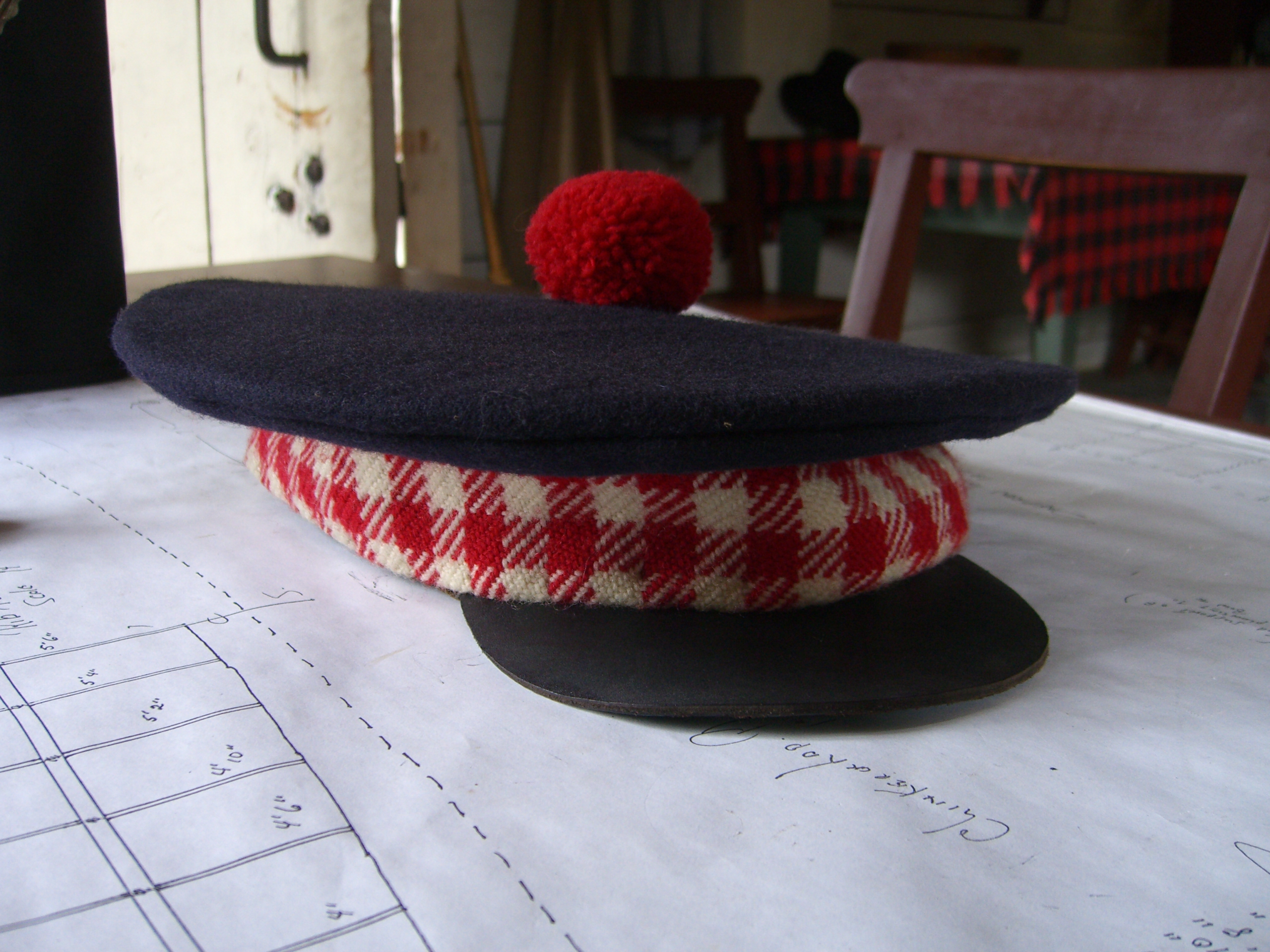
Балморал
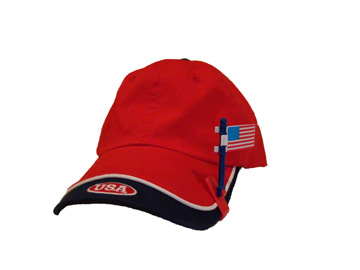
Бейсболка
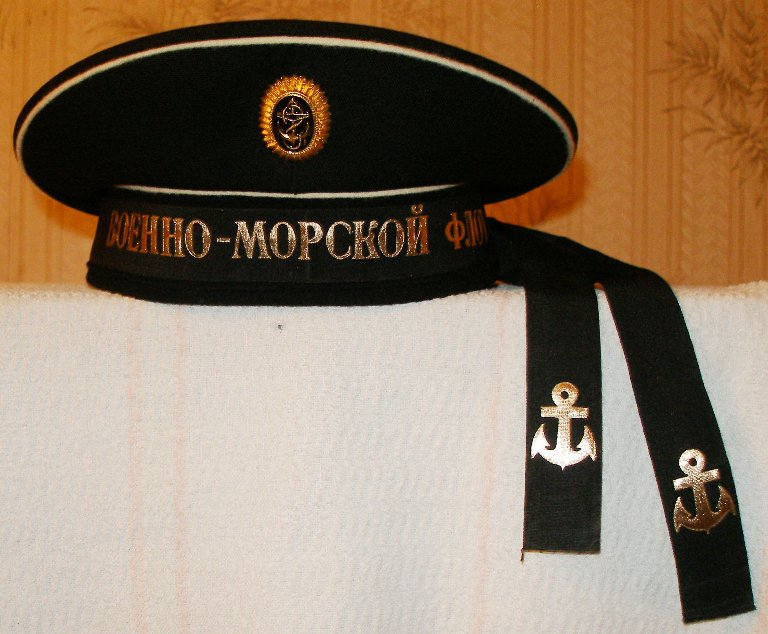
Бескозырка
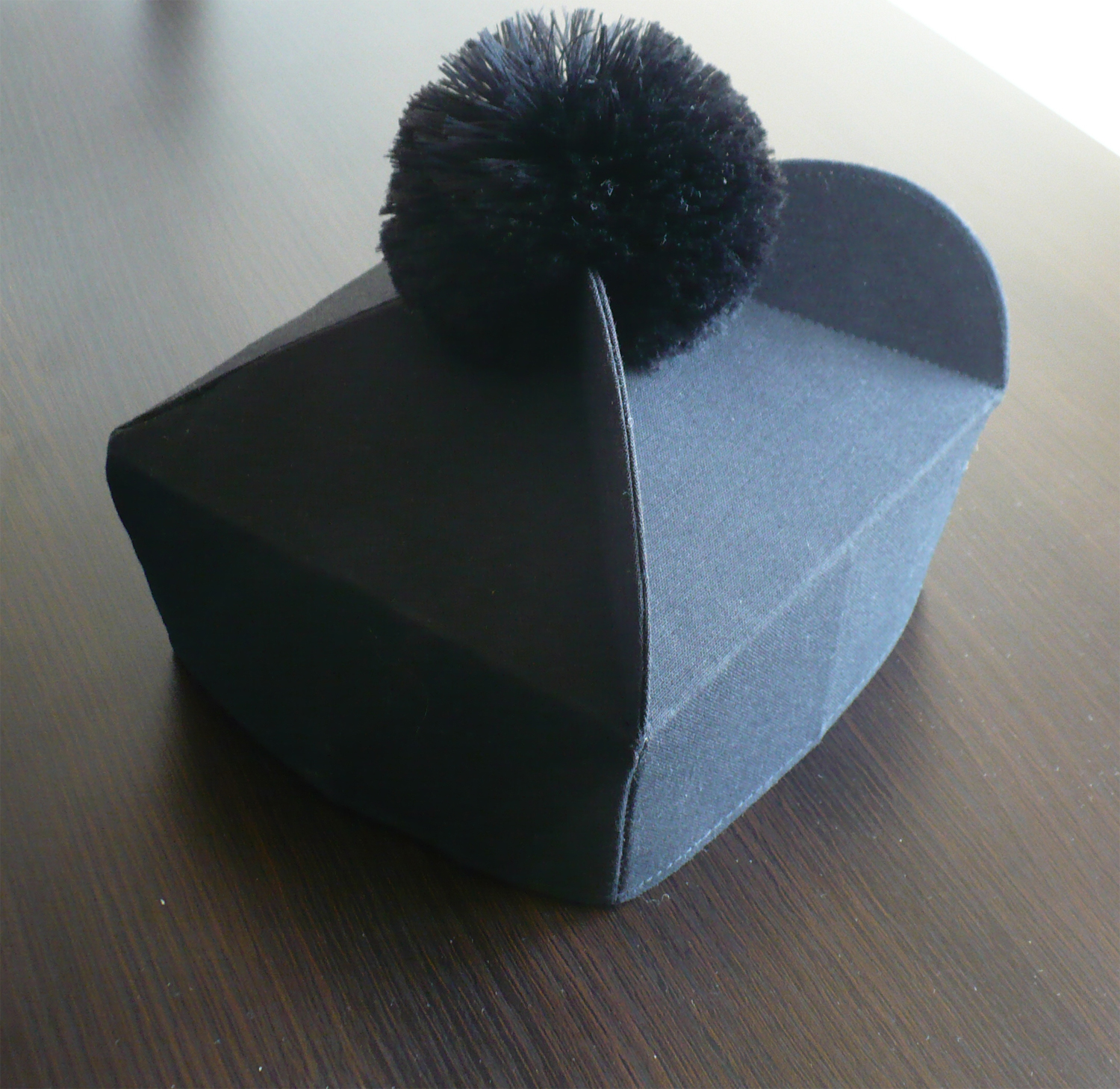
Биретта
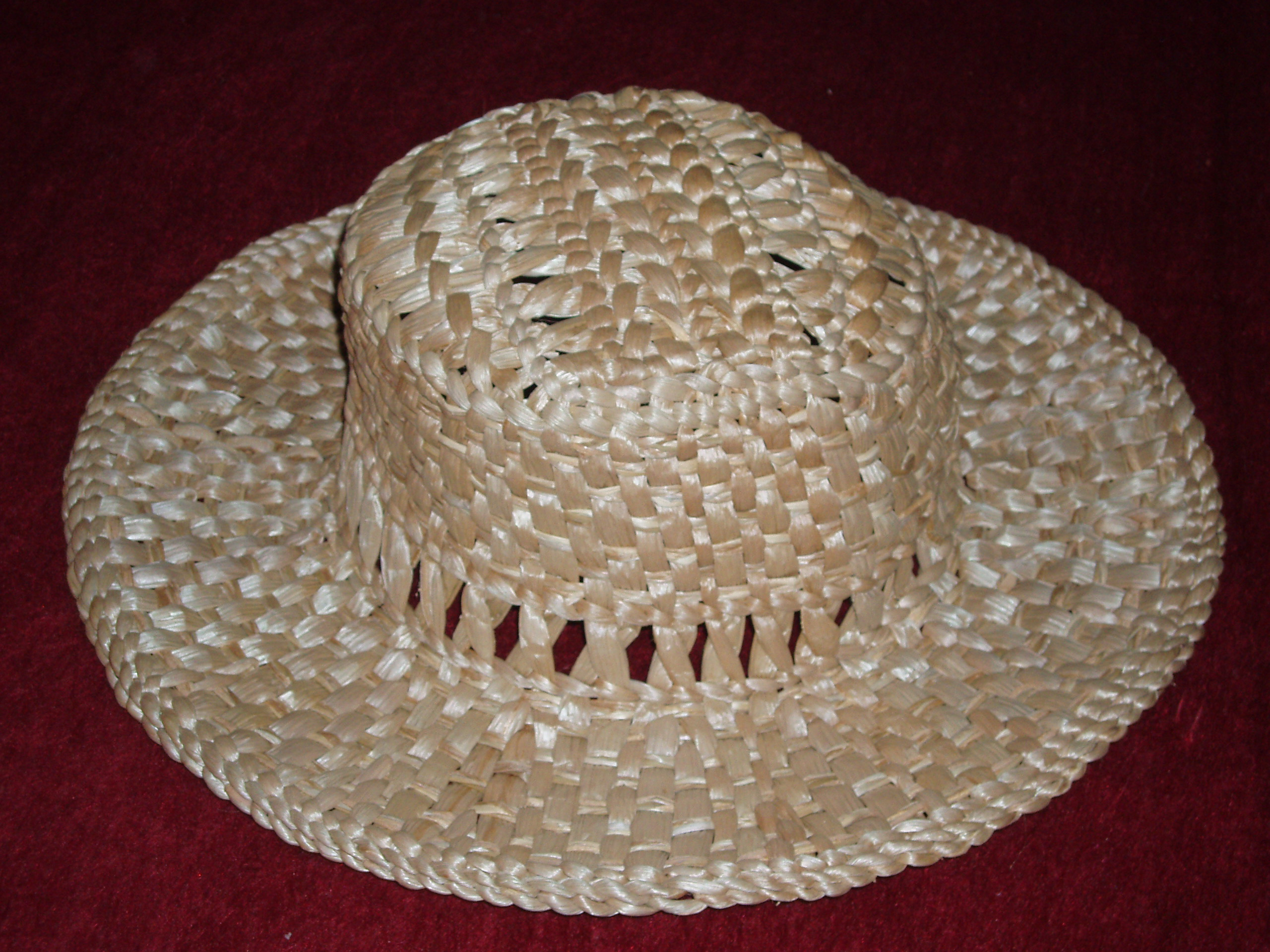
Брыль
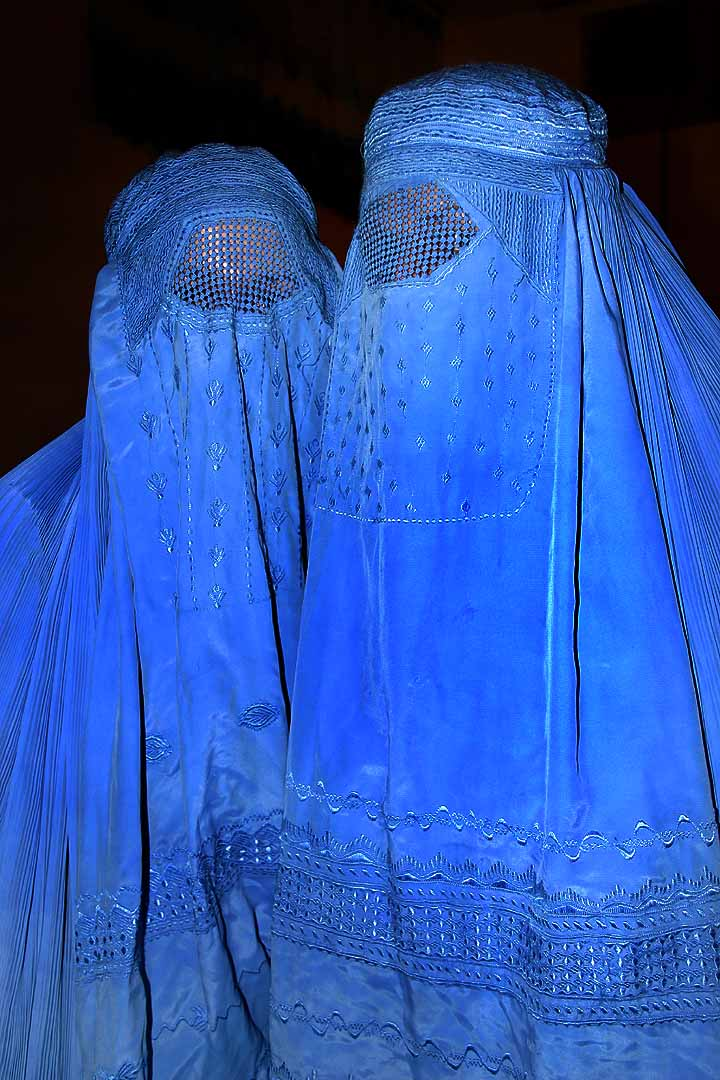
Бурка
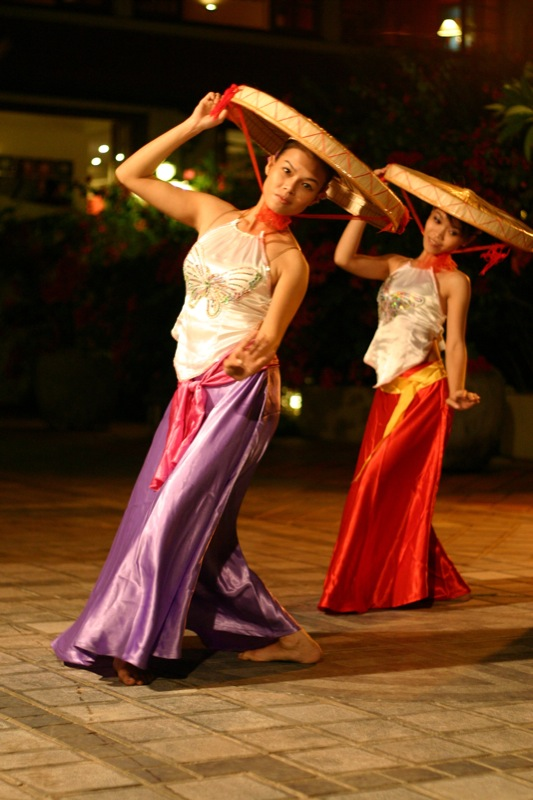
Батам

## В
- Ведьмовская шляпа — остроконечная шляпа с широкими полями, которую обычно носят ведьмы в западноевропеской популярной культуре.
- Венец — славянский девичий головной убор.[уточнить]
- Венчик — на Руси широкая вышитая повязка с лентами позади
- Венок
  - Лавровый венок
- Волосник — русский женский домашний убор[источник не указан 558 дней]

## Г
- Галеро — кардинальская шапка, красная
- Ганди — белый головной убор наподобие пилотки с острыми углами спереди и сзади и широкий по бокам, сделанный из кхади (хлопковой индийской ткани).
- Гастовех — головной убор торжественных церемоний ирокезов в виде шапочки жёсткой конструкции с укреплёнными на ней перьями.
- Гат — корейская мужская шляпа
- Гейбл (тюдоровский чепец)
- Геннин, эннин, эннен, атур — средневековый женский головной убор на каркасе из китового уса, металла, накрахмаленного полотна или твёрдой бумаги по бургундской моде
- Гленгарри, гленгэрри — шотландский национальный головной убор, сплюснутая с боков шапочка наподобие пилотки из плотной шерстяной ткани с ленточками сзади, с небольшим помпоном наверху
- Гоголь — мужской головной убор, зимняя шапка в форме усеченного конуса из каракуля, мерлушки, цигейки или другого меха.
- Головной убор индейского воина
- Головодец — девичий убор у русских крестьян
- Горлатная шапка — меховой головной убор русской знати XV—XVII веков
- Гренадёрка — гренадерская шапка.
- Гулле (кор. 굴레) — разновидность традиционного корейского головного убора ссыгэ (쓰개), вид чепчика, который носили дети (в основном девочки) 1-5 лет в конце периода Чосон.

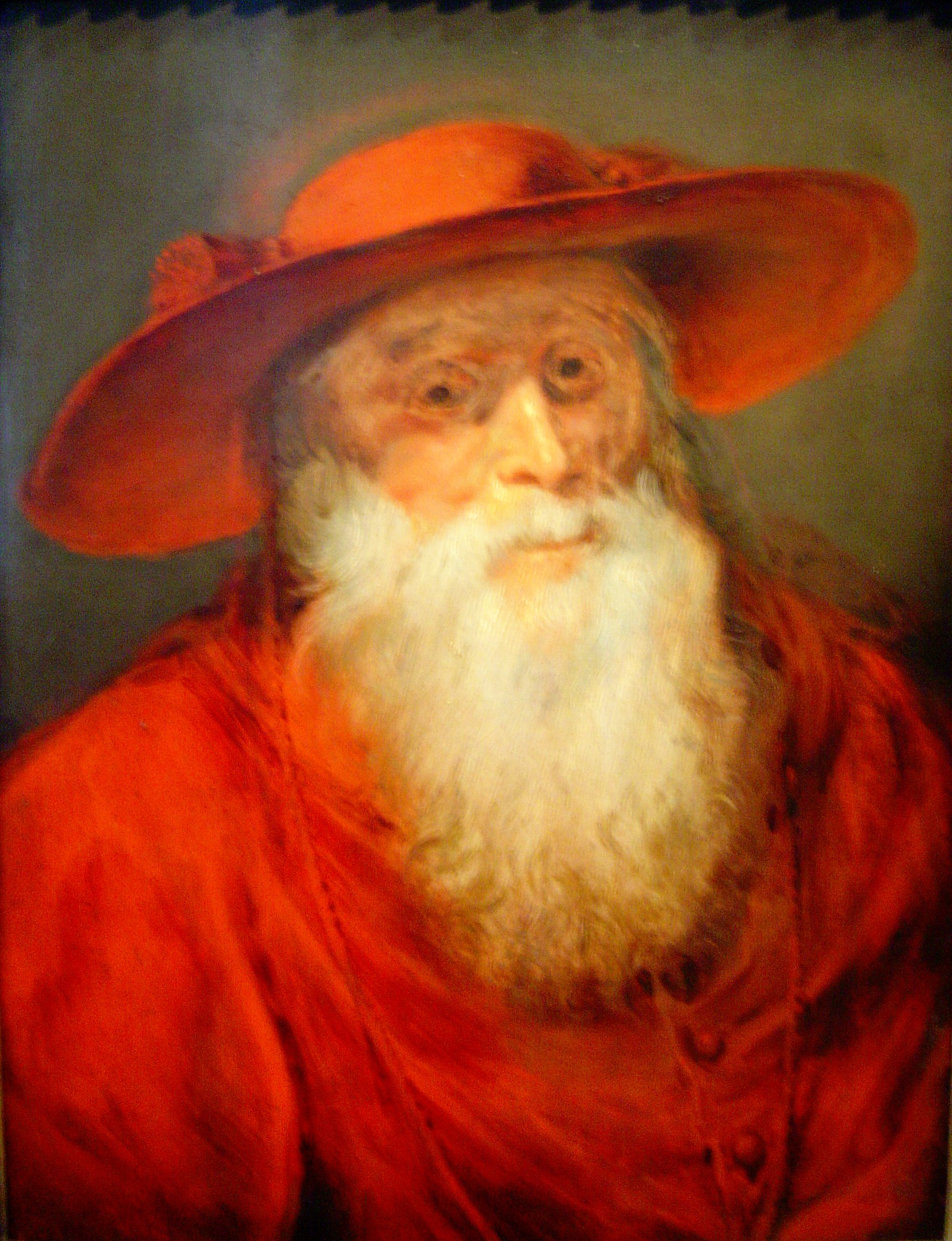
Галеро
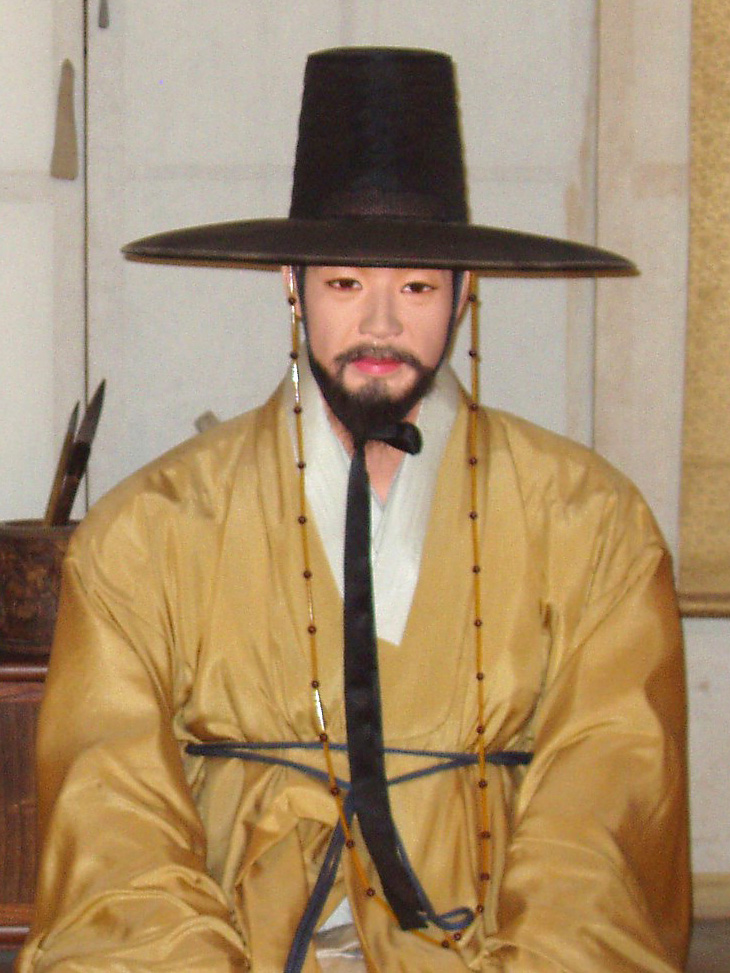
Гат
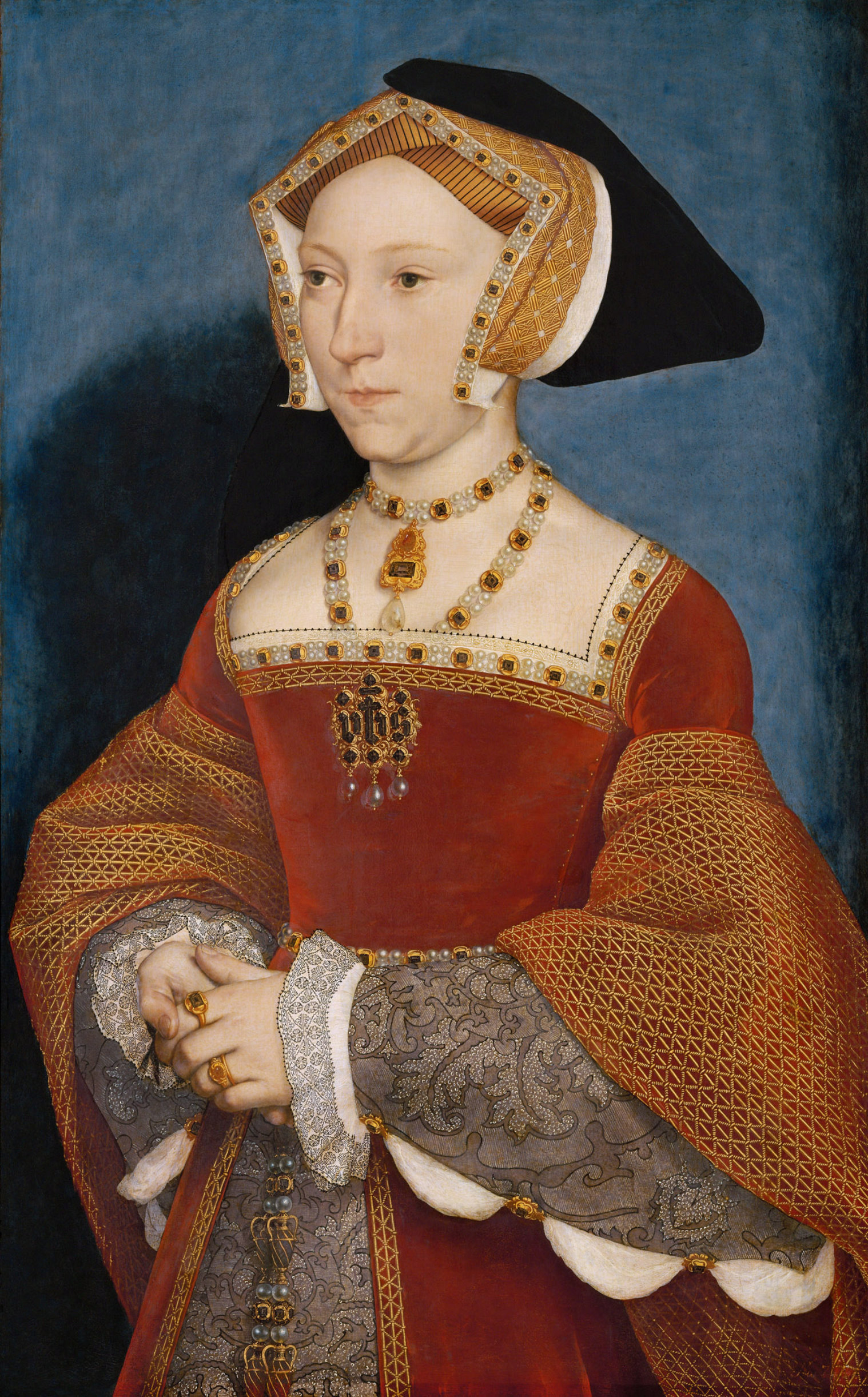
Гейбл
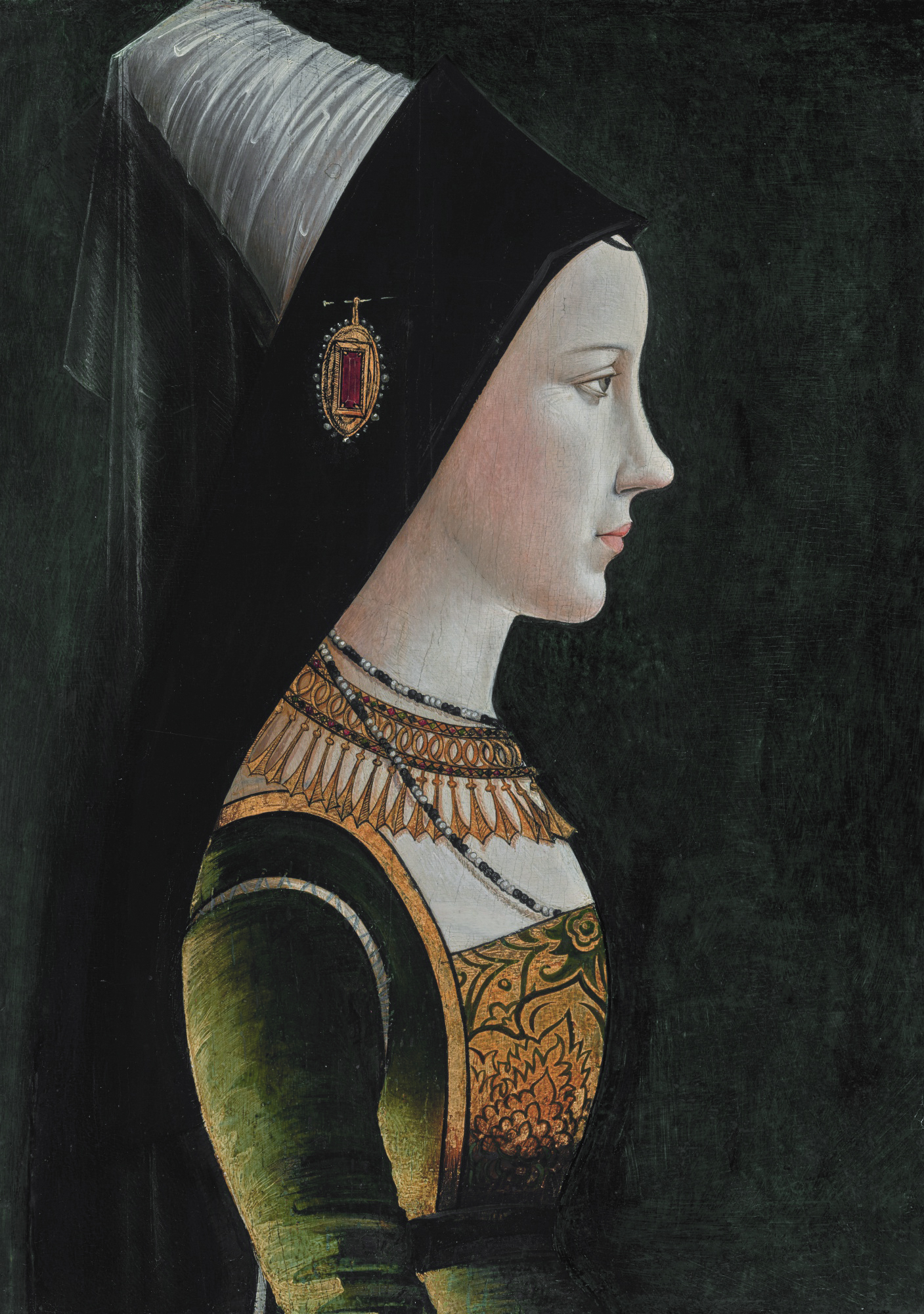
Геннин
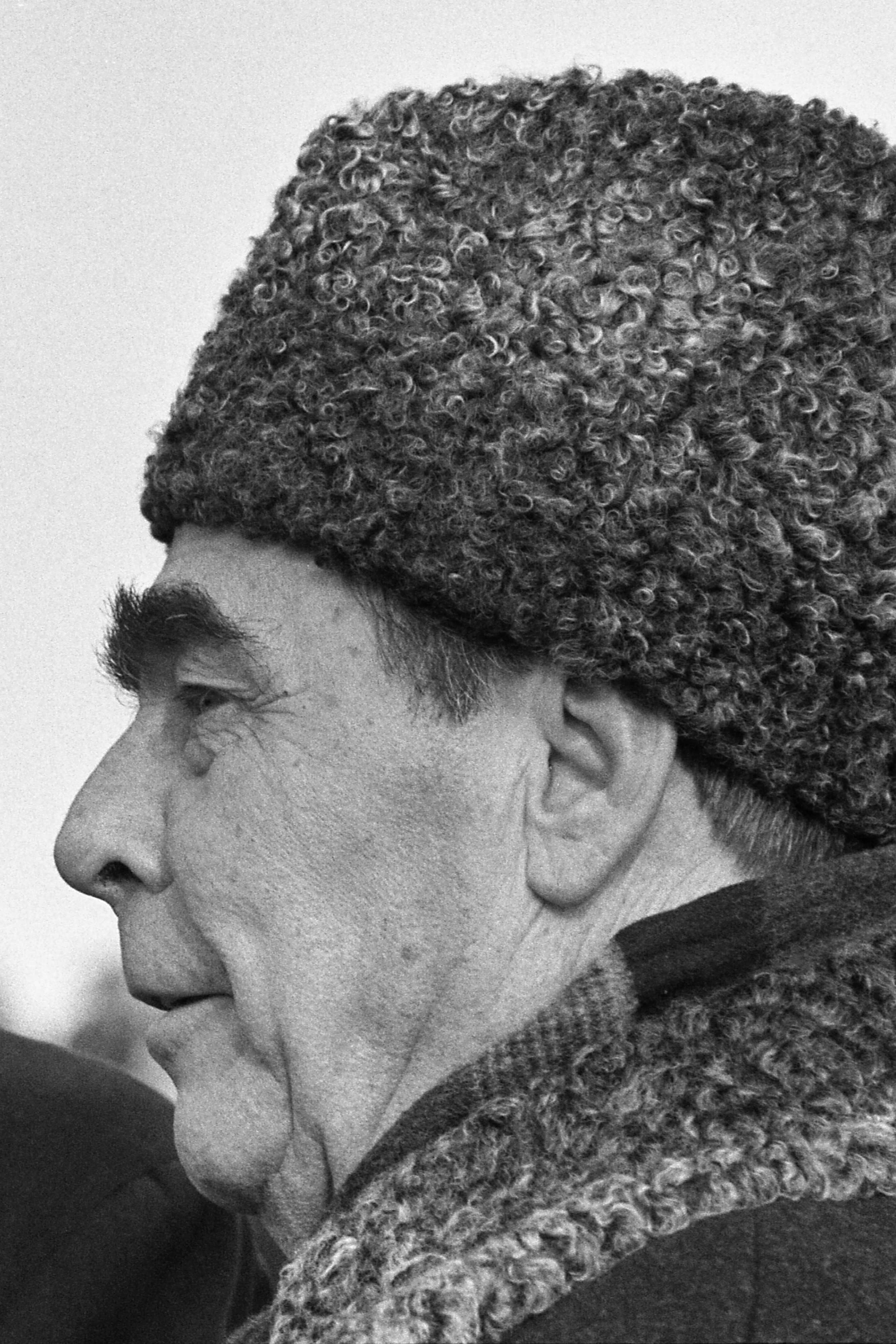
Гоголь
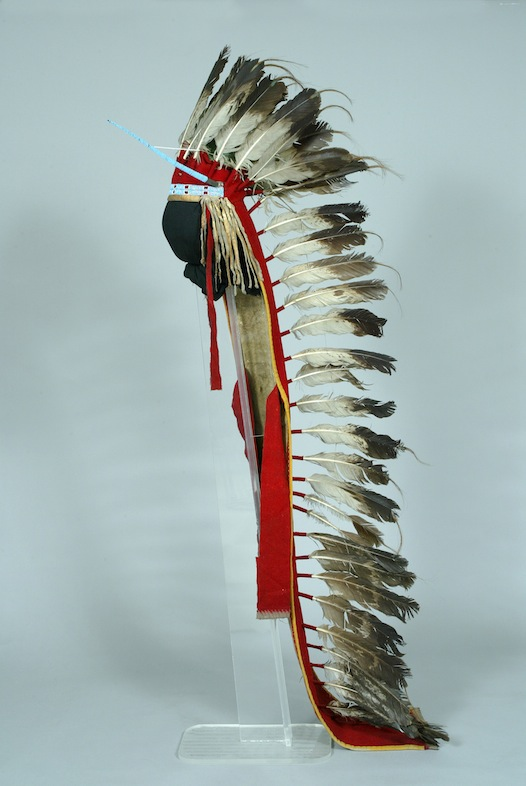
Головной убор индейского воина

## Д
- Дастар — обязательный головной убор сикхов в форме тюрбана
- Двууголка, двухуго́лка, бико́рн — двурогая шляпа, пришедшая на смену более громоздкой и неудобной треуголке в конце XVIII века.
- Дзуккетто (zucchetto) — алая камилавка кардиналов, кардинальская шапка
- Диадема — ювелирное изделие
- Докер
- Дуршлаг — предмет кухонной утвари, использующийся в некоторых религиях (например, Пастафарианстве) в качестве головного убора.
- Дхака топи — мужской головной убор Непала.

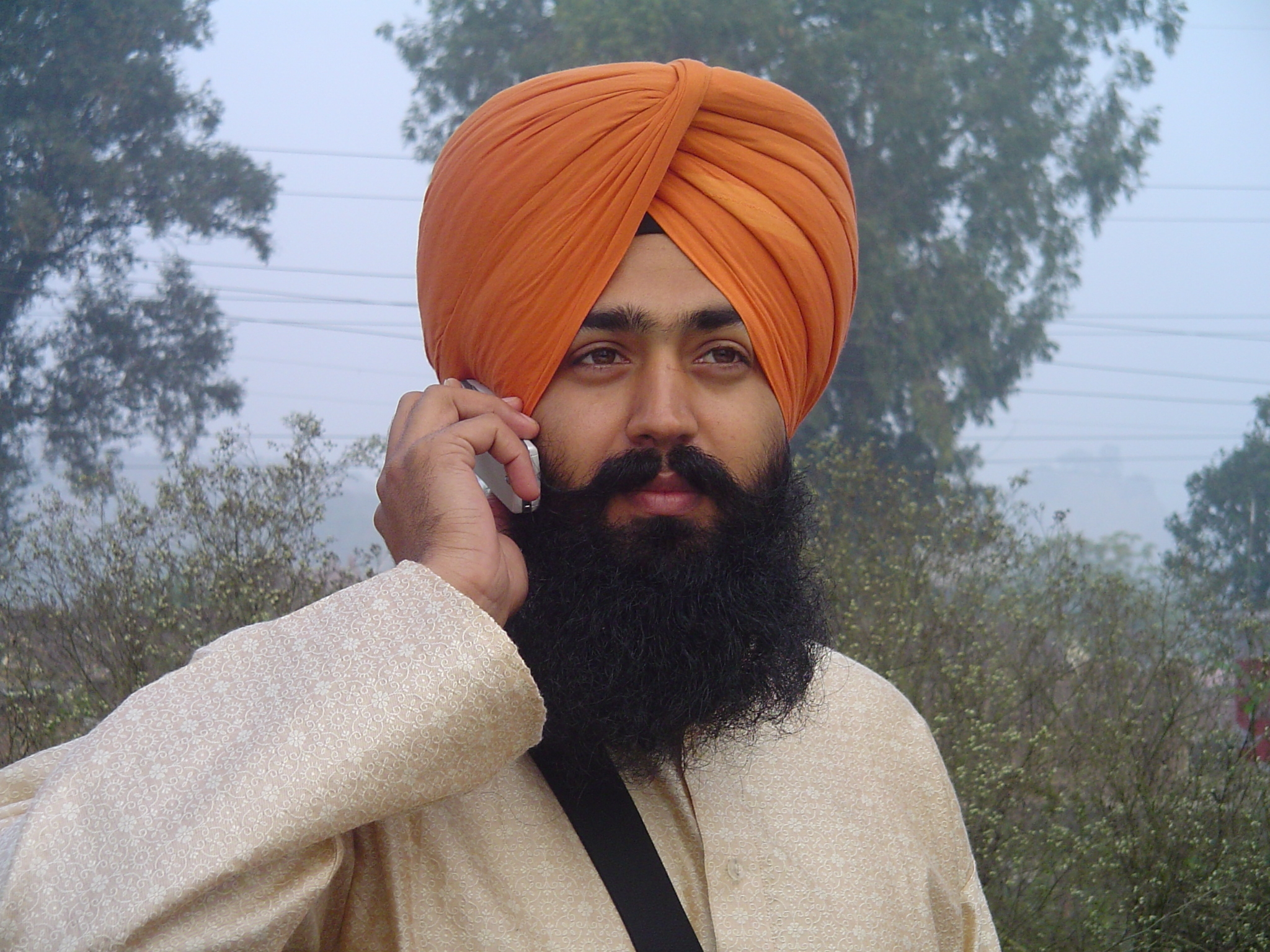
Дастар
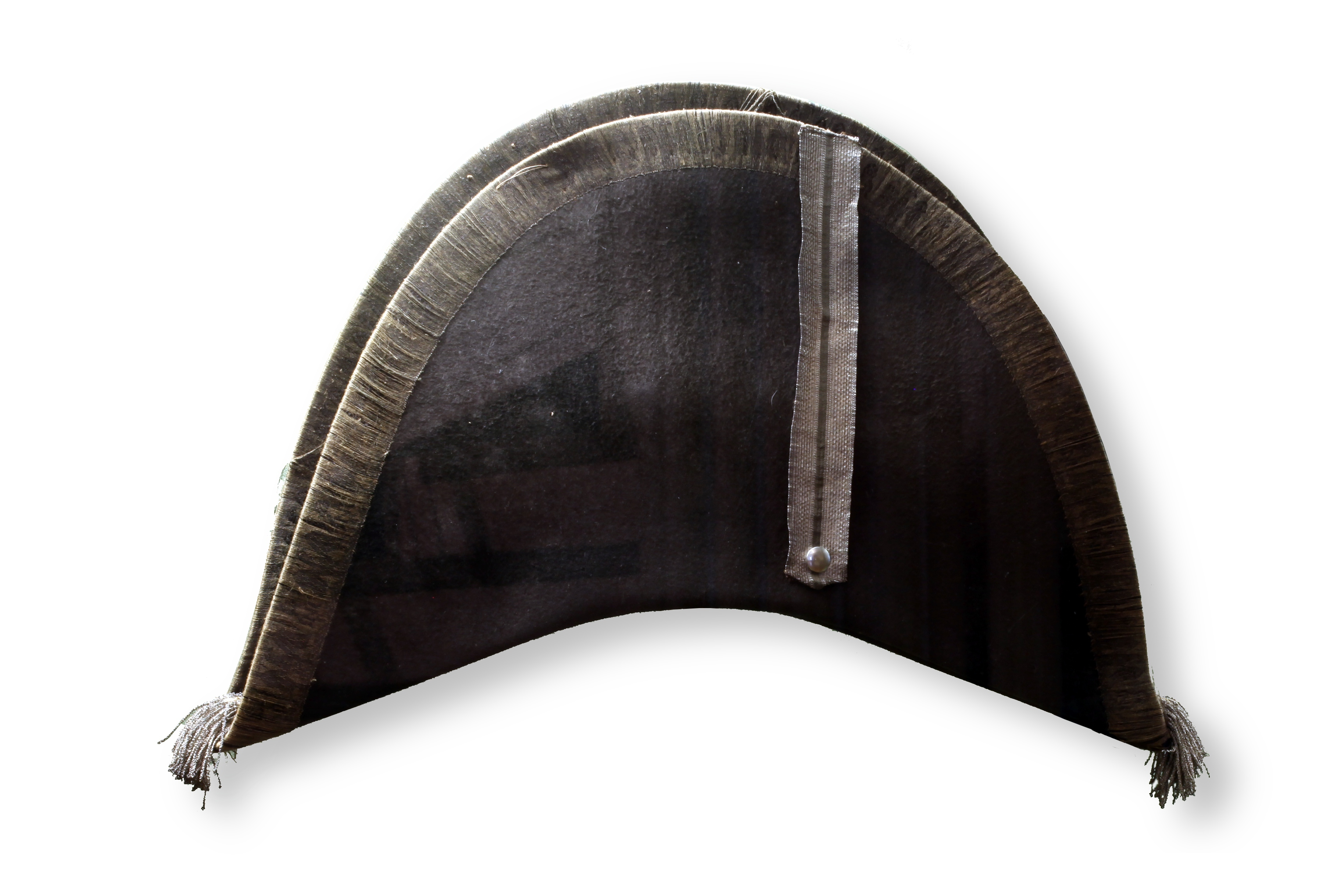
Двууголка
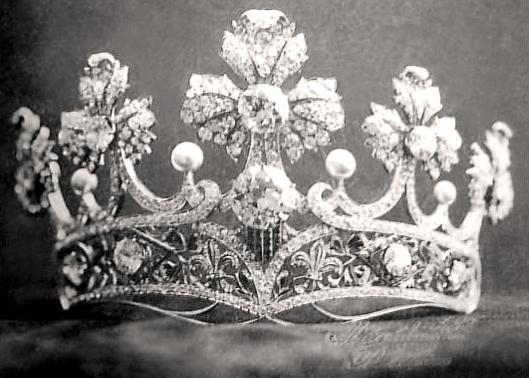
Диадема

## Е
- Ермолка — плотно облегающий голову мужской головной убор без полей. Нередко этим термином обозначается кипа

## Ж
- Жокейка

## З
- Зонтичная шляпа — головной убор с зонтиком.
- Зюйдвестка — традиционный морской головной убор, входящий в комплект непромокаемого штормового костюма. Задняя часть длиннее передней для защиты от воды.

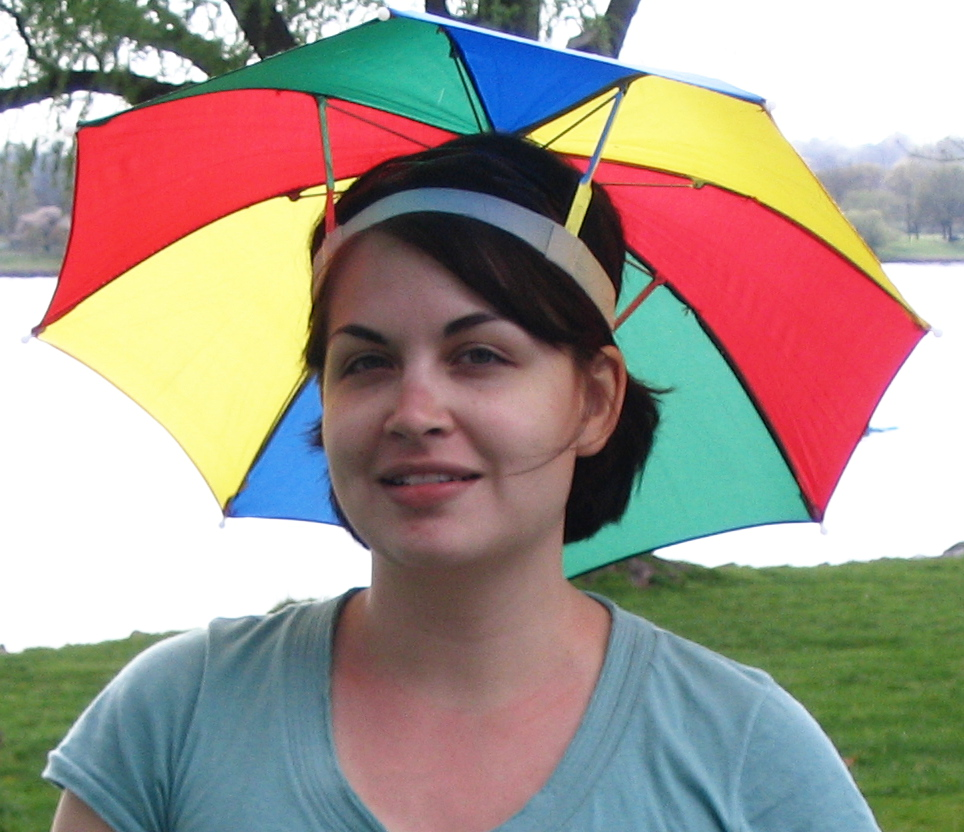
Зонтичная шляпа
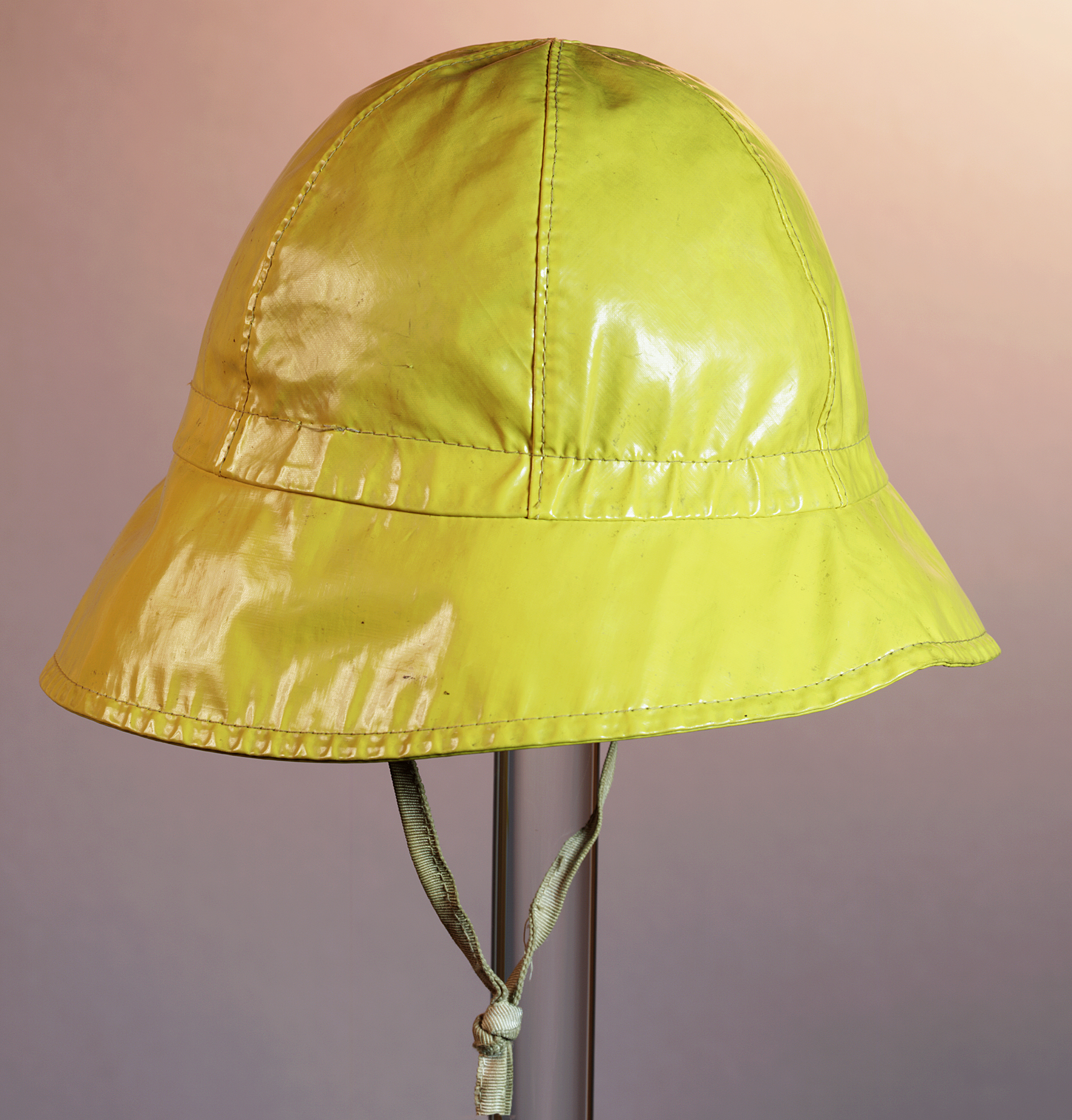
Зюйдвестка

## И
- Имам Сарик (Imam Sarik) — головной убор, надеваемый мусульманскими имамами, преимущественно в Египте

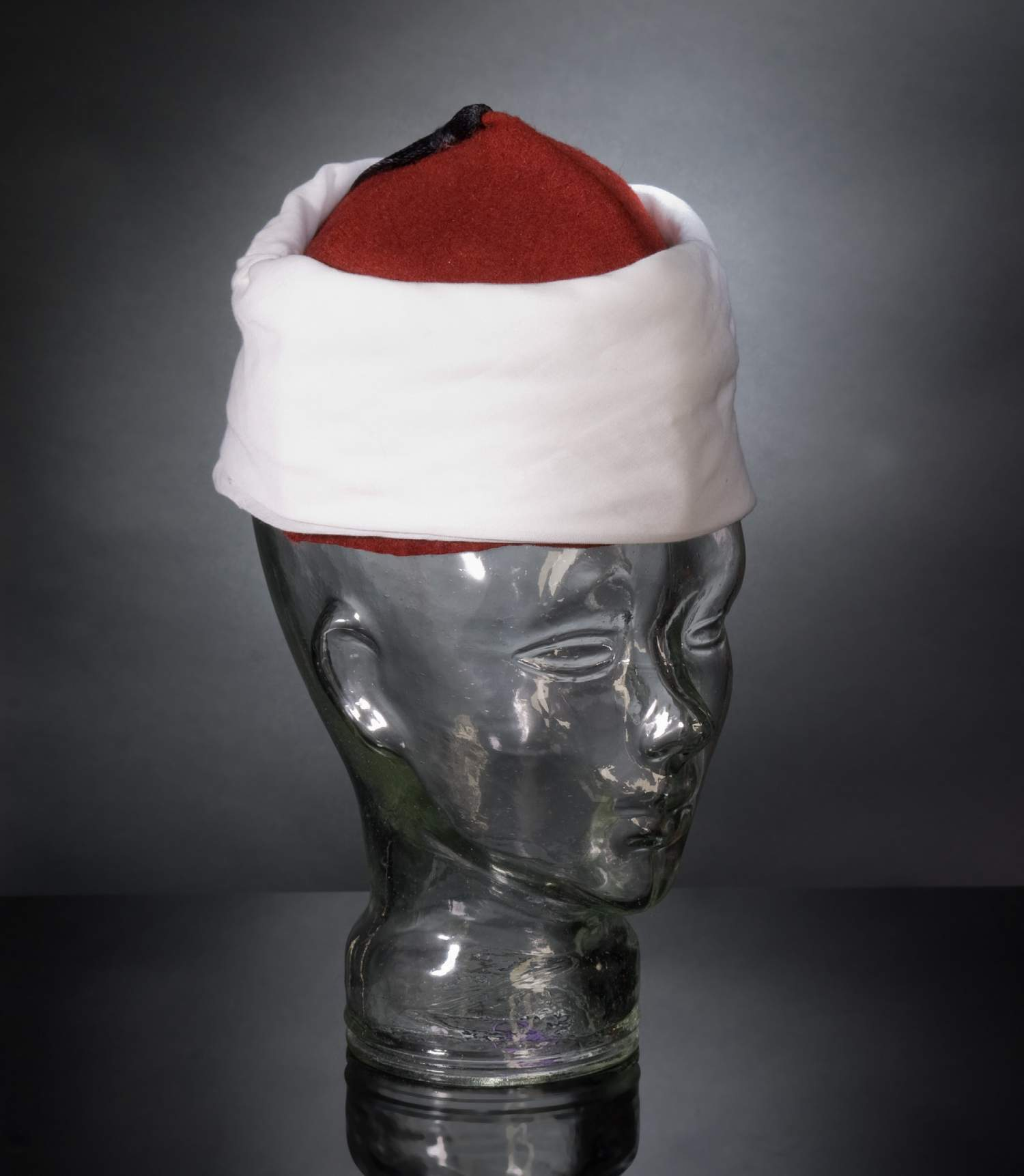
Имам Сарик

## К
- Калансоа  (kalansoah, qalansuwah, kalansawa) — в Коптской православной церкви этот головной убор носят епископы и священники, которые приняли обет монашества
- Калфак — древний женский татарский головной убор
- Каль, cale (фр.) — плотно облегающая голову шапочка. В эпоху средневековья мужской и женский домашний головной убор типа чепчика. При выходе на улицу на каль надевали бонне, шаперон и другие головные уборы.
- Камауро — головной убор Папы Римского
- Камилавка, камилавкий — головной убор в Православной церкви фиолетового или чёрного цвета в виде расширяющегося кверху цилиндра, иначе называлась скиадий и носилась византийским императором и его сановниками
- Камчат бурек — татарский женский головной убор
- Канотье — невысокая цилиндрическая соломенная шляпа с плоским верхом, узкими твердыми полями и чёрной лентой.
- Капелло Романо (Сатурно) — является роскошно вышитым золотым канителем головным убором, носимым архиепископом
- Капирот — средневековый испанский головной убор, остроконечный колпак конической формы
- Капитанка
- Капор — женская шляпа начала-середины XIX века.
- Капотен — высокая шляпа с узкими полями, конической формы обычно чёрного цвета. Носилась в 1590-х годов и до середины XVII века в Англии и северо-западной Европе.
- Капюшон
- Картуз — разновидность фуражки, широко распространённая в XIX и начале XX века в Европе (в том числе и в России).
- Каса — японский национальный головной убор.
- Каска
- Катташи — татарский женский головной убор из бархата конца XIX — начала XX веков
- Кашмау — головной убор башкирского национального костюма.
- Квадратная академическая шапочка — головной убор, состоящий из квадратной горизонтальной доски, закреплённой на ермолке, и прикреплённой к её центру кисточки.
- Келагаи — шёлковый платок, азербайджанский национальный женский головной убор
- Кепи, кепка'' — род фуражки с маленьким твердым донышком состоящий из высокого, относительно мягкого околыша, и длинного, широкого, прямого козырька. Также в разговорной речи кепкой может называться бейсболка
- Кератана — японская женская шляпа-цилиндр
- Кивер — военный головной убор цилиндрической формы с козырьком и подбородным ремешком.
- Кика, кичка — традиционный русский головной убор замужних женщин
- Кипа — еврейский головной убор, плотно облегающая голову шапочка.
- Клобук
- Клош — дамская шляпка в форме колокольчика, которая была в моде в 1920-х годах.
- Ковбойская шляпа, стетсон, десятигаллонная шляпа  — высокая мужская шляпа из фетра или кожи, с загнутыми по бокам полями. Иногда снабжается хлястиком.
- Козырек — современный спортивный головной убор, козырек на жесткой ленте, обхватывающей голову, без донышка.
- Койф — в Средневековье кольчужный или полотняный капюшон.
- Коктейльная — маленькая женская шляпка без полей с вуалью или без.
- Кокошник, кокошка, кокуй, златоглав, головка, наклонник, наклонка, шеломок, ряска — традиционный русский головной убор, праздничный убор незамужних девушек, невест и молодых замужних женщин.
- Колониальный шлем, пробковый шлем
- Колпак — усечённый (цилиндрический или конусовидный) головной убор, распространённый как в Европе, так и в Азии
  - Ночной колпак — мужской головной убор XIV-XIX вв., носившийся мужчинами во время сна
- Конфедератка, рогатывка, рогачка — польская четырёхугольная шляпа без полей с кисточкой.
- Коппола — традиционная мужская сицилийская кепка, обычно изготовленная из твида
- Корона
- Косынка, косыня, косяк, хустка — треугольный головной платок, повязываемый на подбородке или затылке
- Котелок — европейская шляпа полусферической формы из твёрдого войлока (фетра).
- Кофья-де-папос — традиционный испанский женский головной убор из тонкого белого полотна
- Кубанка — низкая папаха
- Куколь
- Кулах — персидский мужской головной убор под чалму
- Кустышки — широкий платок из тафты красного цвета, завязанный на повойник таким образом, чтобы узелок располагался на лбу
- Куфия, арафатка, шемаг, шемах — мужской головной плат, используемый у арабов, и удерживающися на голове шнуром-икалем.
- Биретта Kurhessen-Waldeck является головным убором, надеваемым протестантскими священниками при выполнении их нелитургических обязанностей

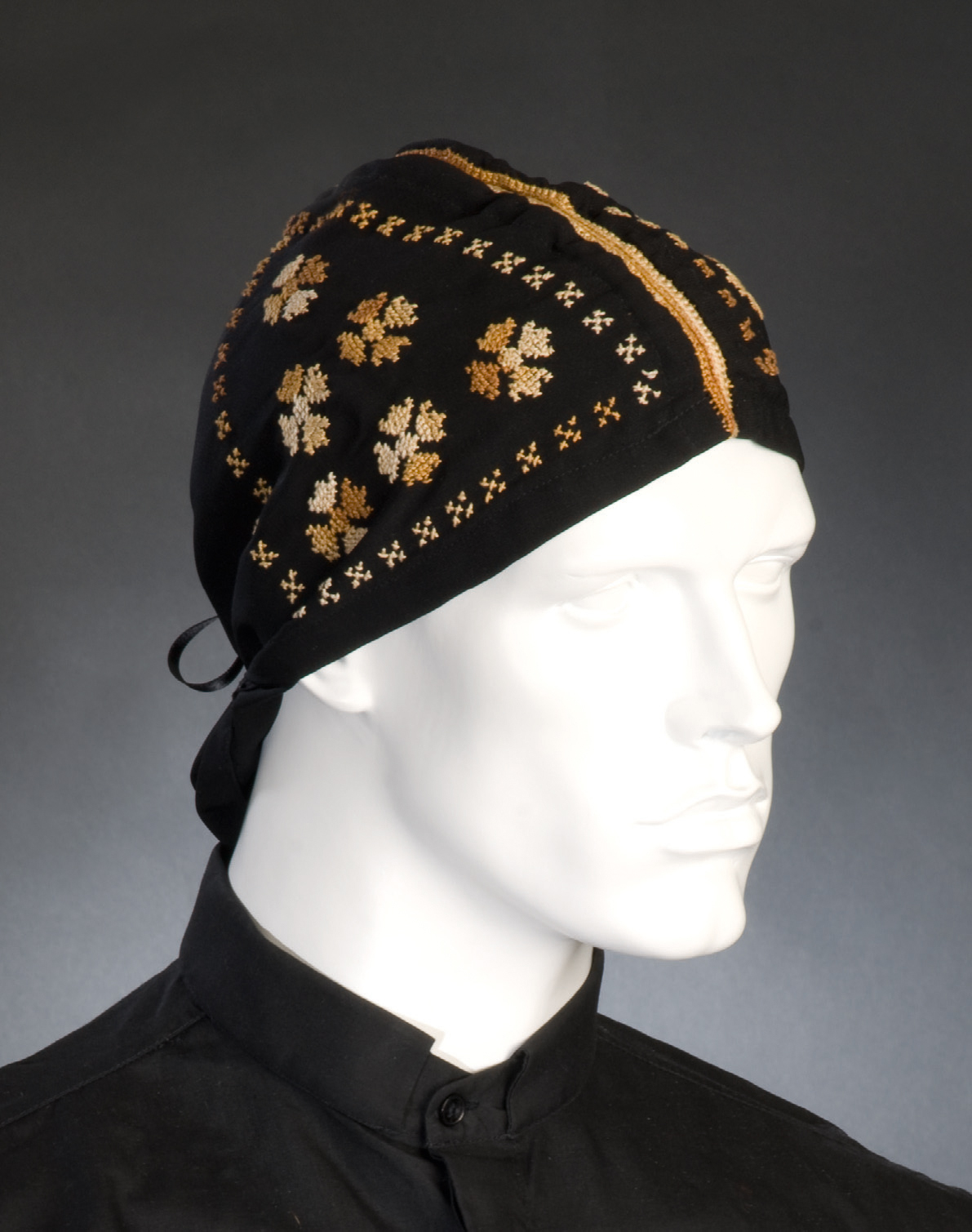
Калансоа
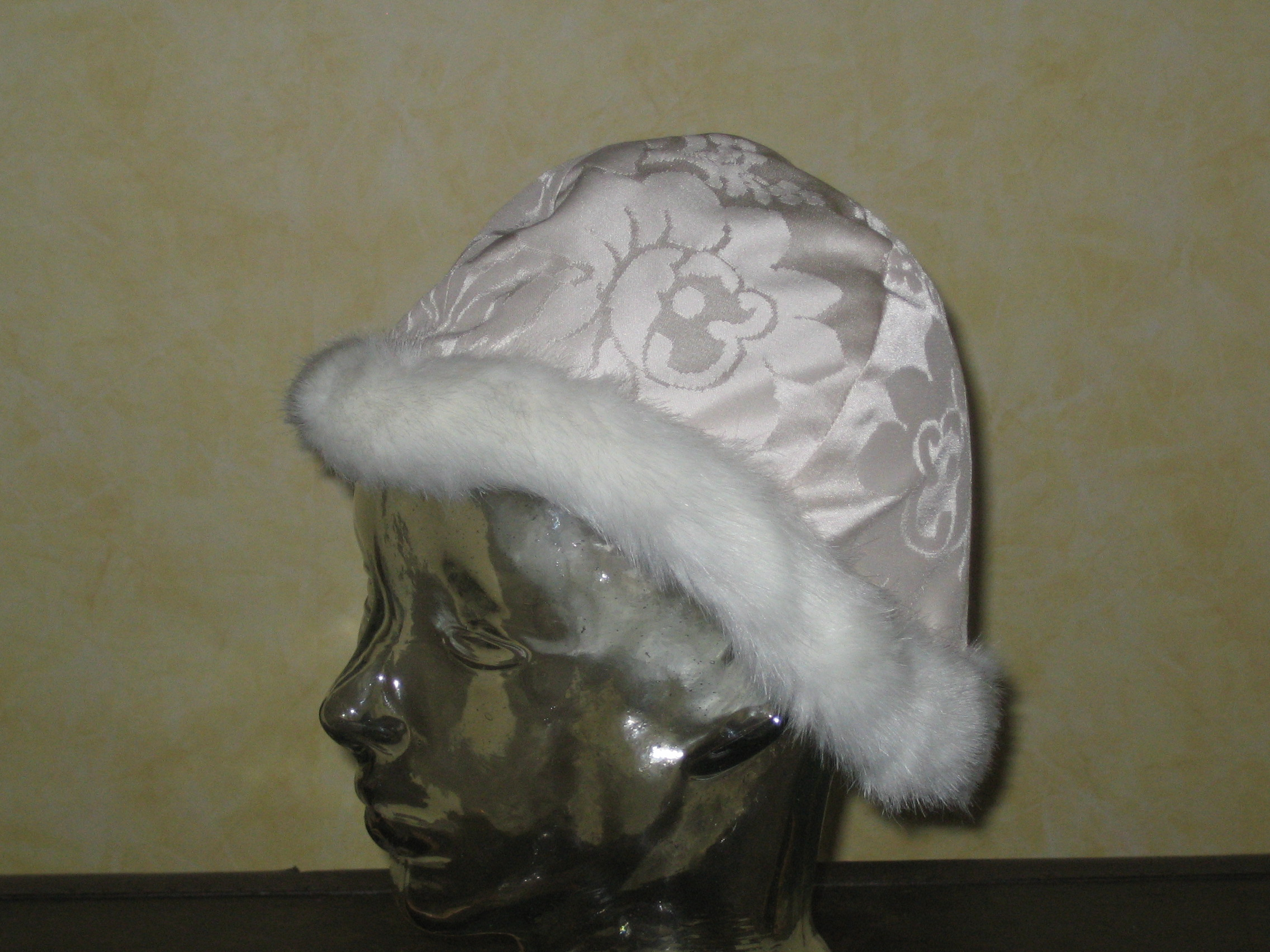
Камауро
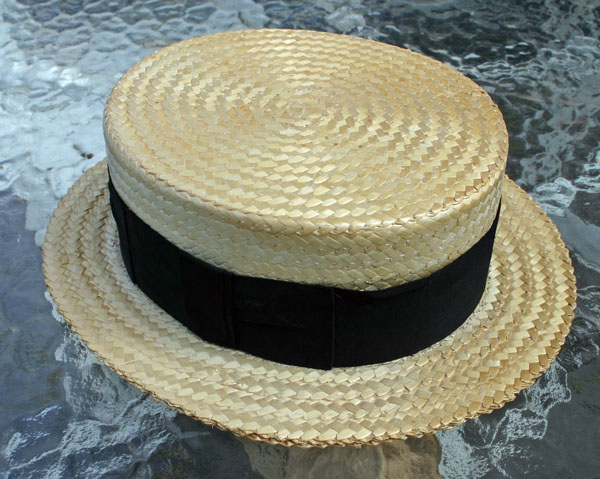
Канотье
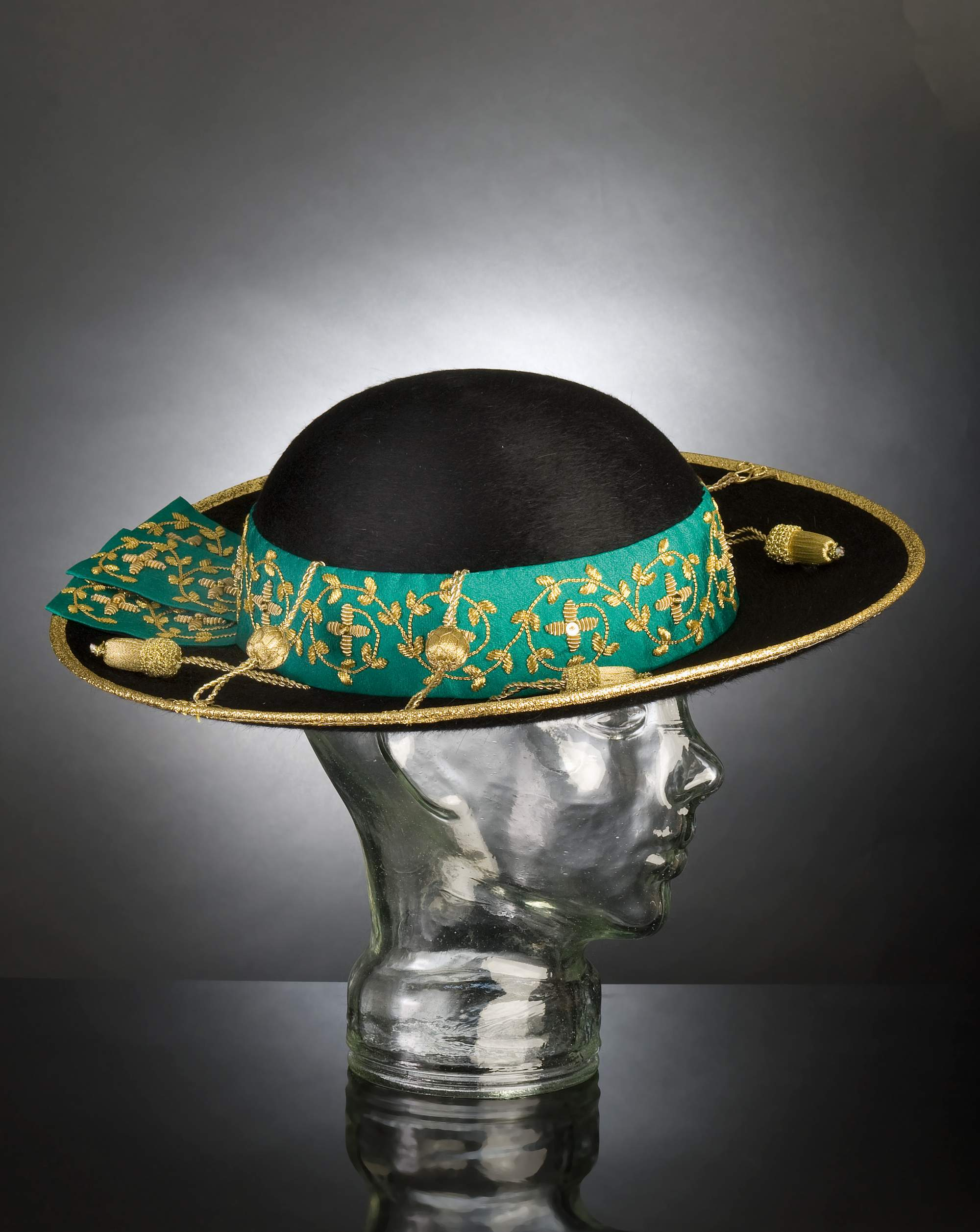
Капелло Романо
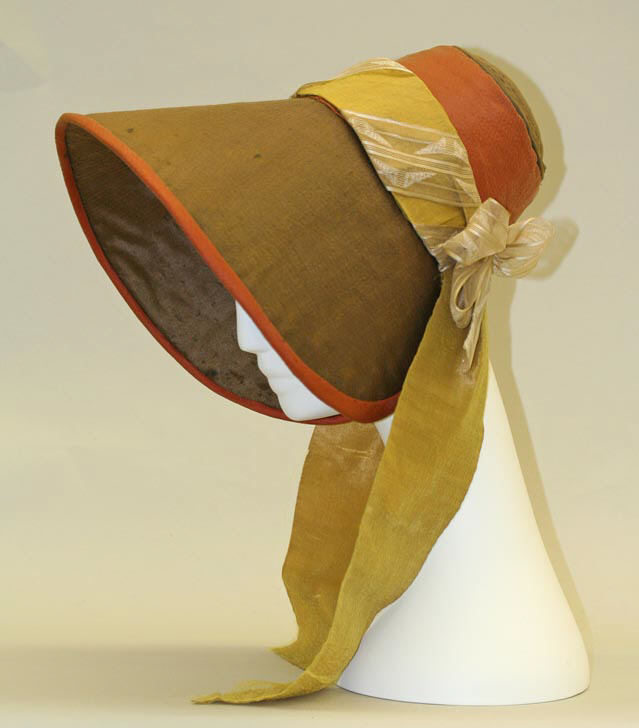
Капор
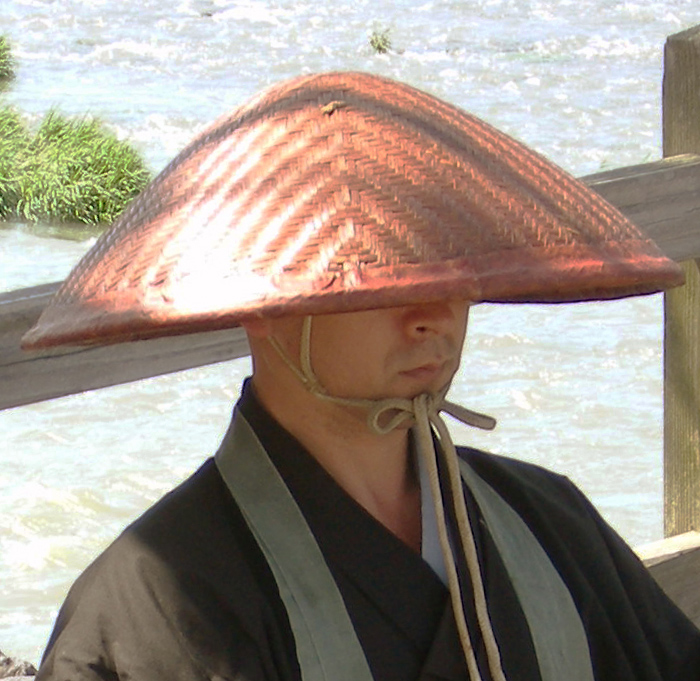
Каса
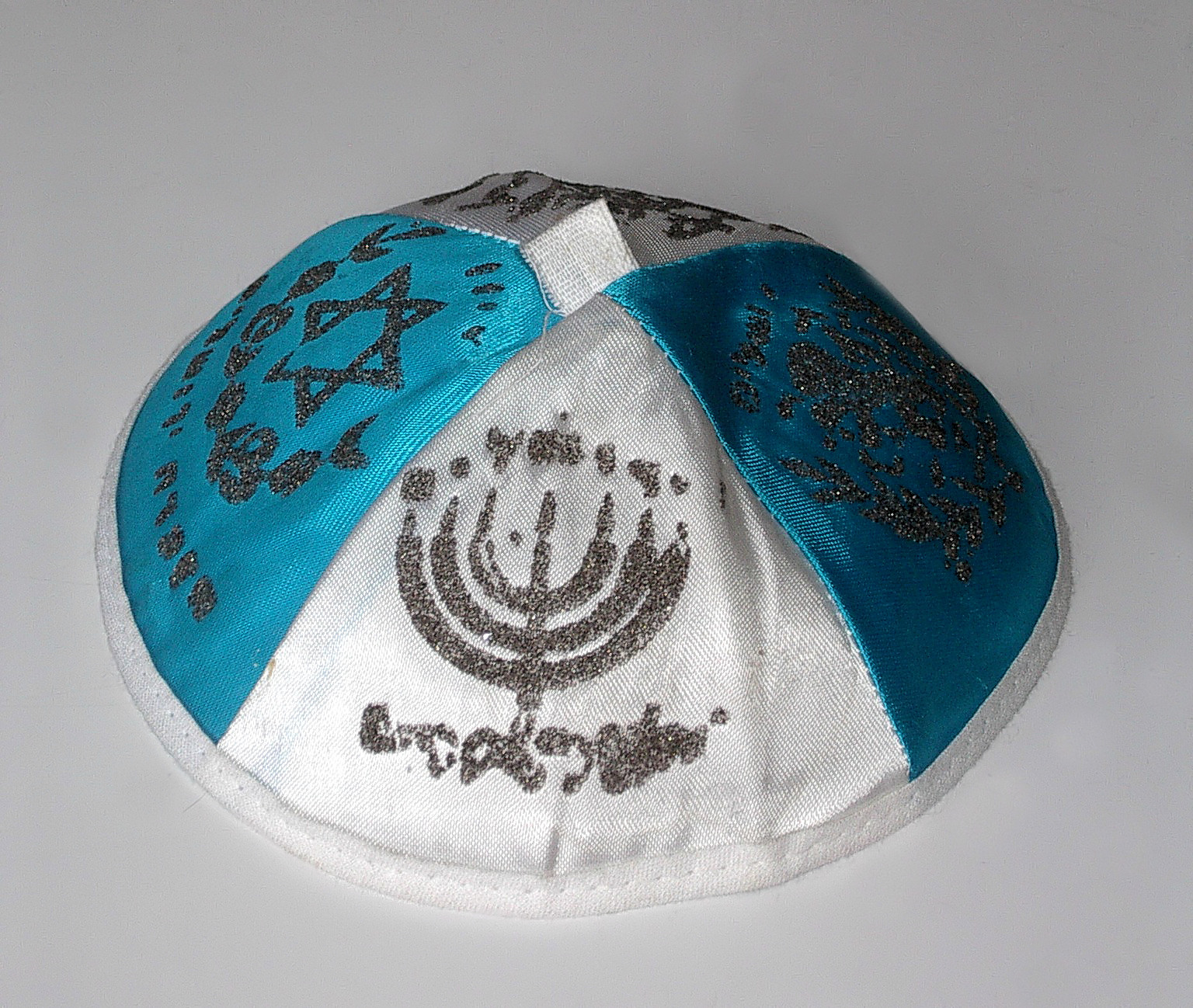
Кипа
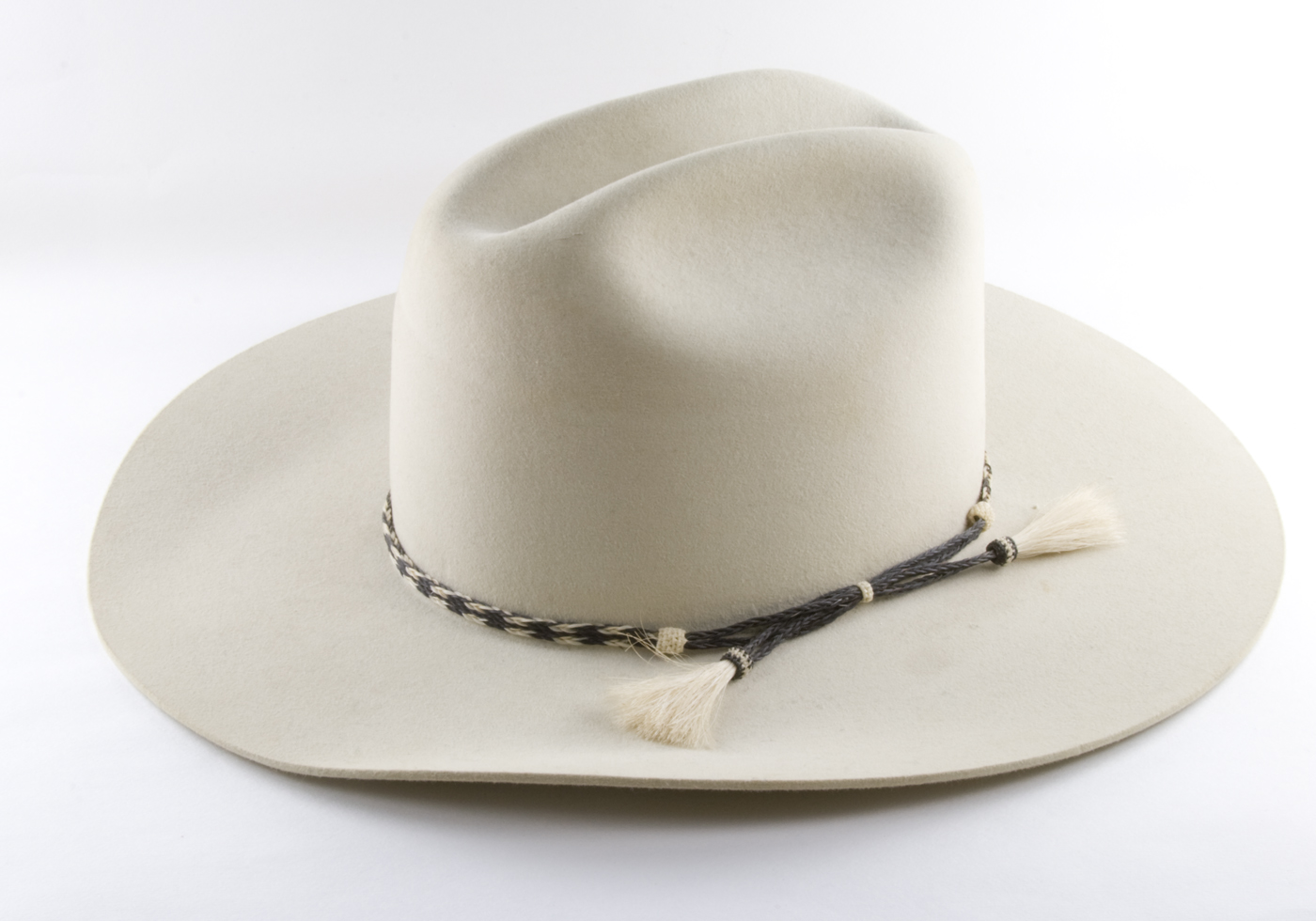
Ковбойская шляпа
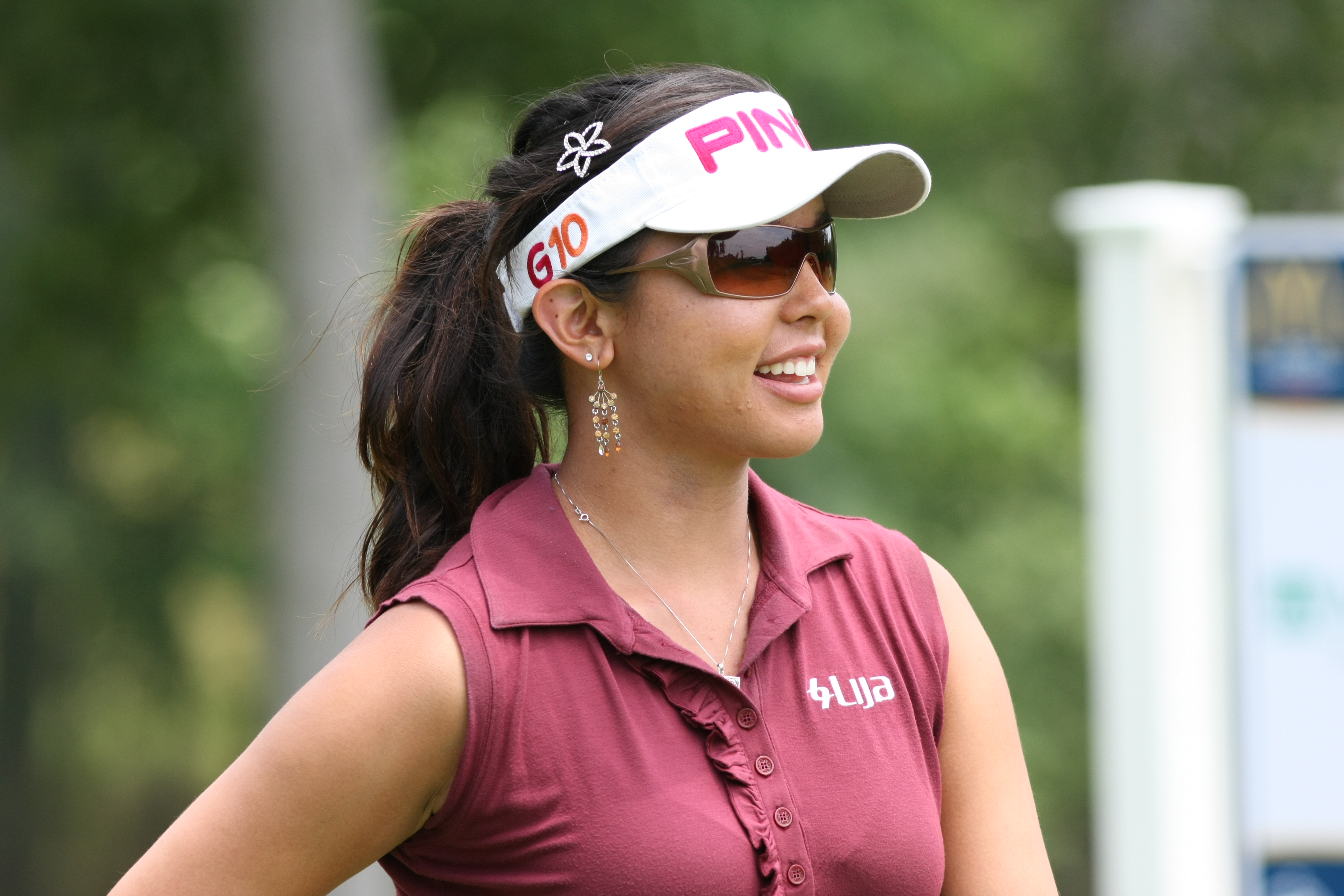
Козырек
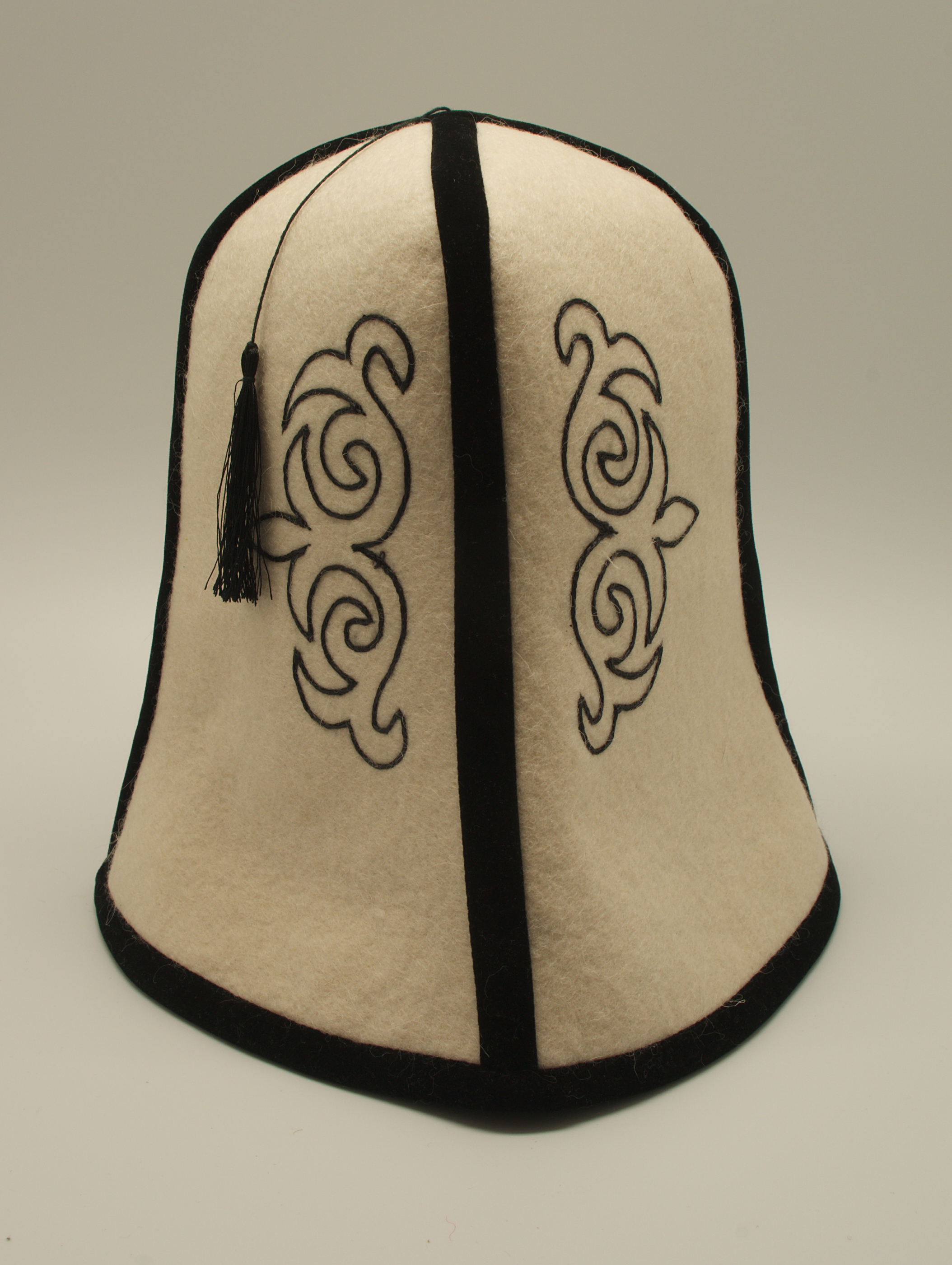
Киргизский колпак
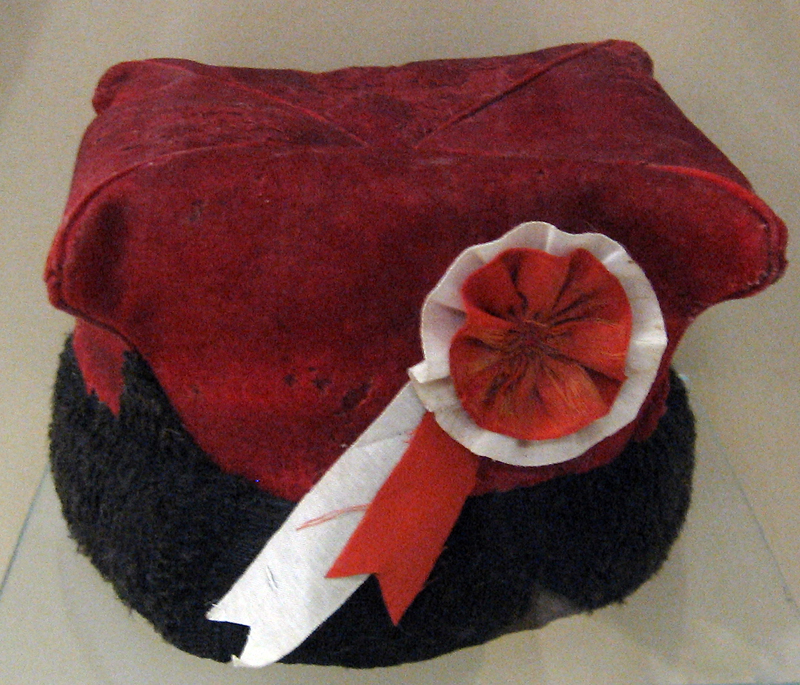
Конфедератка
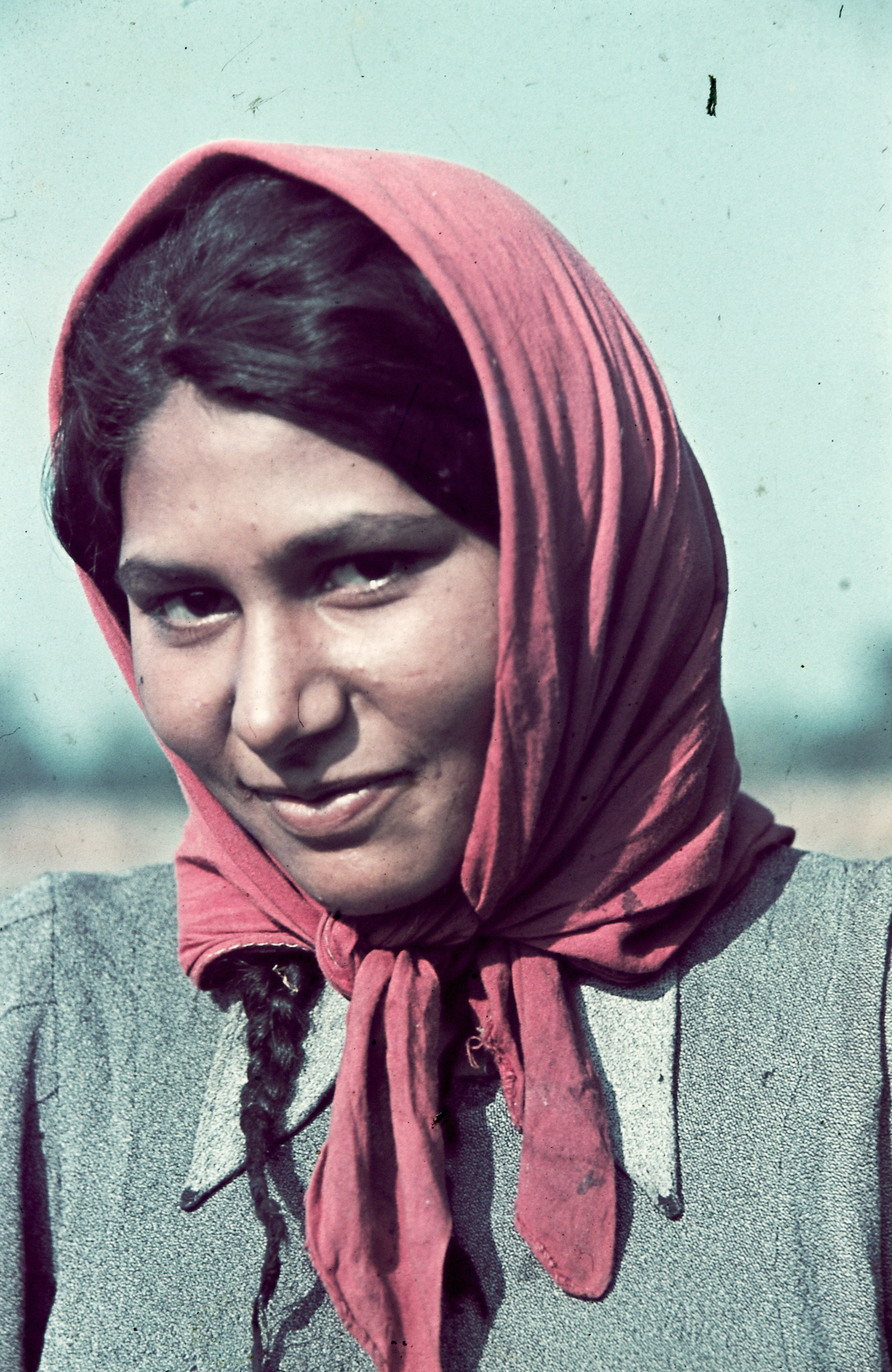
Косынка
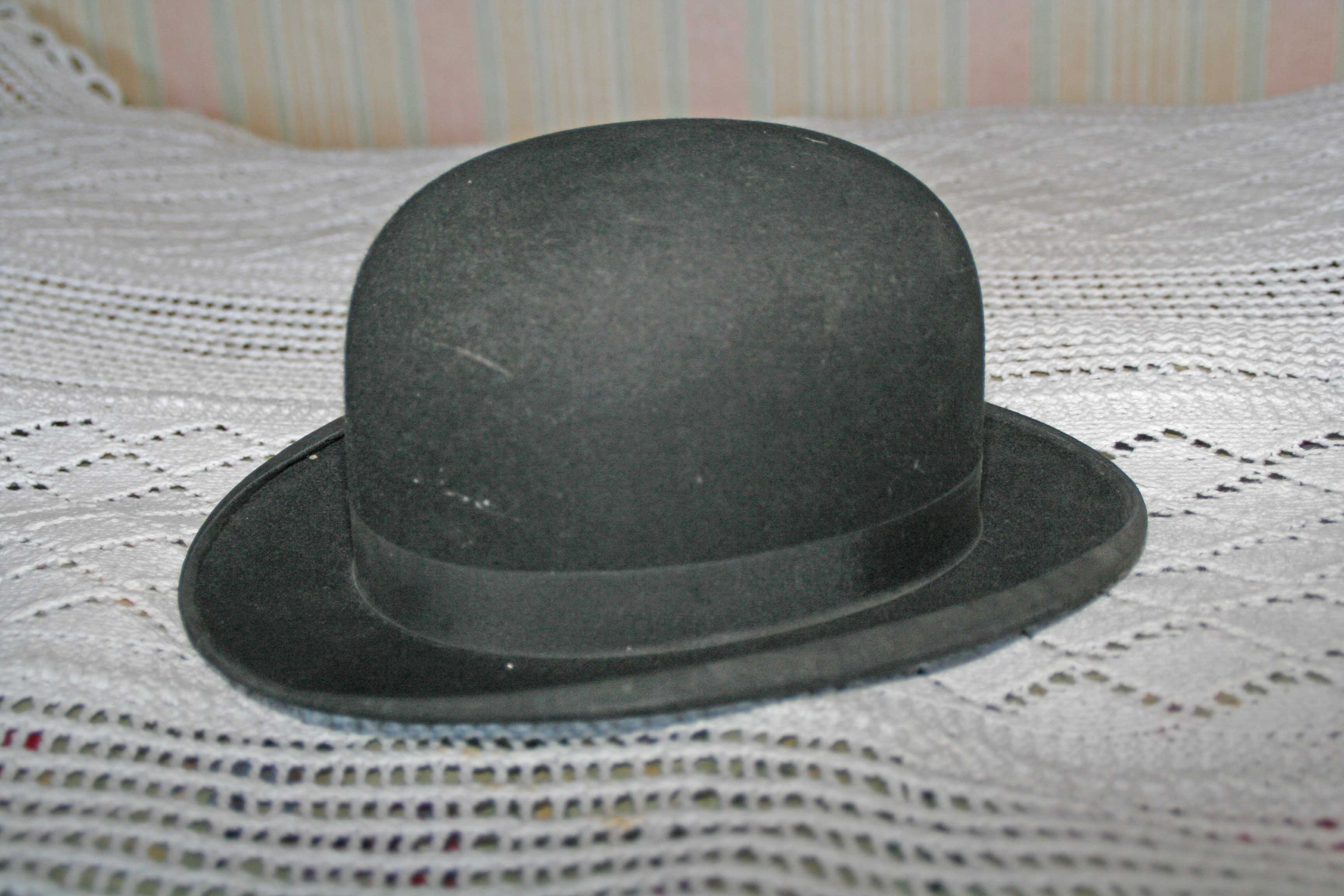
Котелок
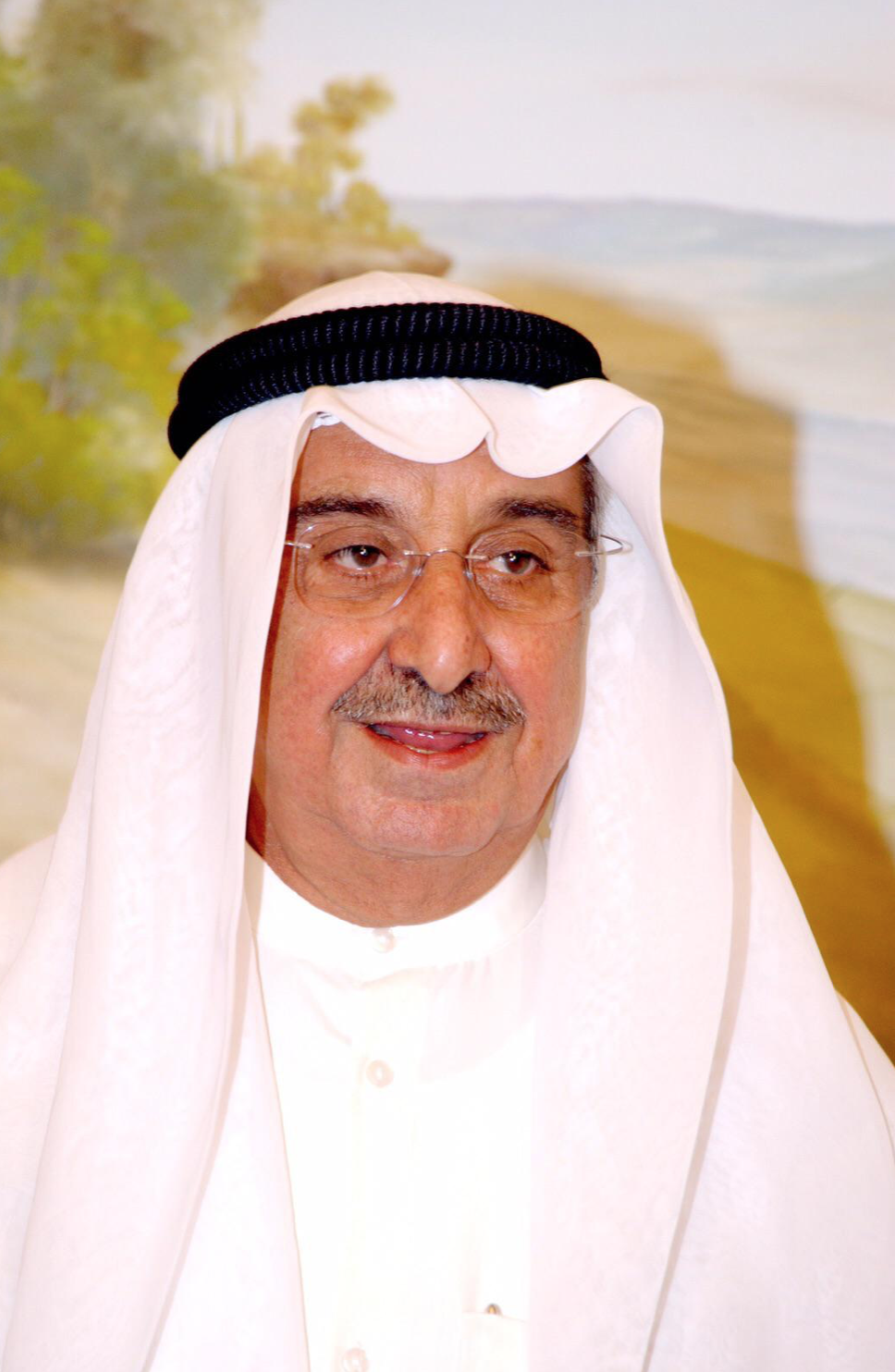
Куфия
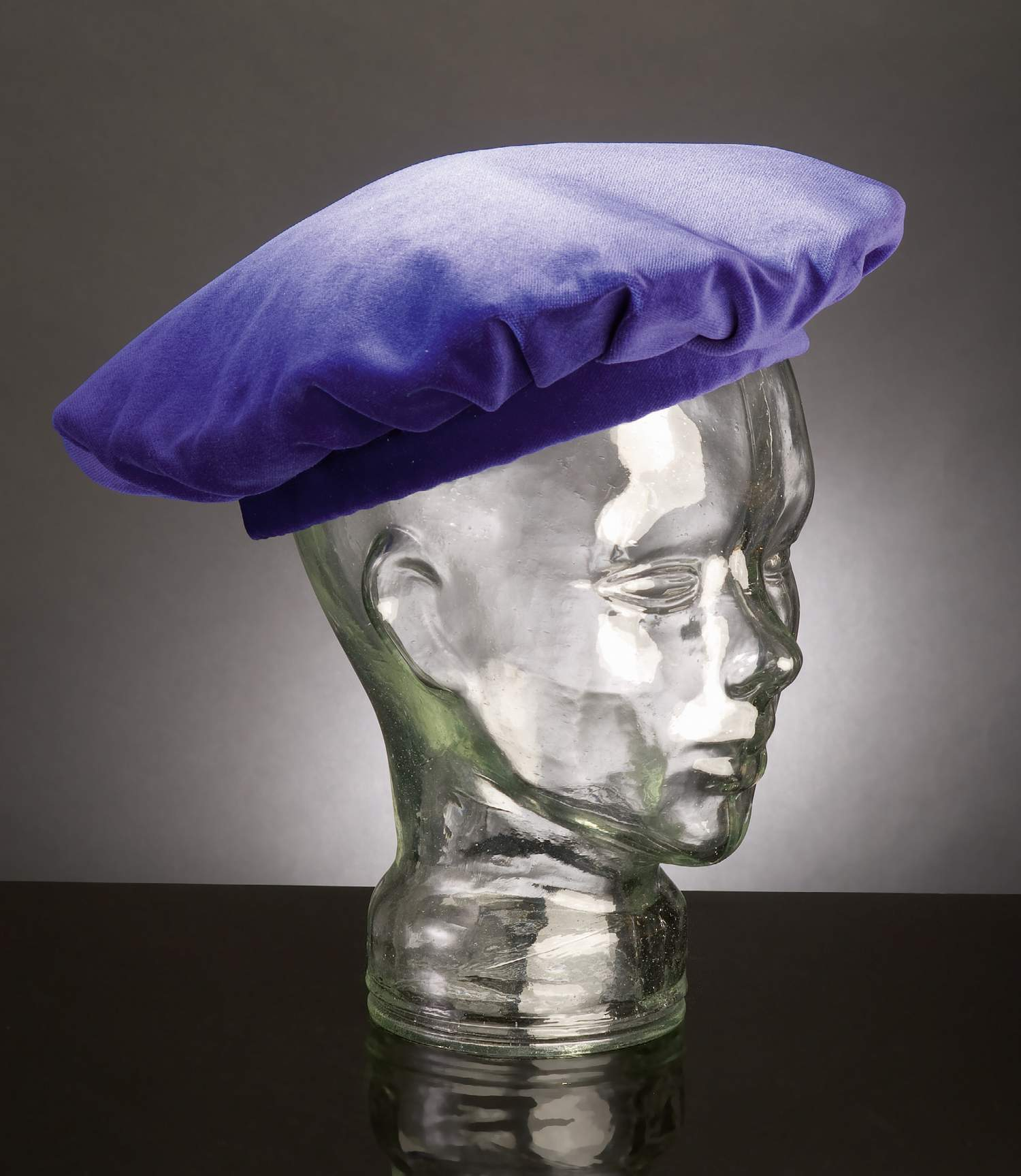
Kurhessen Waldeck
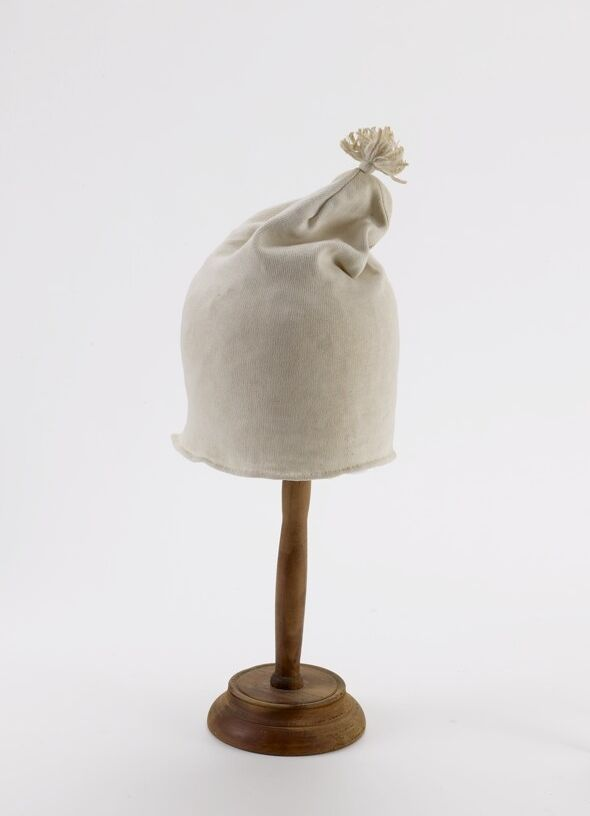
Ночной колпак

## Л
- Литам
- Лобная повязка

## М
- Магерка — валяная войлочная шапка, предмет венгерского, польского и белорусского народного костюма
- Мадхалла — традиционная женская соломенная коническая шляпа в Йемене[2].
- Малахай — мужской головной убор у народов Центральной Азии из меха и кожи, закрывающий шею и плечи.
- Мазепинка — форменный головной убор украинских сечевых стрельцов.
- Мантилья — испанское кружевное головное покрывало.
- Маска — накладка на лицо, надеваемая поверх него и используемая в различных целях; маски могут покрывать не только лицо, но целиком и голову
  - Кукулус ноктурнус, cuculus nocturnus («ночная кукушка») — в Древнем Риме специальный остроконечный головной убор скрывал лицо благородного клиента борделя-лупанария
- Матроска
- Митра — надевается епископами христианства большинства конфессий
  - Митра-корона
- Мокоротло — соломеная шляпа народа басуто, символ Лесото, представленный на флаге страны.
- Монмутская шапка — вязаная шапка, использовавшаяся английскими моряками в XV-XVIII вв.

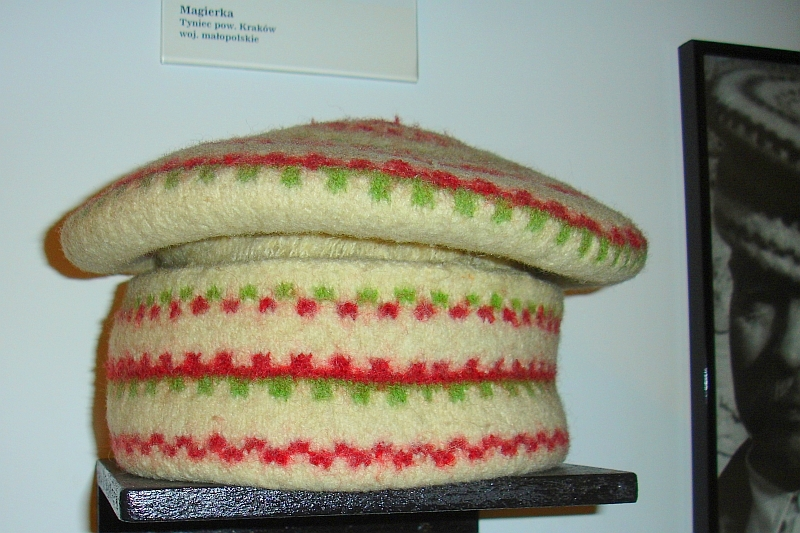
Магерка
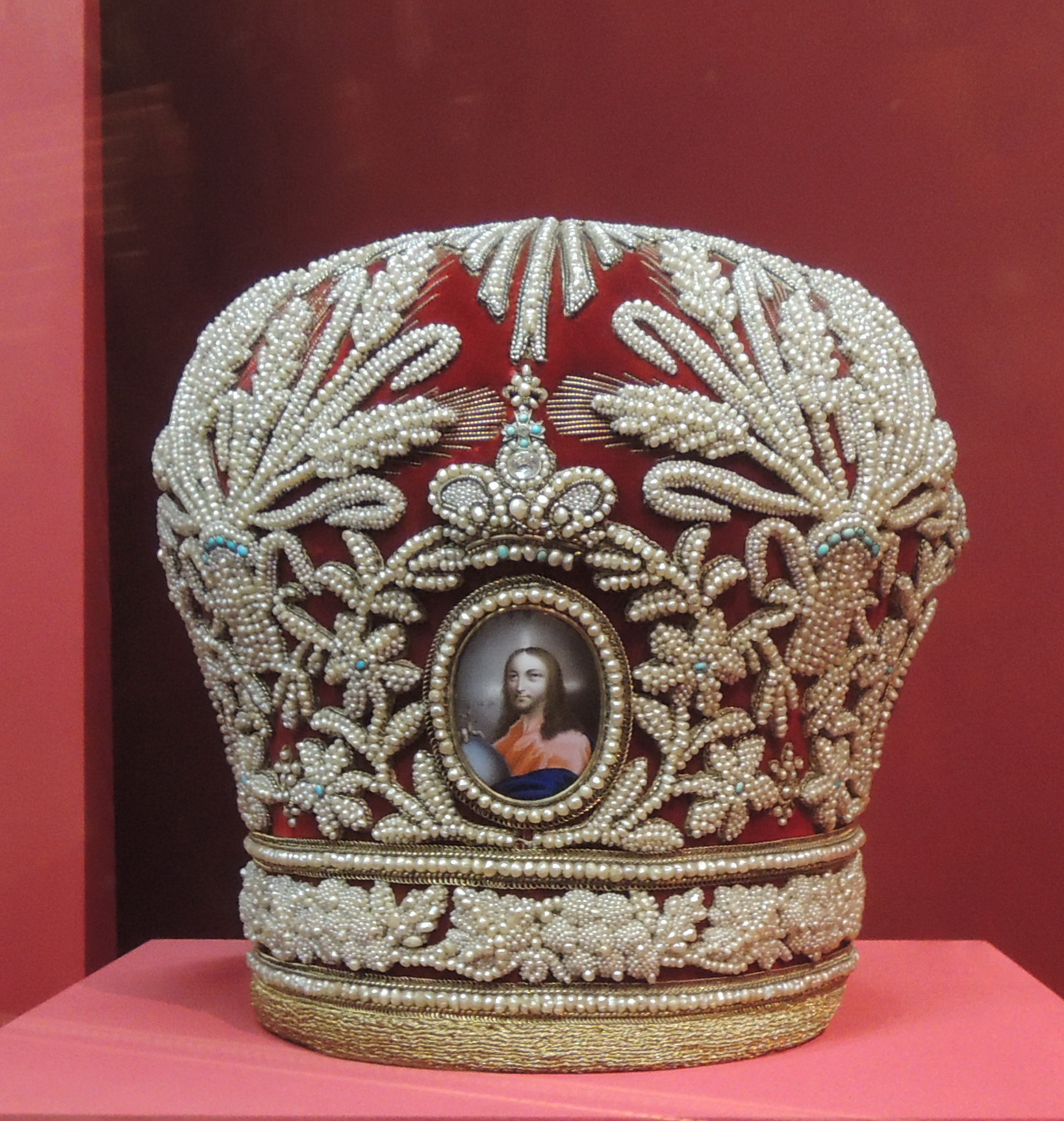
Православная митра
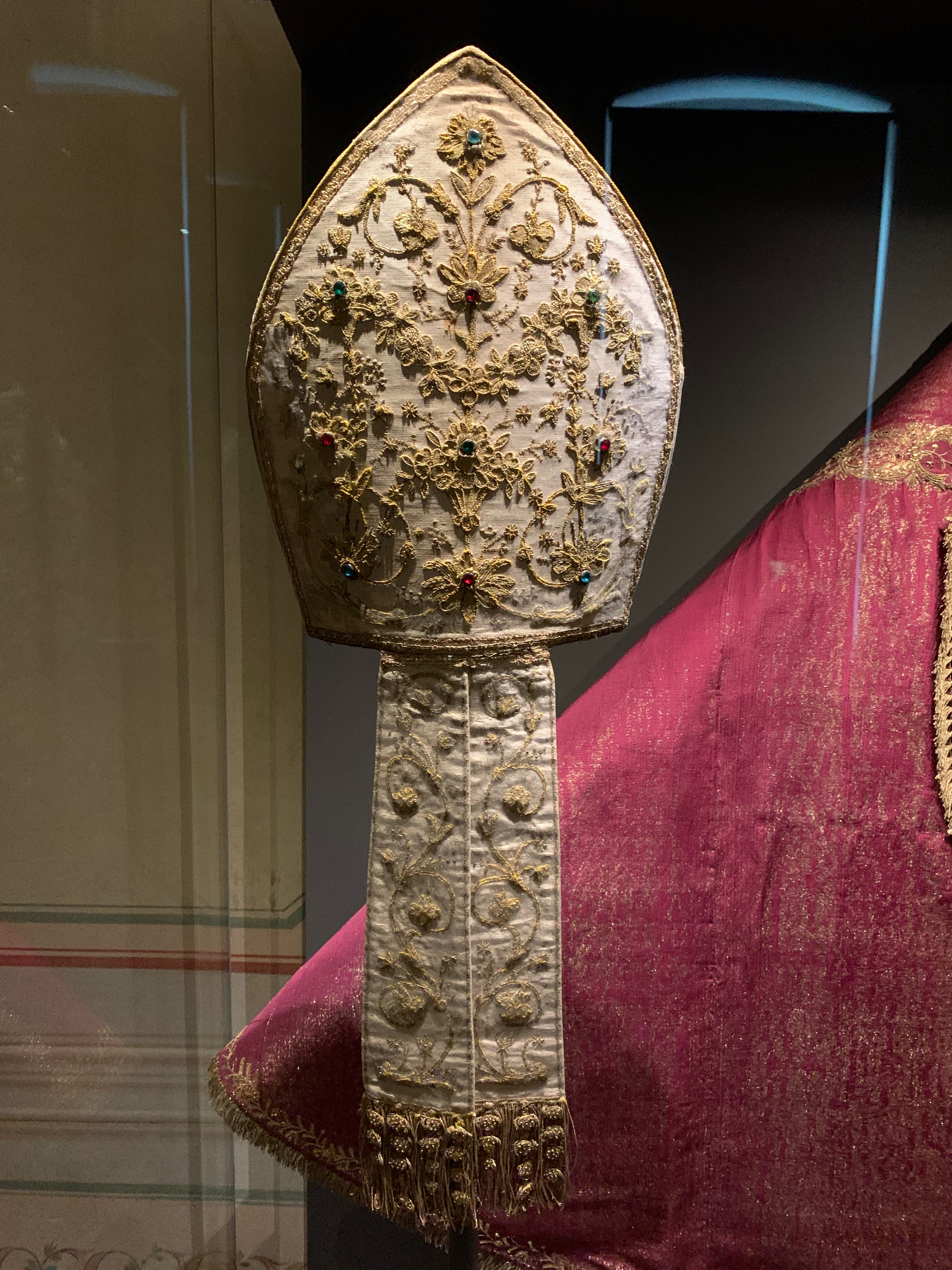
Католическая митра
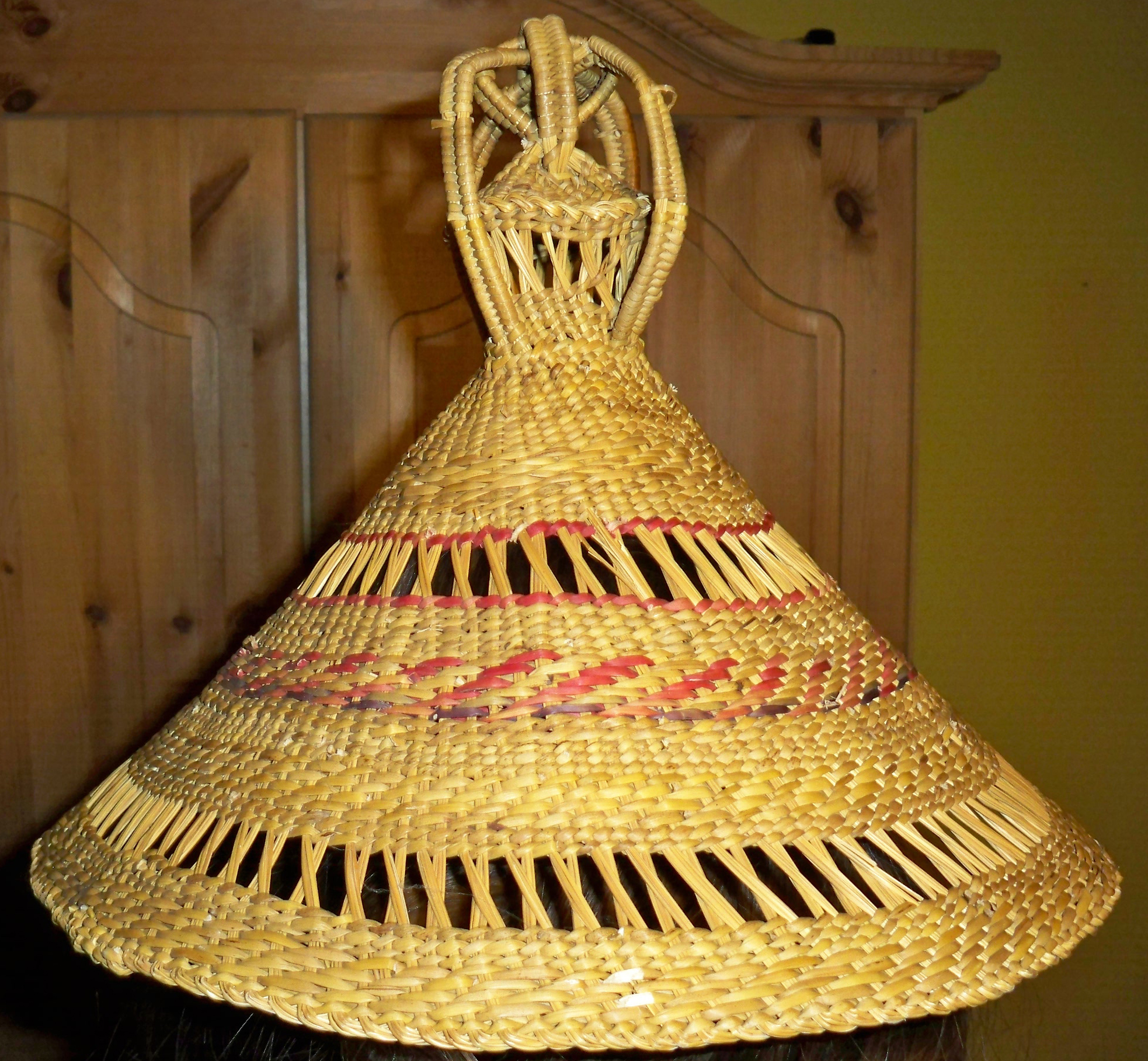
Мокоротло

## Н
- Накосник
- Намбави (кор. 남바위) — тип корейской традиционной зимней шапки, которою носили мужчины и женщины во времена династии Чосон.
- Намитка — головной плат, старинный традиционный женский головной убор восточных славян.
- Наушники (зимние), ухогрейки
- Немес, клафт — древнеегипетский мужской головной убор, одна из регалий фараона
- Никаб — мусульманский женский головной убор, закрывающий лицо с узкой прорезью для глаз. Как правило, изготавливается из ткани чёрного цвета.
- Ниханг — тюрбан
- Нон — вьетские конические шляпы, плетённые из пальмовых листьев (нонла, нонкуайтхао), являющиеся разновидностью азиатской шляпы.

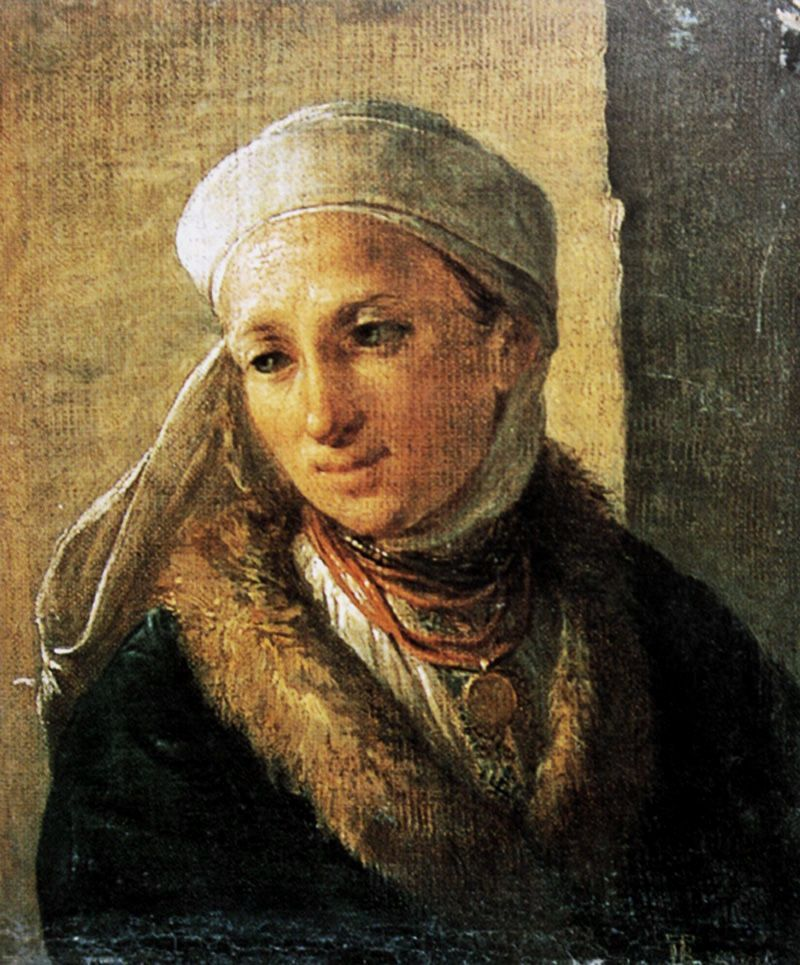
Намитка
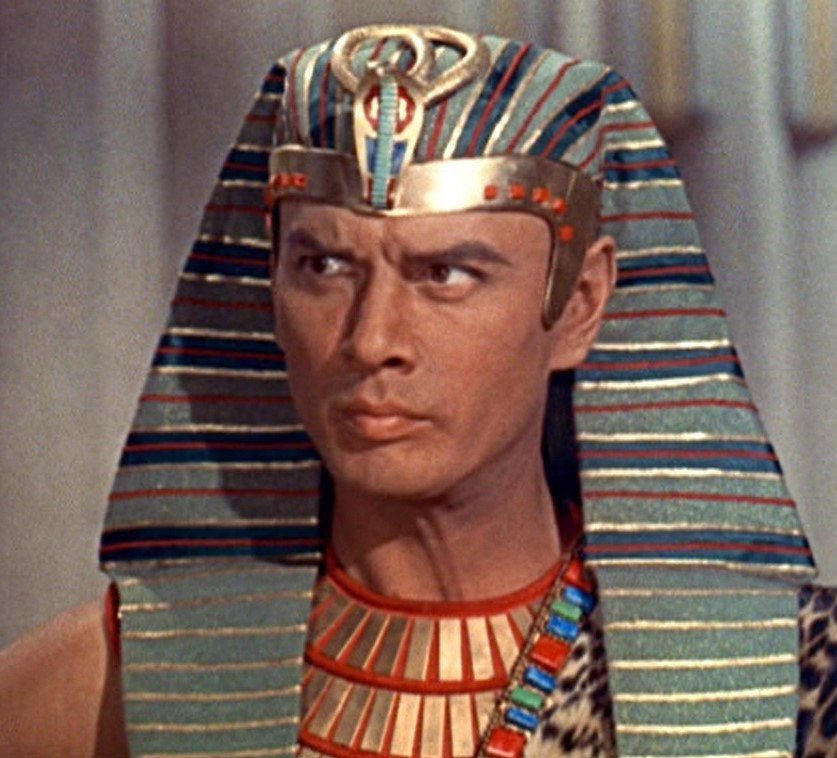
Немес
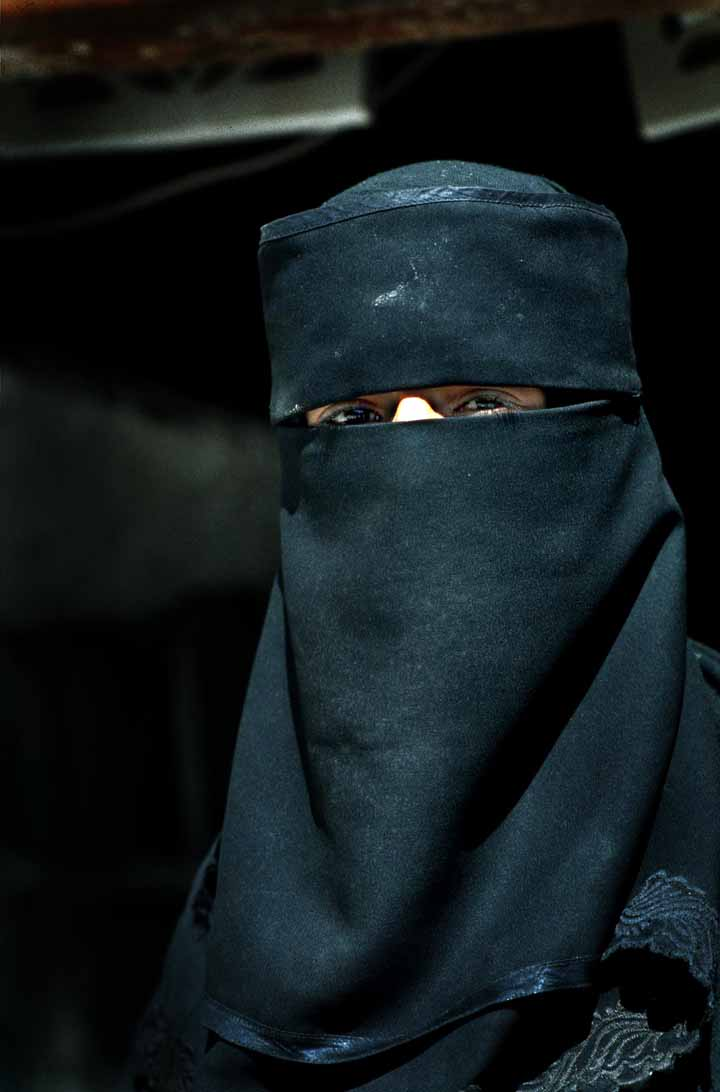
Никаб
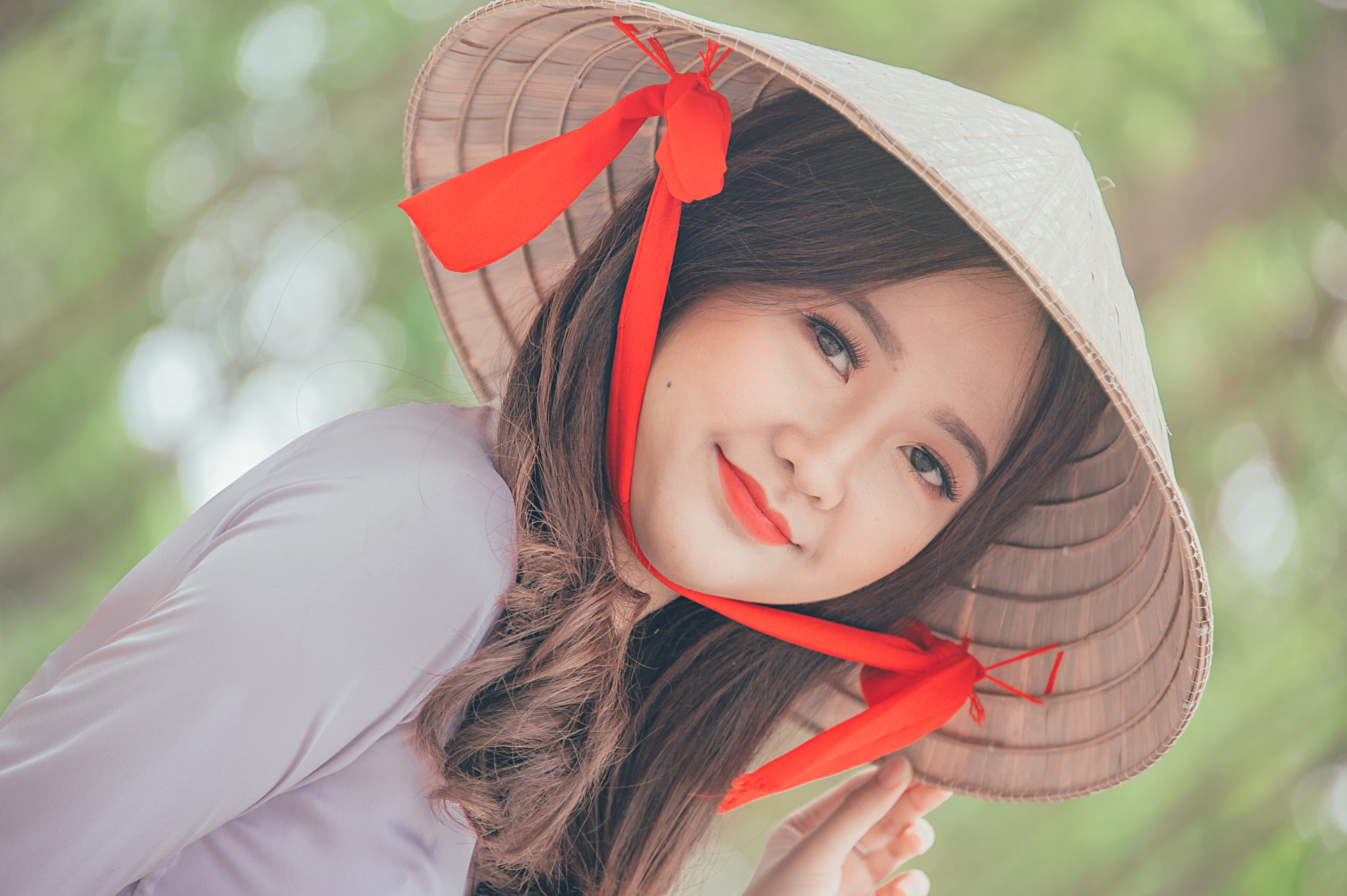
Нонла

## О
- Обруч, ободок
- Очелье

## П
- Паколь — один из традиционных афганских головных уборов в виде берета «две лепёшки», носимый преимущественно пуштунами.
- Памела — женская соломенная шляпа с высокой тульей и большим количеством цветов и колосьев.
- Панама — головной убор с упругими полями из особой соломы или с узкими полями из плотной ткани.
- Пан Зва (Pan Zva) — шапка с длинными ушами, надеваемая учителем школы Ньингма тибетского буддизма
- Папаха
- Папская тиара
- Паранджа — женская верхняя одежда в мусульманских странах, в частности Центральной Азии и на Ближнем Востоке, представляющая собой халат с длинными ложными рукавами и с закрывавшей лицо волосяной сеткой — чачван (чачван падж, чашман, чиммет, чашмбанд).
- Парик — искусственные волосы, надеваемые поверх настоящих или лысой/бритой головы.
- Пашмина
- Петас — шляпа для защиты от солнца с широкими и гибкими полями, распространённая в Древней Греции.
- Пилеолус (zucchetto, pileolus, soli deo) — главы Римско-католической церкви, сшит из белого муарового узора.
- Пилотка — приплюснутый с боков головной убор, предмет военной формы с начала XX в.
- Пирожок — разговорное название меховой шапки «гоголь».
- Платок — кусок ткани треугольной или прямоугольной формы, набрасываемый на голову или повязываемый на голове.
- Повойник — старинный русский головной убор замужних женщин, главным образом крестьянок, чаще всего платок, полотенце, повязанные поверх другого головного убора.
- Позатылень — поддевался русскими женщинами под шапку.
- Полушляпка («менингитка» в СССР)[3] — шляпка-накладка, популярная в 1950-е годы.
- Поккон — корейская мужская шапочка.
- Покрывало, головное покрывало — кусок ткани прямоугольной ткани, накидывающийся или наматывающийся на голову.
- Порк-пай, свиной пирог — шляпа с короткими полями и низкой цилиндрической тульей. Носилась представителями некоторых субкультур в 1960—1970-е.
- Пунгча (кор. 풍차) — традиционный корейский зимний головной убор с наушниками, похожий на убор намбави во времена династии Чосон.

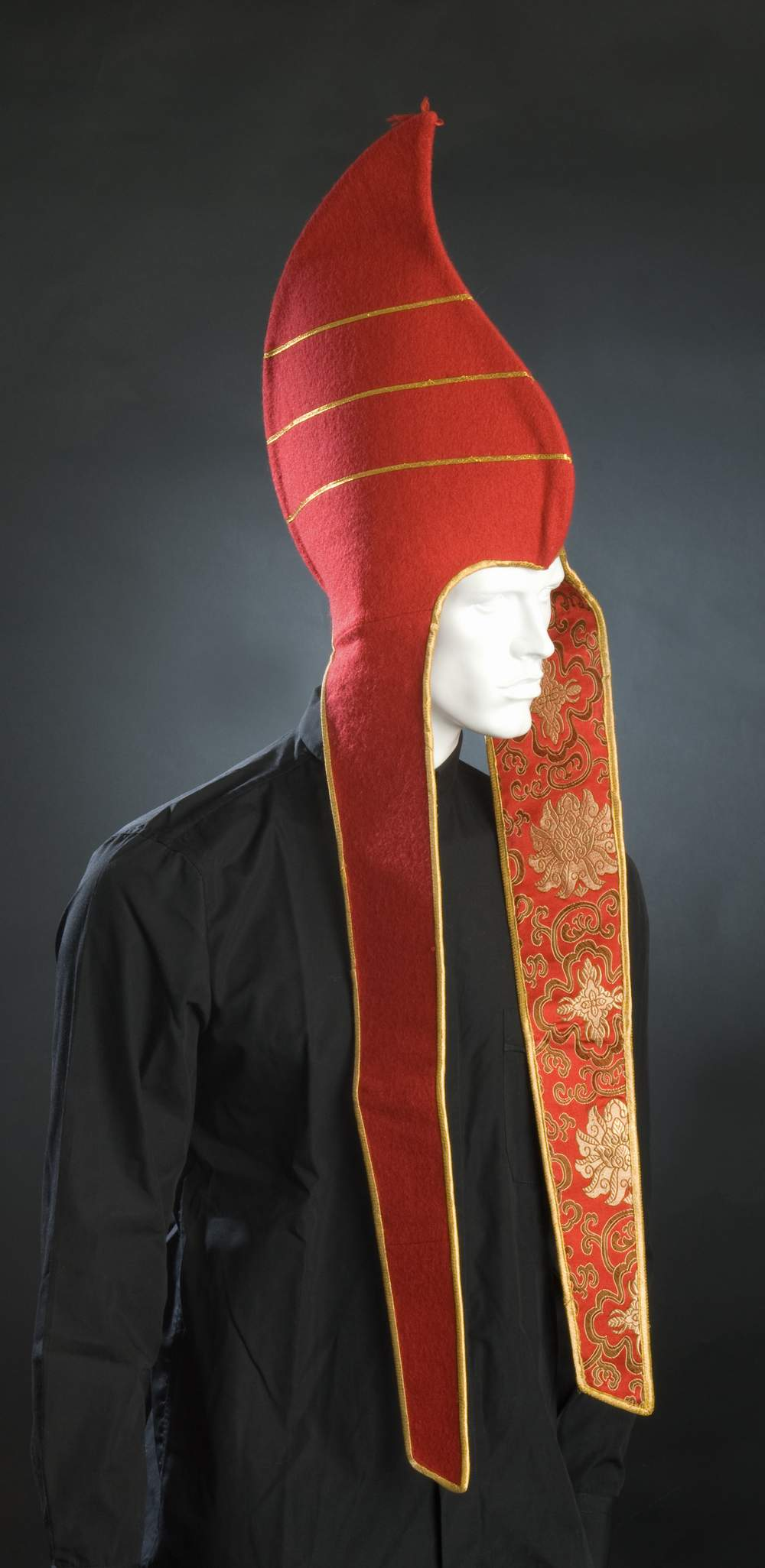
Пан Зва
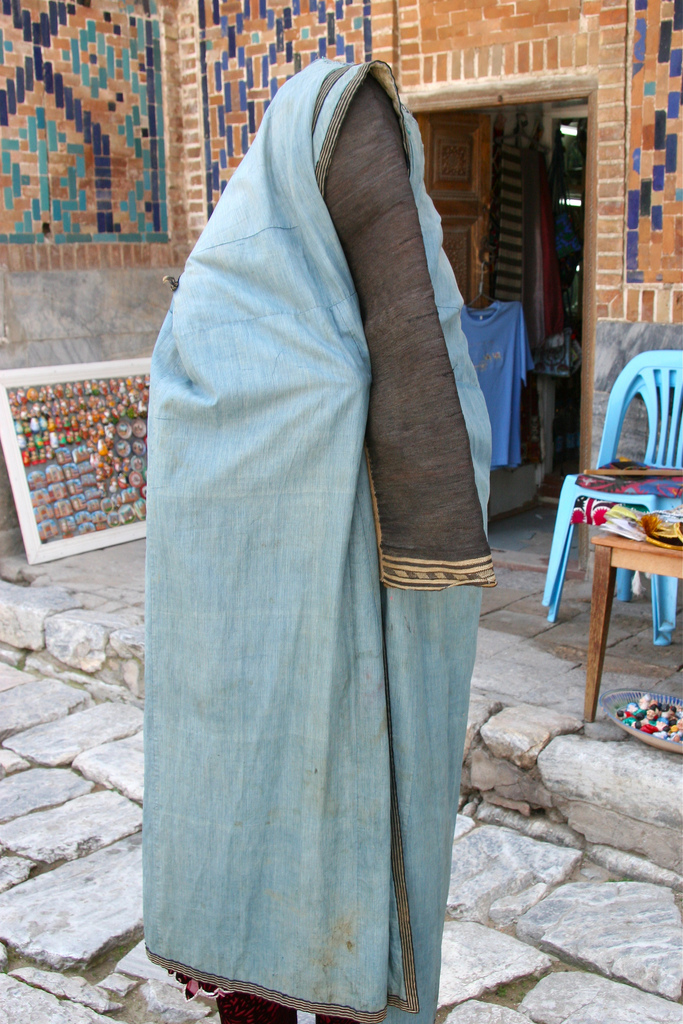
Паранджа
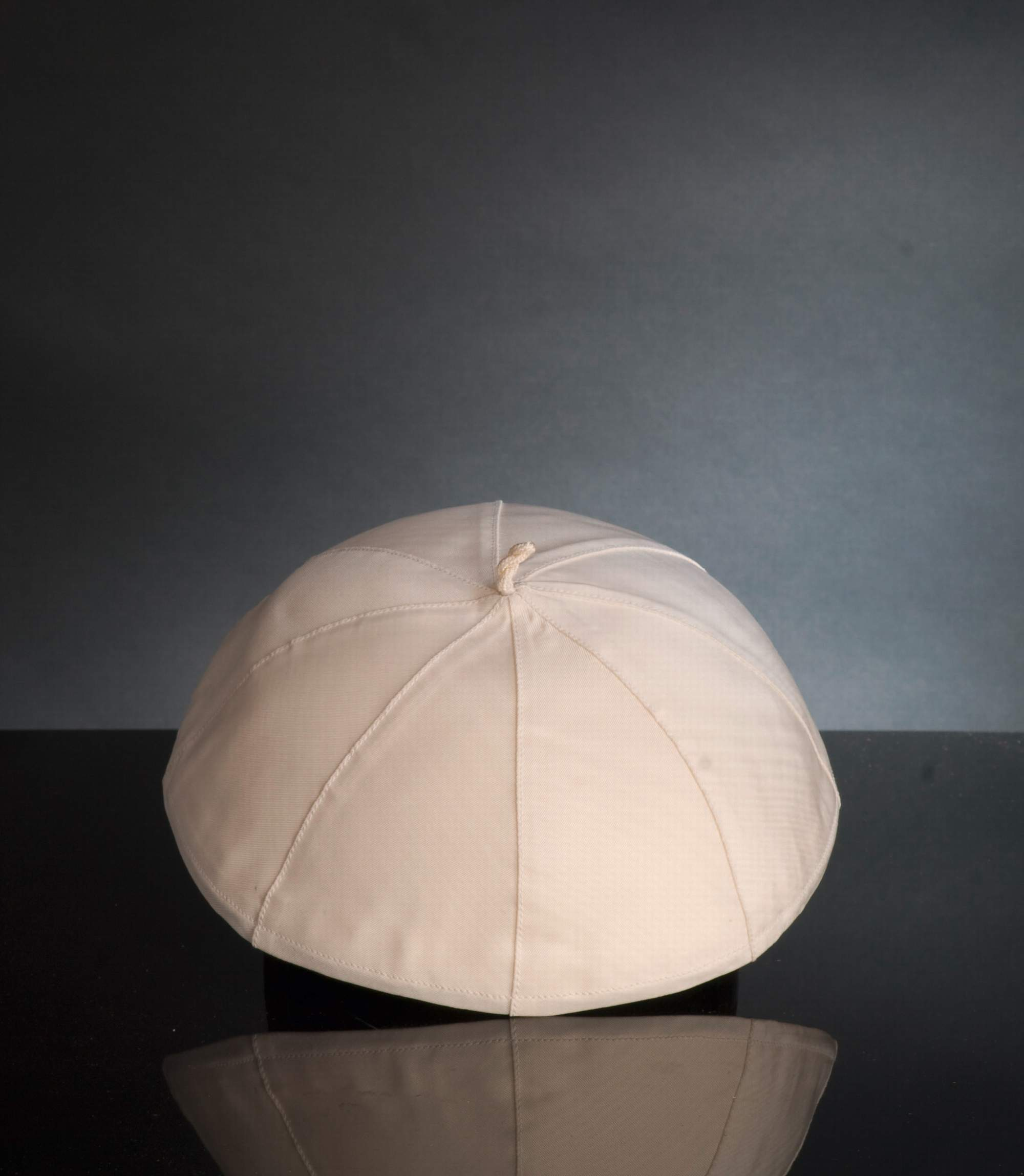
Пилеолус
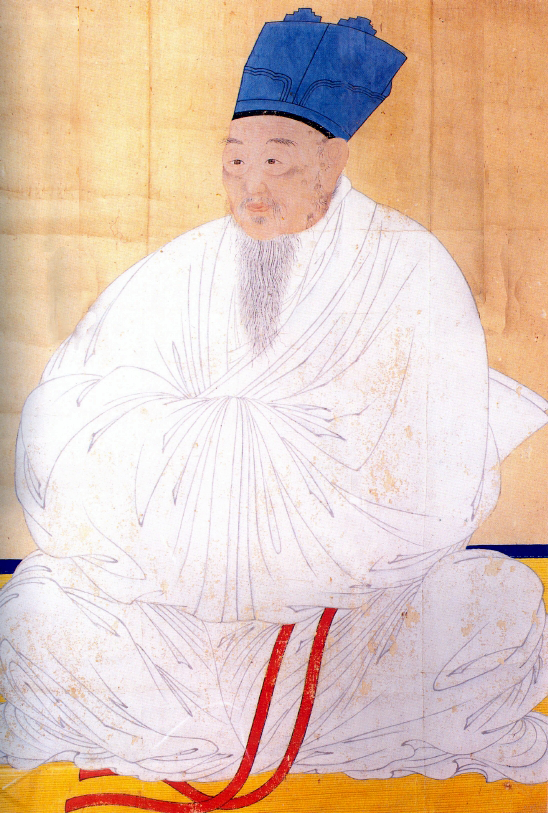
Поккон
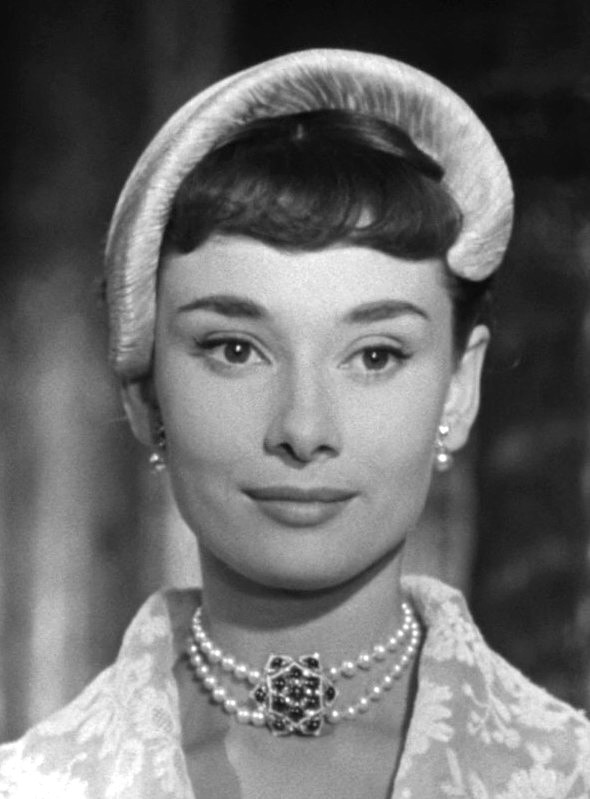
Полушляпка, менингитка

## Р
- Роуч — мужской головной убор индейцев Северной Америки, изготовляемый из щетины или волоса различных животных, реже из перьев.

## С
- Сагаварт (sagharvart) носят первосвященники в Армянской апостольской церкви.
- Салакот — традиционная лёгкая конусная шляпа народов Филиппин.
- Саукеле — казахский высокий конусообразный головной убор, высотой около 70 сантиметров, украшенный серебряными и золотыми монетами, жемчугом и кораллами.
- Сетка для волос
- Сидара (иракская сидара) — разновидность пилотки, популизованная королём Фейсалом I.
- Скиндачка — женский головной убор белорусов
- Скуфья — повседневный головной убор православных духовных лиц всех степеней и званий.
- Соломенная шляпа — шляпа, плетёная из стеблей соломы
- Сомбреро — широкополая шляпа, атрибут народного костюма многих латиноамериканских стран (в частности, Мексики).
- Сонгкок — традиционный головной убор среди мусульманского населения в ряде стран Азии. Сонгкок имеет форму усечённого конуса, изготавливается из чёрного войлока, хлопка или бархата.
- Сорока — русский головной убор замужних женщин
- Стемма — корона в Древней Греции и Византии
- Стефана

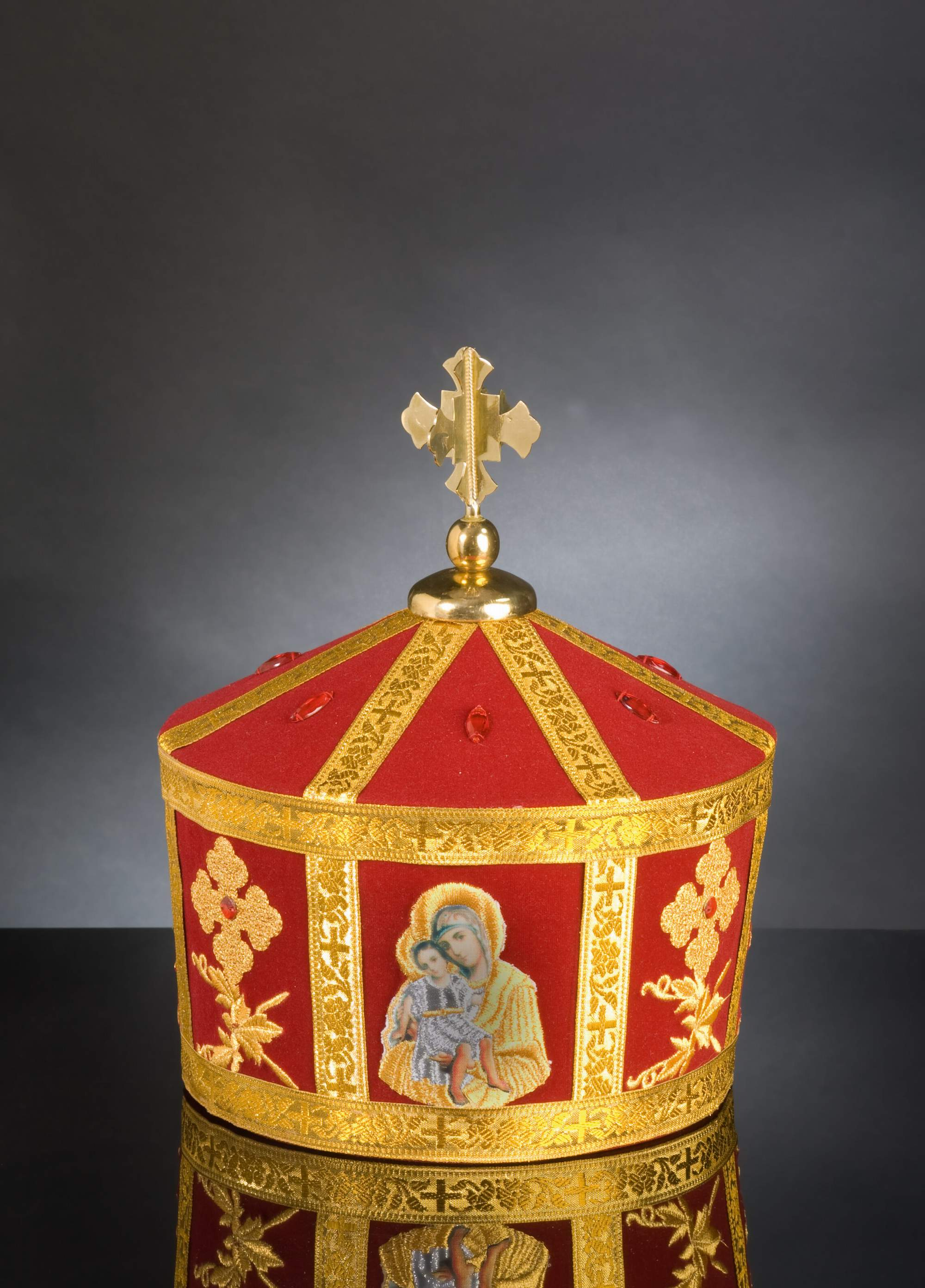
Сагаварт
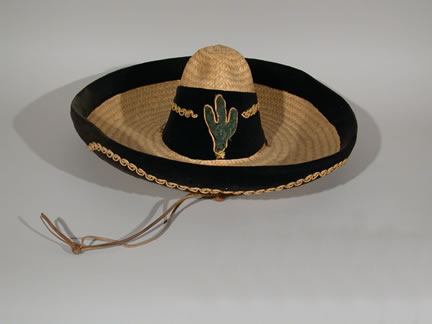
Сомбреро
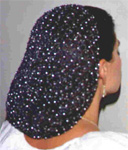
Сетка для волос
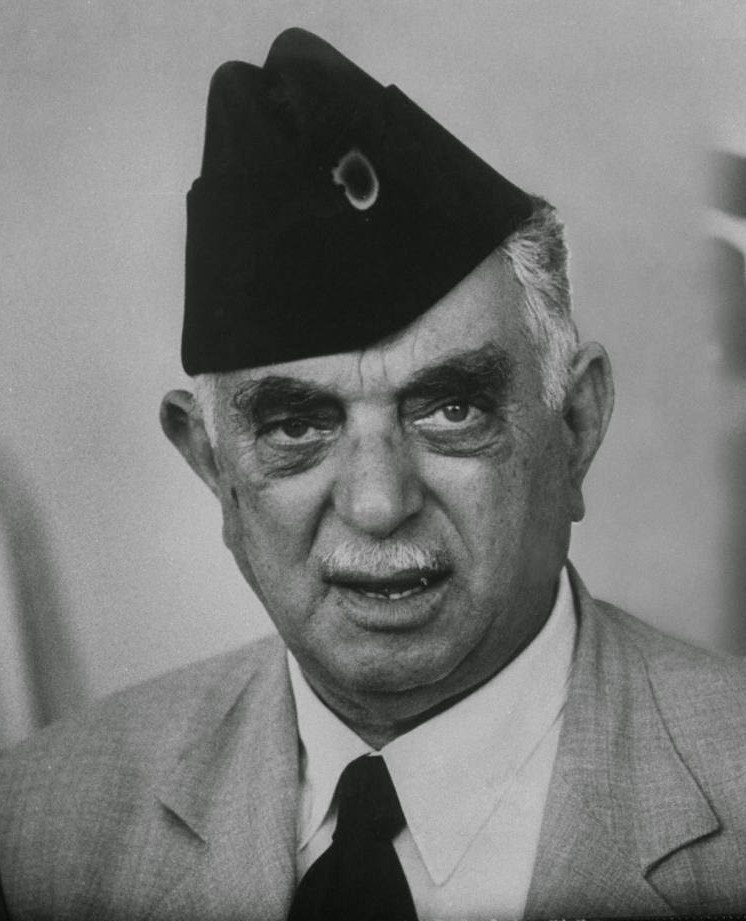
Сидара

## Т
- Табие — Маронитская католическая церковь
- Таблетка — небольшая, невысокая круглая шляпка без полей с плоской тульей.
- Тагельмуст — крашеный в цвет индиго головной убор из хлопка туарегов и других этнических групп Сахары.
- Такия — плотно облегающая голову ермолка, арабский мужской головной убор (одеваемый под чалму иликуфию), также употребляемыми многими мусульманами мира
- Там Куам Мао (Tam Quam Mao) носят кардиналы Синей ветви каодаизма
- Тамплет
- Тантур (тантор) — высокий конический головной убор с вуалью ливанских или сирийских женщин, распространённый друзами и алавитами. Сигнализировал о высоком статусе.
- Тафья — плотно облегающая голову шапочка, употреблявшаяся в Московской Руси в XV-XVII вв.
- Темплет — средневековое женское украшение в виде чехлов, в которые укладывались скрученные в «баранки» волосы.
- Теркупш — Марийский национальный мужской головной убор, делающийся из шерсти.
- Тэм-о-шентер — шотландский широкий шерстяной берет с помпоном на макушке.
- Тиара — ювелирное изделие
- Тобаранетели — вид австралийской акубры.
- Топор (бенг. টোপর) — церемониальный свадебный убор жениха из белого пробкового материала[4].
- Тумак — головной убор у некоторых народов Туркестана.
- Треуголка — шляпа XVII-XVIII, с полями, загнутыми к тулье таким образом, что они образуют три угла, от чего шляпа и получила название.
- Треух — русская шапка с тремя лопастями.
- Трильби — одна из разновидностей мягкой мужской шляпы.
- Тюбетейка — маленькая, облегающая голову шапочка, предмет народного костюма народов Центральной Азии и Поволжья.
- Тюрбан — мужской и женский головной убор в виде куска ткани, обмотанного вокруг головы, распространённый среди ряда народов Ближнего Востока, Северной Африки, Индии и даже получивший небольшое распространение в Европе.
  - Тюрбанный шлем

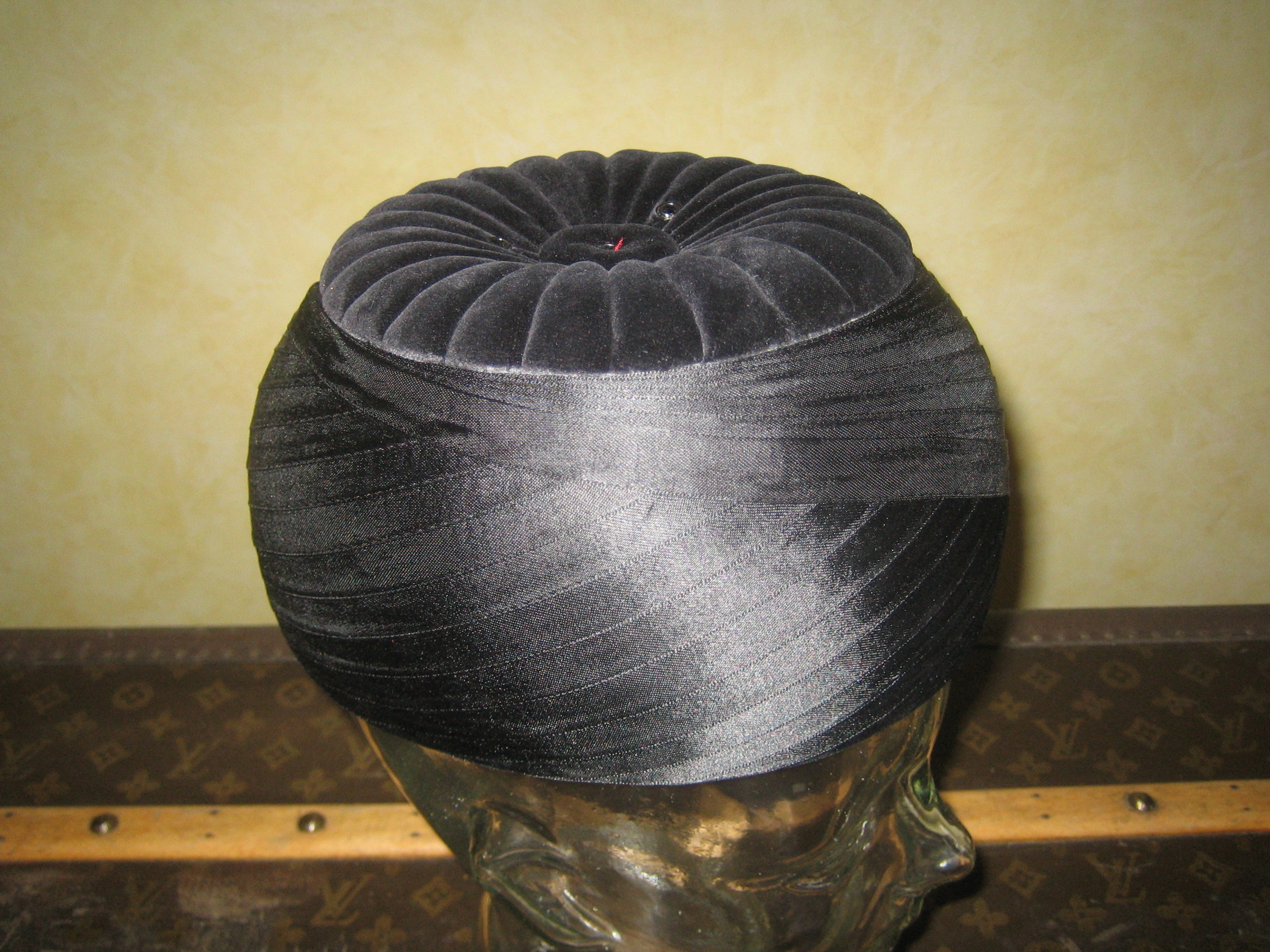
Табие
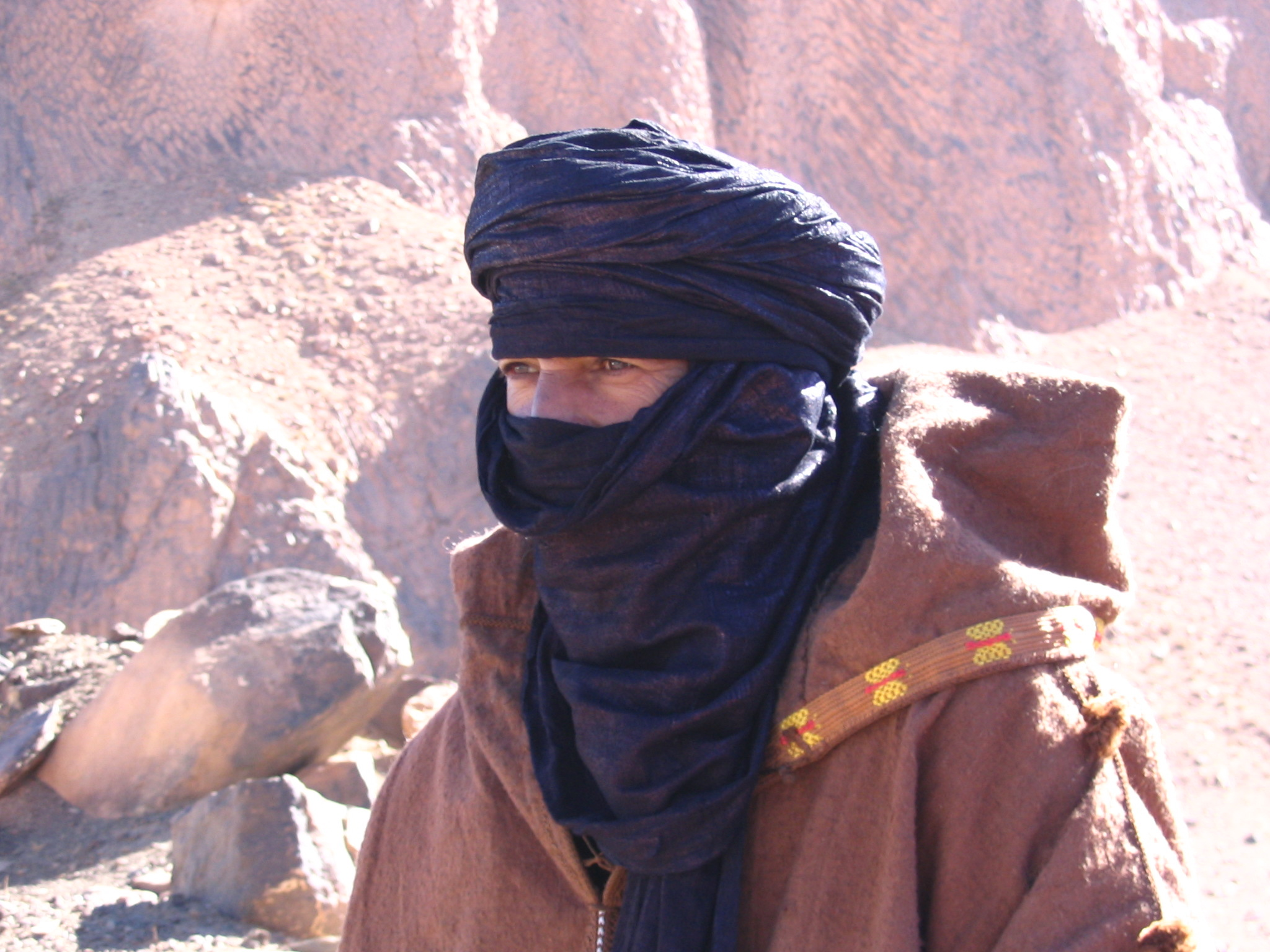
Тагельмуст
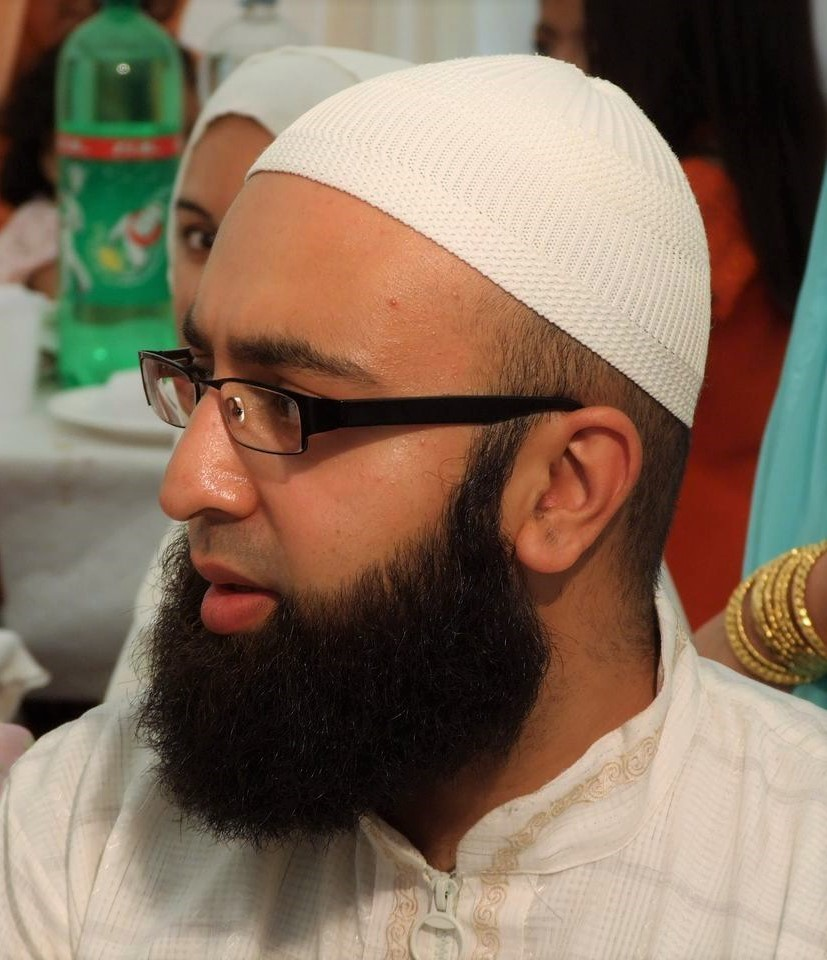
Такия
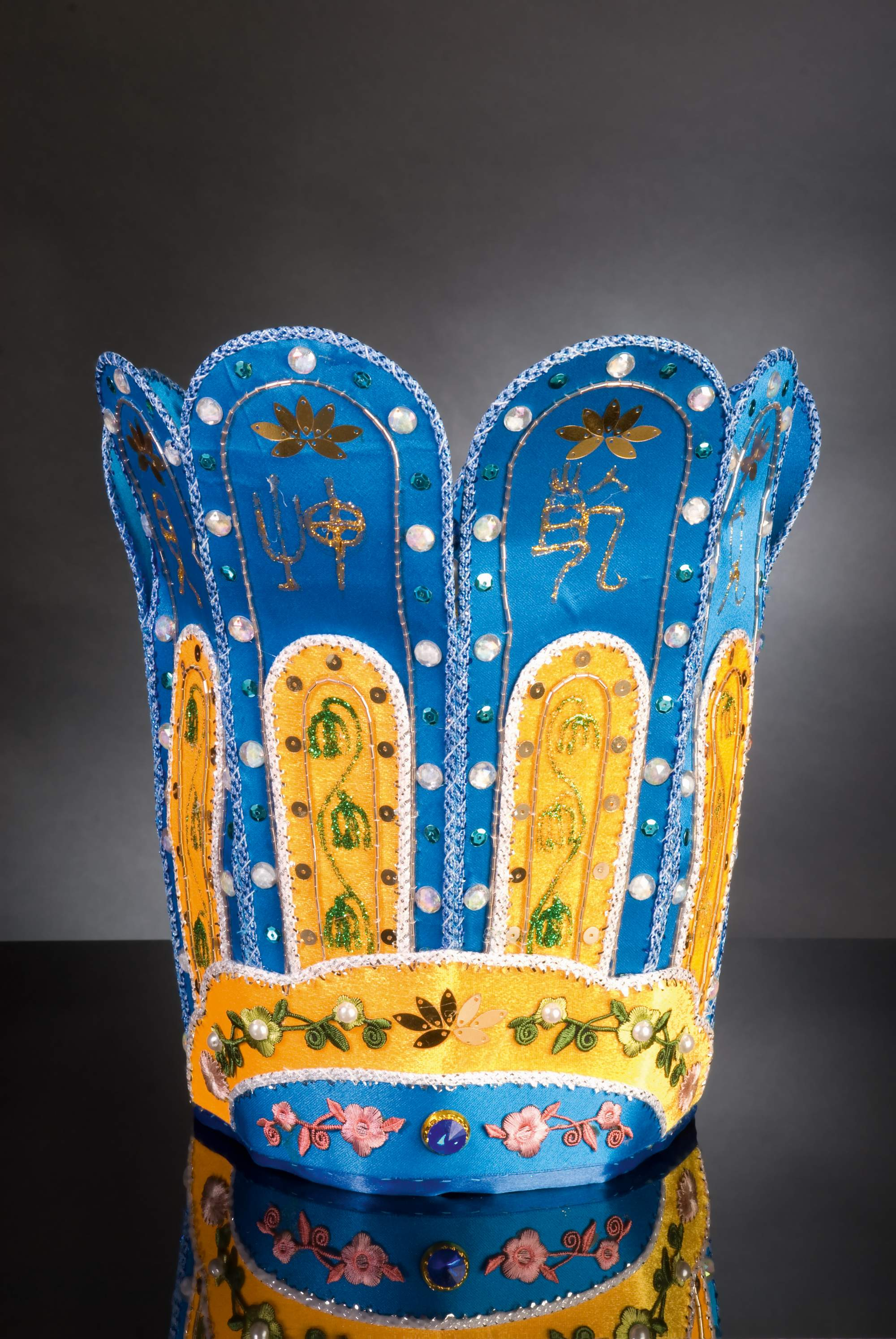
Там Куам Мао
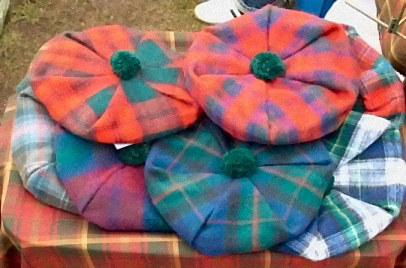
Тэм-о-шентер
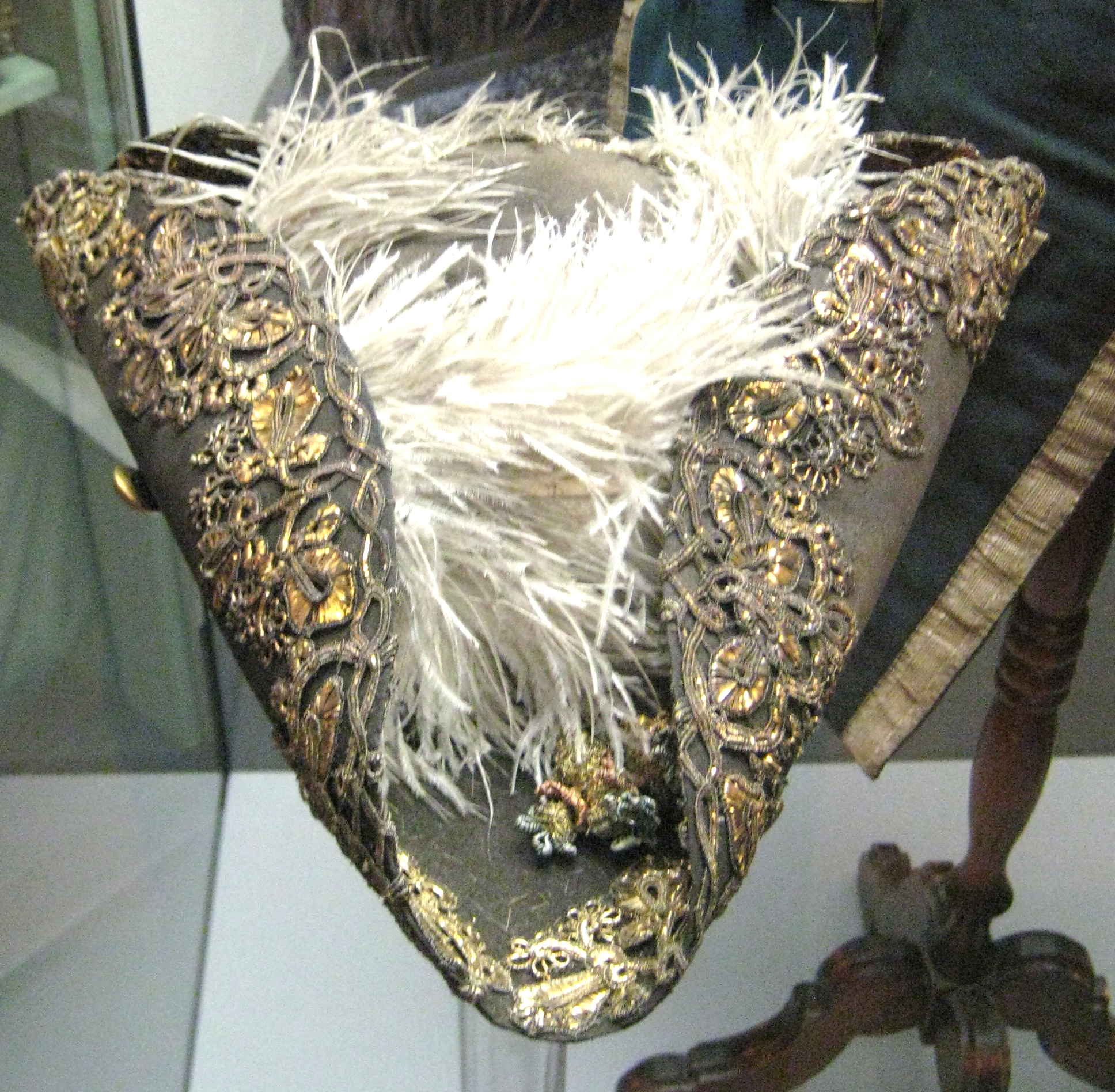
Треуголка
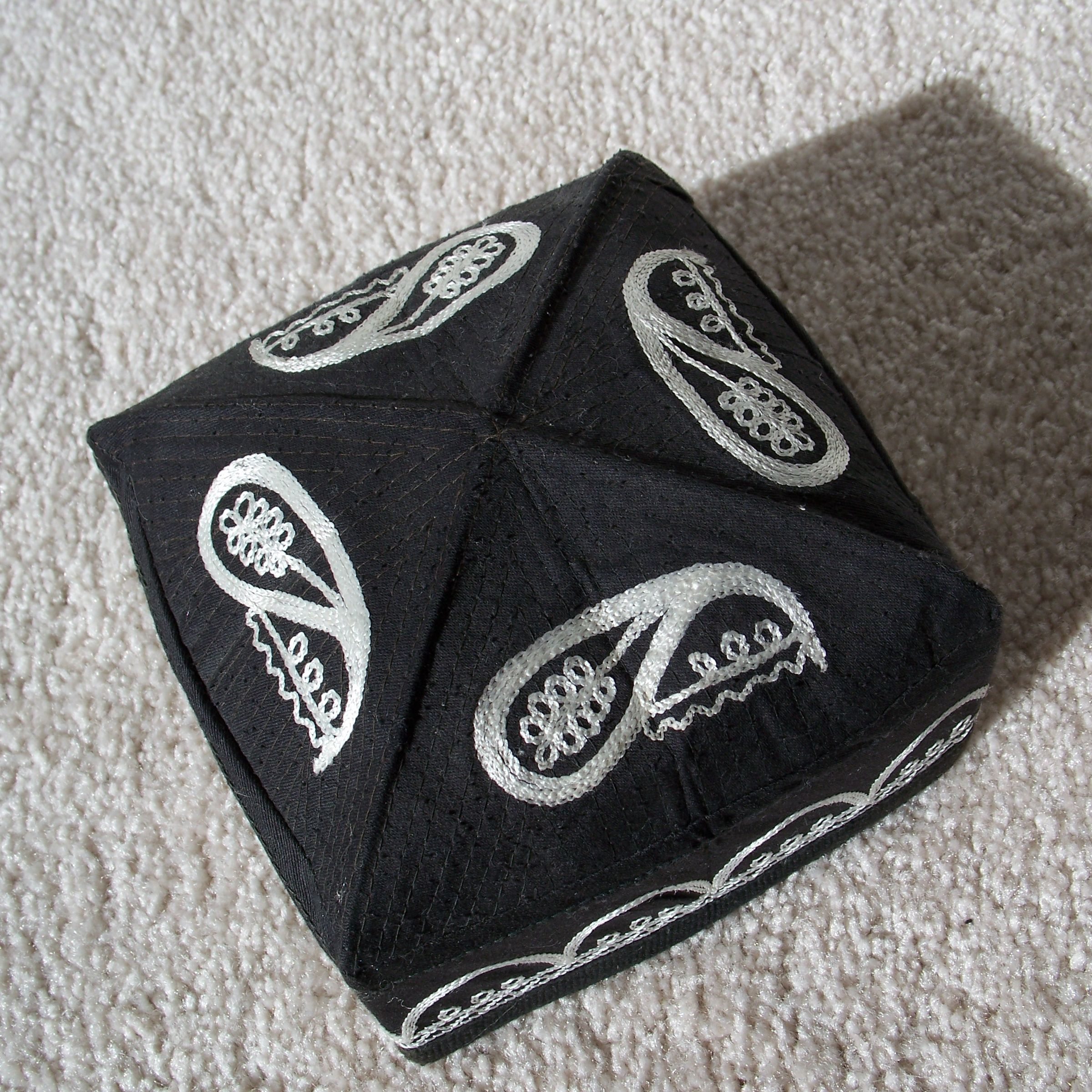
Тюбетейка
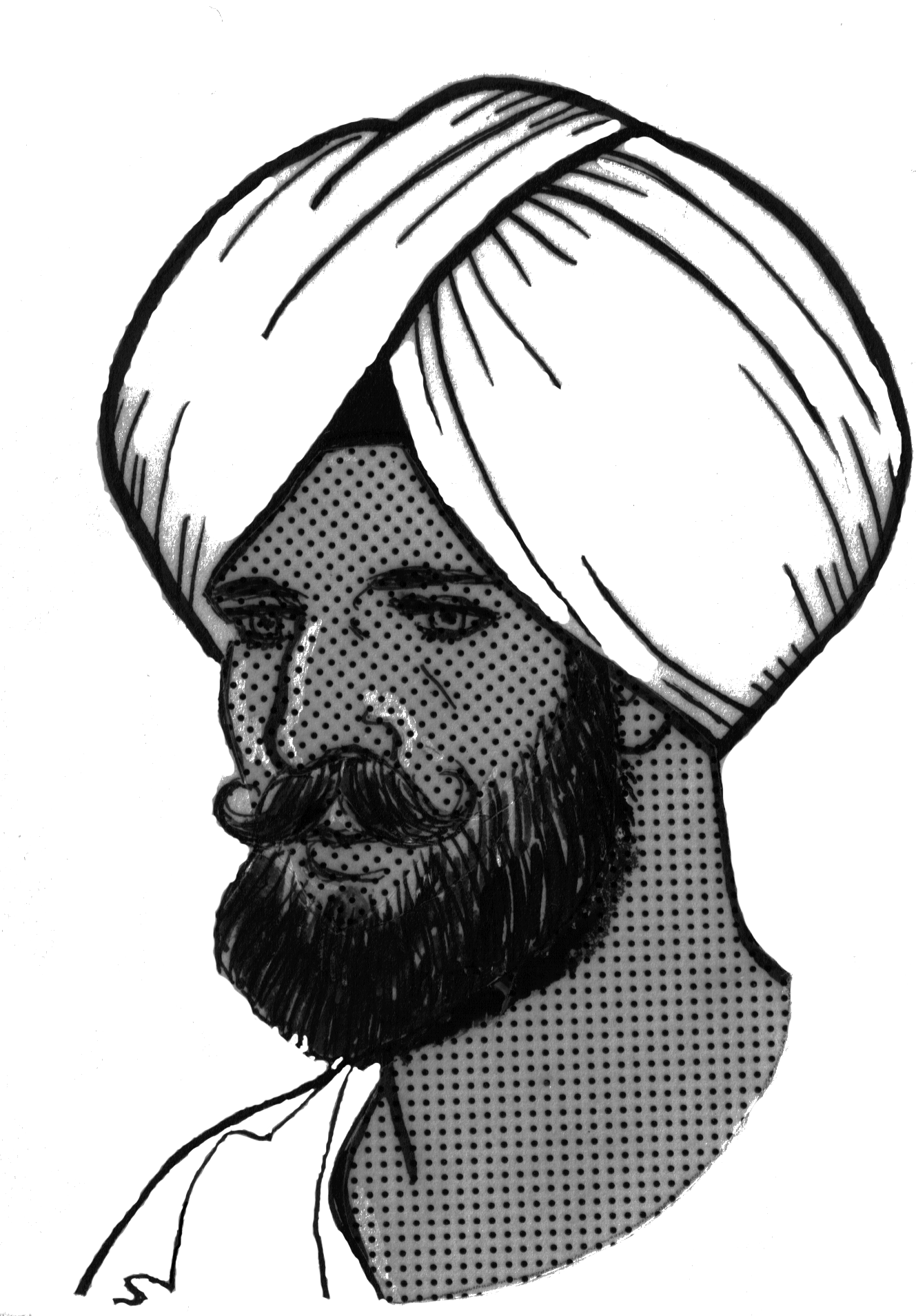
Тюрбан

## У
- Убрус — русский женский убор
- Умбракул — головной убор ительменов
- Уланка — особый головной убор уланов.
- Ушанка — меховая шапка с лопастями, прикрывающими уши.

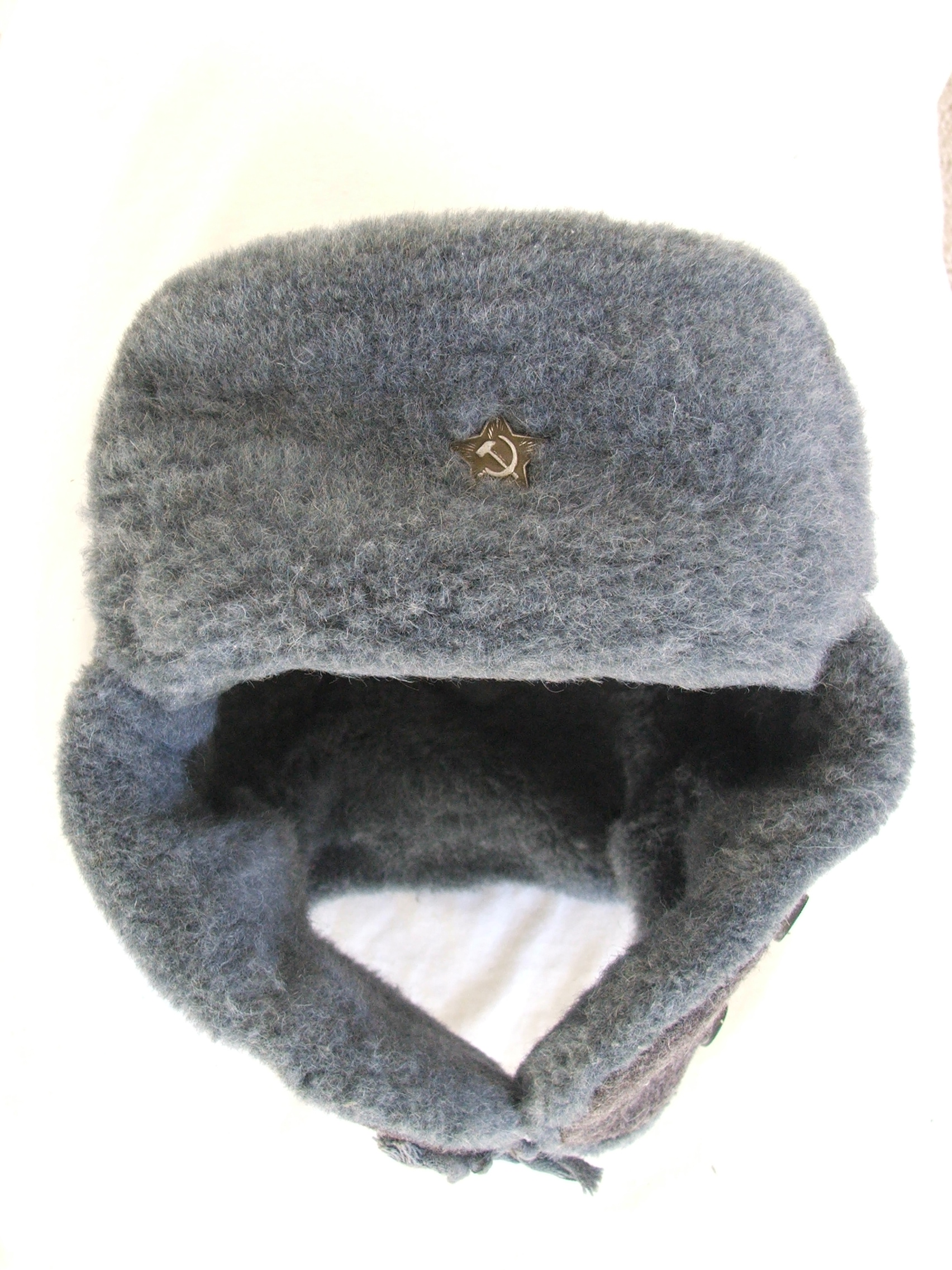
Ушанка

## Ф
- Фата
- Фернанделька (змиёвка, казанка, вальтовка и др.) — вязаная шапка, выпускавшаяся в Чехословакии и ставшая популярной в позднем СССР
- Феска, фес — исламский головной; шерстяной колпак красного цвета с голубой или чёрной, шелковой, серебром или золотом перевитой кистью
- Фетровая шляпа, федора, борсалино — популярная в первой половине XX века.
- Фригийский колпак — мягкий закругленный колпак красного цвета со свисающим вперёд верхом.
- Фуджин (кит. 幅巾; "полотнище ткани") — мужской традиционный головной убор, разновидность колпака из одного отреза чёрной ткани в древних Китае (династия Мин) и Корее (бокджон, кор. 복건).
- Фуланская шляпа — коническая шляпа с кожаными вставками, которую носит (нередко поверх тюрбана) народ фулани в Западной Африке.
- Фуражка, фуражная шапка — форменный головной убор в вооружённых силах и ведомствах различных государств.

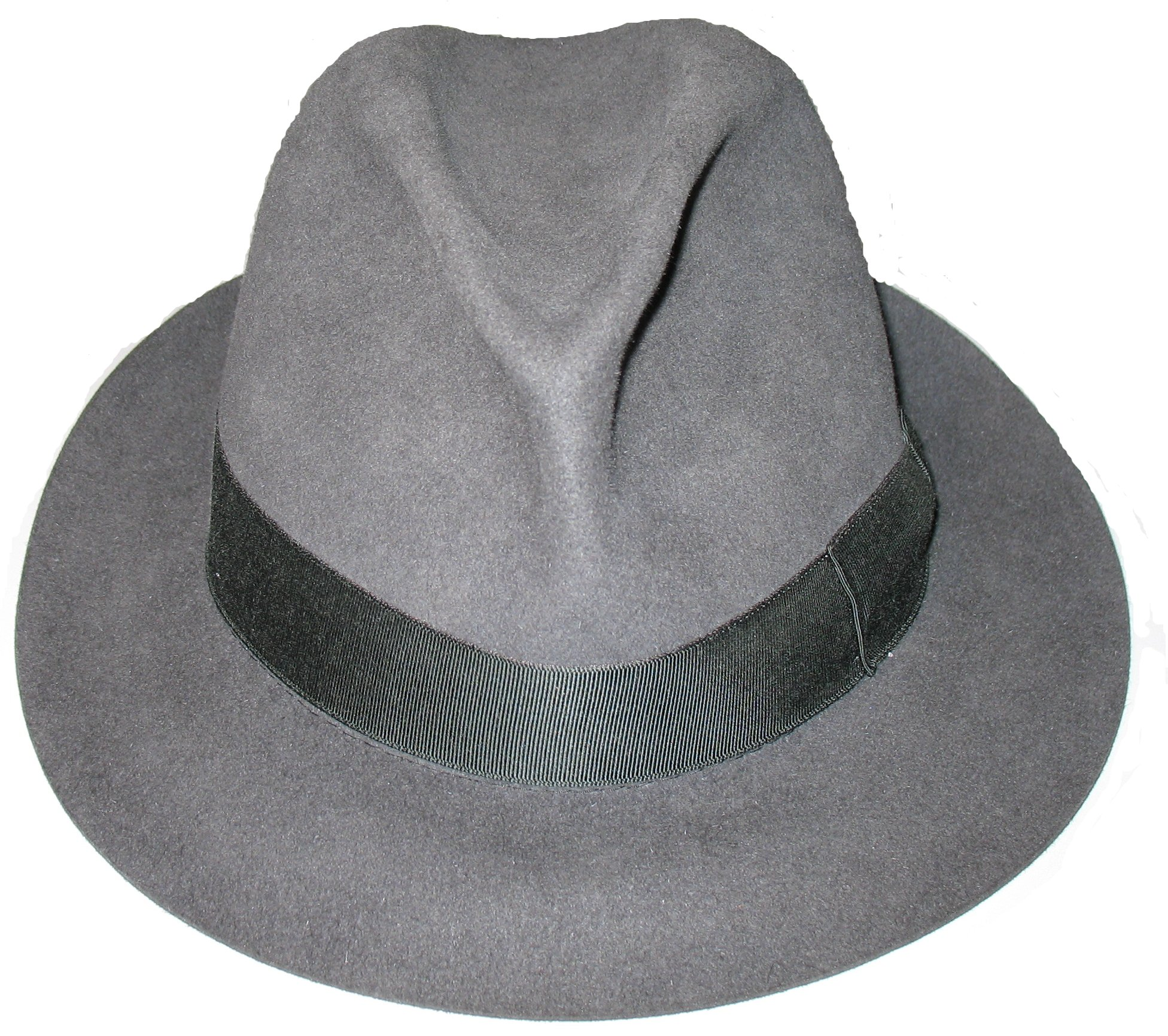
Фетровая шляпа
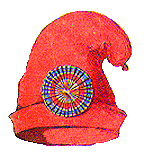
Фригийский колпак
Фуражка
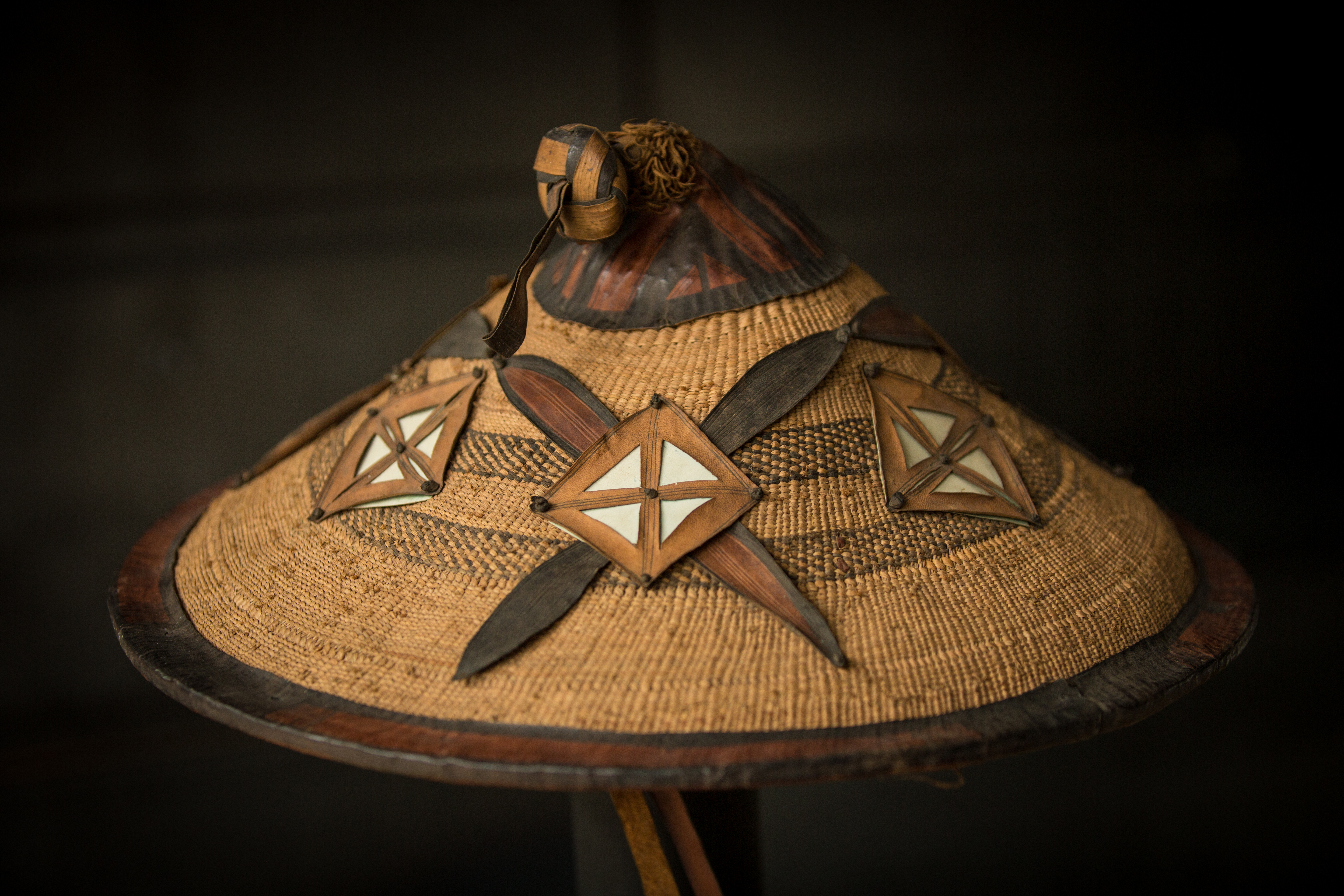
Фуланская шляпа

## Х
- Ханван (вьет. 䘜𦄞) — традиционный вьетнамский головной убор, разновидность тюрбана.
- Хатимаки — головная повязка, символизирующая у японцев непреклонность намерений и поддерживающая боевой дух.
- Хвагван (кор. 화관) — корейский вид головного убора сродни диадеме.
- Хиджаб
- Хогон (кор. 호건) — корейский традиционный головной убор для мальчиков 1-5 лет.
- Хомбург — мужская фетровая шляпа
- Хушпу — чувашский
- Хайратник[источник не указан 558 дней]

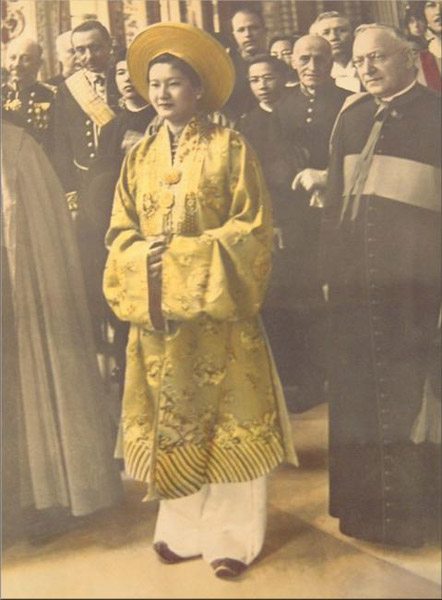
Ханван

## Ц
- Цилиндр — шляпа с небольшими полями и высокой тульей, носилась в XIX веке

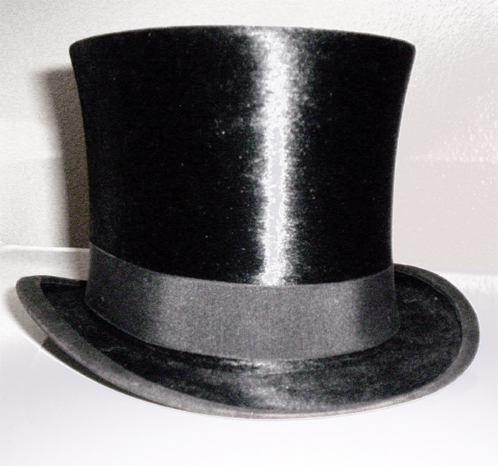
Цилиндр

## Ч
- Чада — головной убор используемый в традиционном тайском театре
- Чадра — женский головной убор, распространённый в исламских странах (преимущественно в Иране), покрывало, прикрывающее голову и тело носительницы
- Чалма — другое название тюрбана
- Чепец, чепчик — плотно облегающий голову женский и детский головной убор, украшенный кружевом, и как правило завязывающиеся под подбородком
  - Голландский чепчик — ажурный традиционный женский убор без полей.
- Черногорская капа — низкий цилиндр.
- Чобави (кор. 조바위) — традиционный корейский зимний головной убор из шёлка с наушниками, который носили женщины.
- Чульо (кечуа ch'ullu) — вязаная шапка с наушниками из района Анд.
- Чупалла — чилийская традиционная соломенная широкополая шляпа наездников. Также надевается во время исполнения национального танца квека[5].

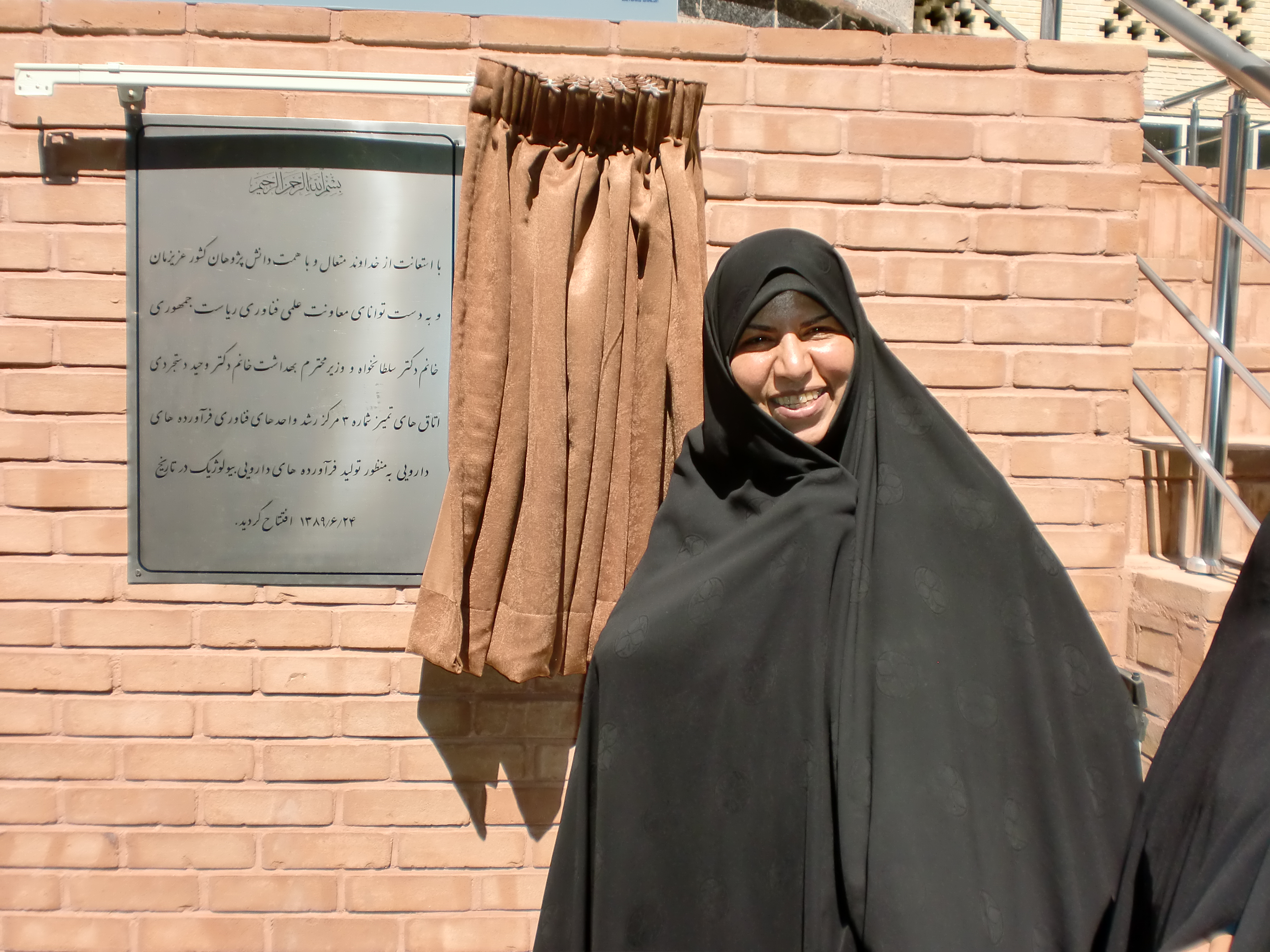
Чадра
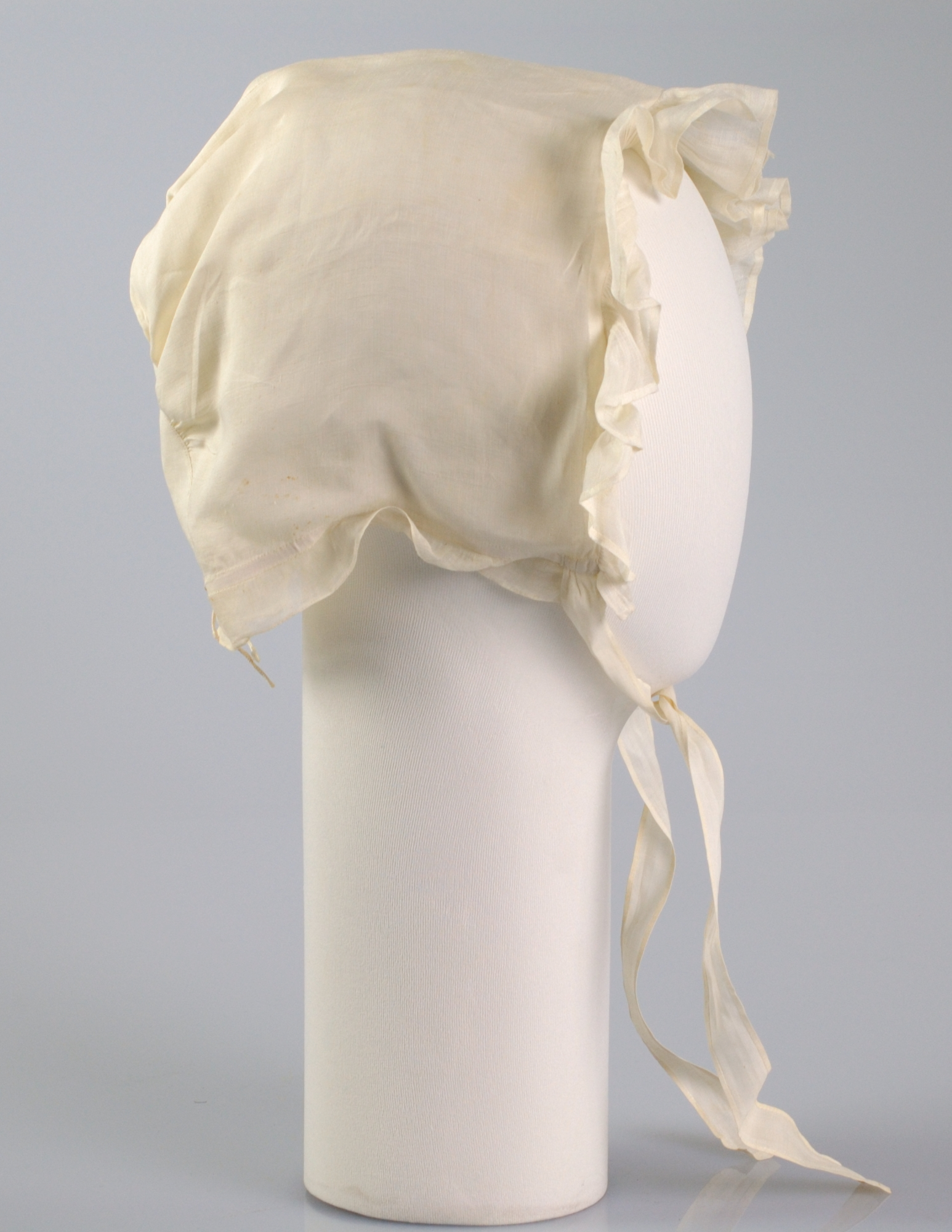
Чепец
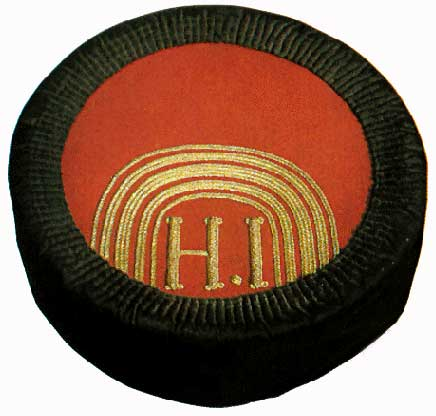
Черногорская капа
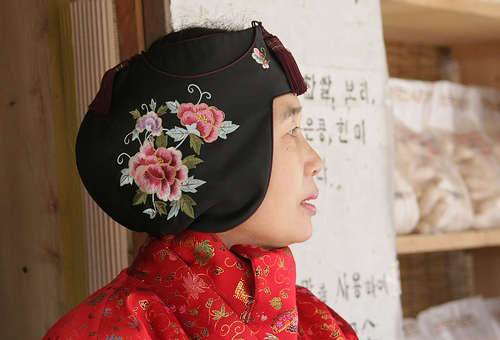
Чобави
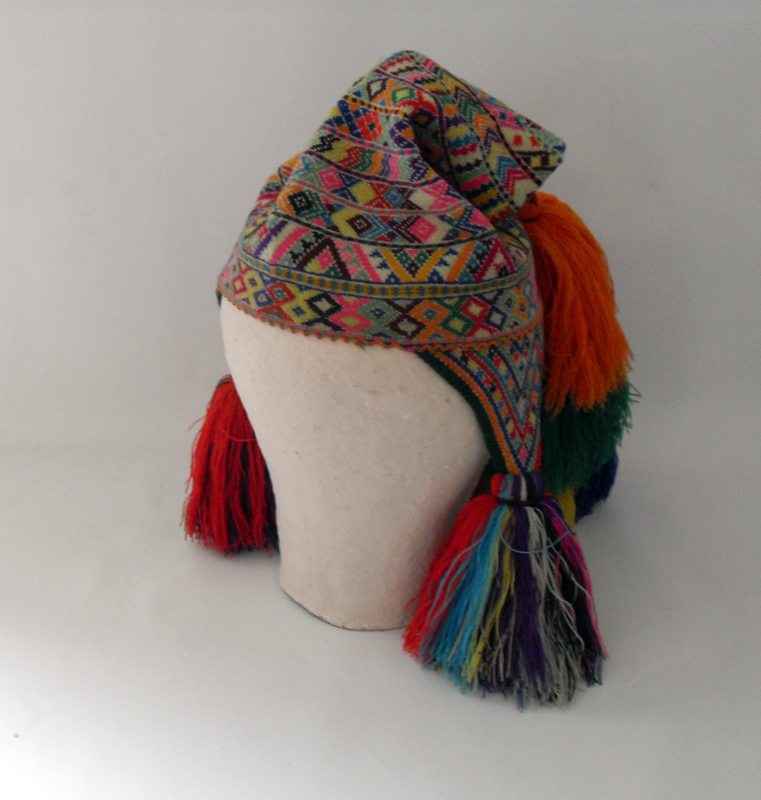
Чульо

## Ш
- Шайкача — войлочная шапка, сербский народный мужской головной убор.
- Шако — военный головной убор, вид кивера, обычно меньшего размера, по форме напоминающий кепи.
- Шаль
- Шаперон — средневековый капюшон.
- Шапка — в русском языке общее название для разных видов головных уборов, особенно мягких или теплых; в отличие от шляпы, у шапки нет полей.
  - Шапка бумажная — стёганные шапки, из сукна, шёлковых или бумажных материй, с толстой хлопчатобумажной или пеньковой подкладкой.
- Шапо-бержер (фр. chapeau bergère «шляпа по-пастушьи») — женский головной убор, соломенная шляпка с плоскими широкими полями и низким верхом, обычно украшенная лентами или цветами.
- Шапочка Джульетты — небольшая ажурная вязаная крючком или сетчатая шапочка.
- Шапочка для плавания
- Шапокляк — складная шляпа-цилиндр.
- Шейтель — еврейский парик.
- Шишак — тип кокошника
- Шлем — головной убор, предназначенный для защиты головы от оружие и используемый военными.
- Шляпа — головной убор с полями, используемый прежде всего в тёплую погоду.
- Шляпа охотника за оленями — шляпа, наиболее известная по кинематографическому образу Шерлока Холмса.
- Штраймл — меховая шляпа, надеваемая хасидскими евреями в субботу и по праздникам.
- Шуте — женская шляпа-цилиндр.

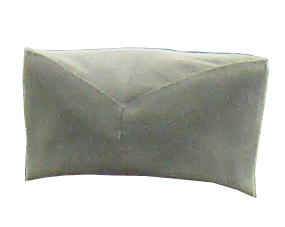
Шайкача
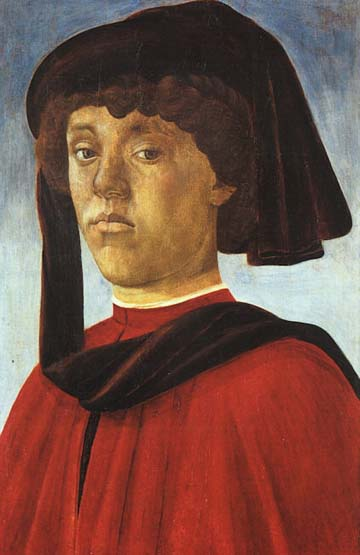
Шаперон
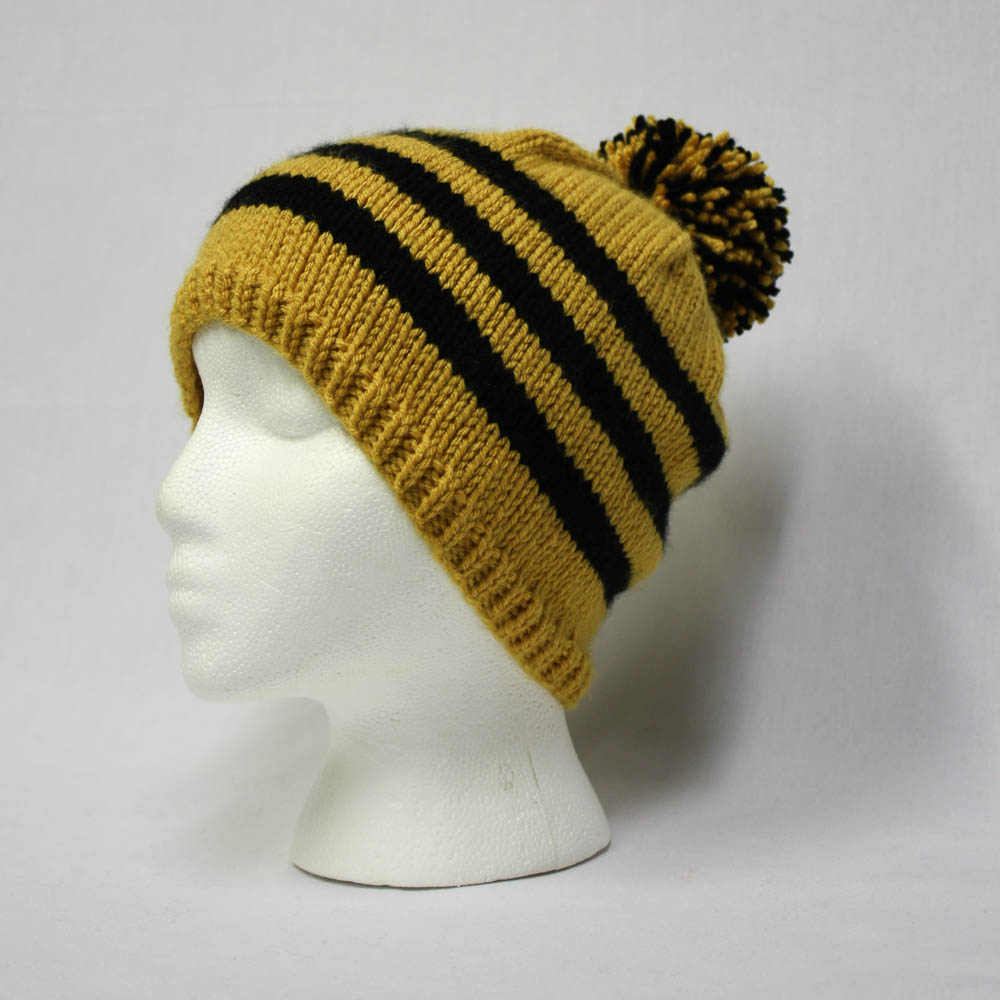
Шапка с помпоном на макушке
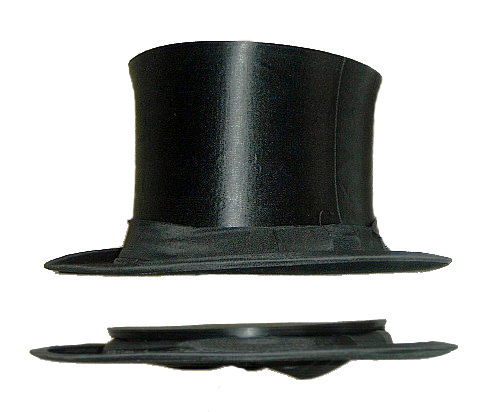
Шапокляк
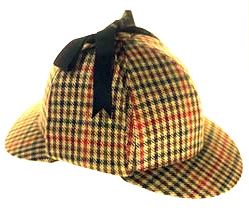
Шляпа охотника за оленями
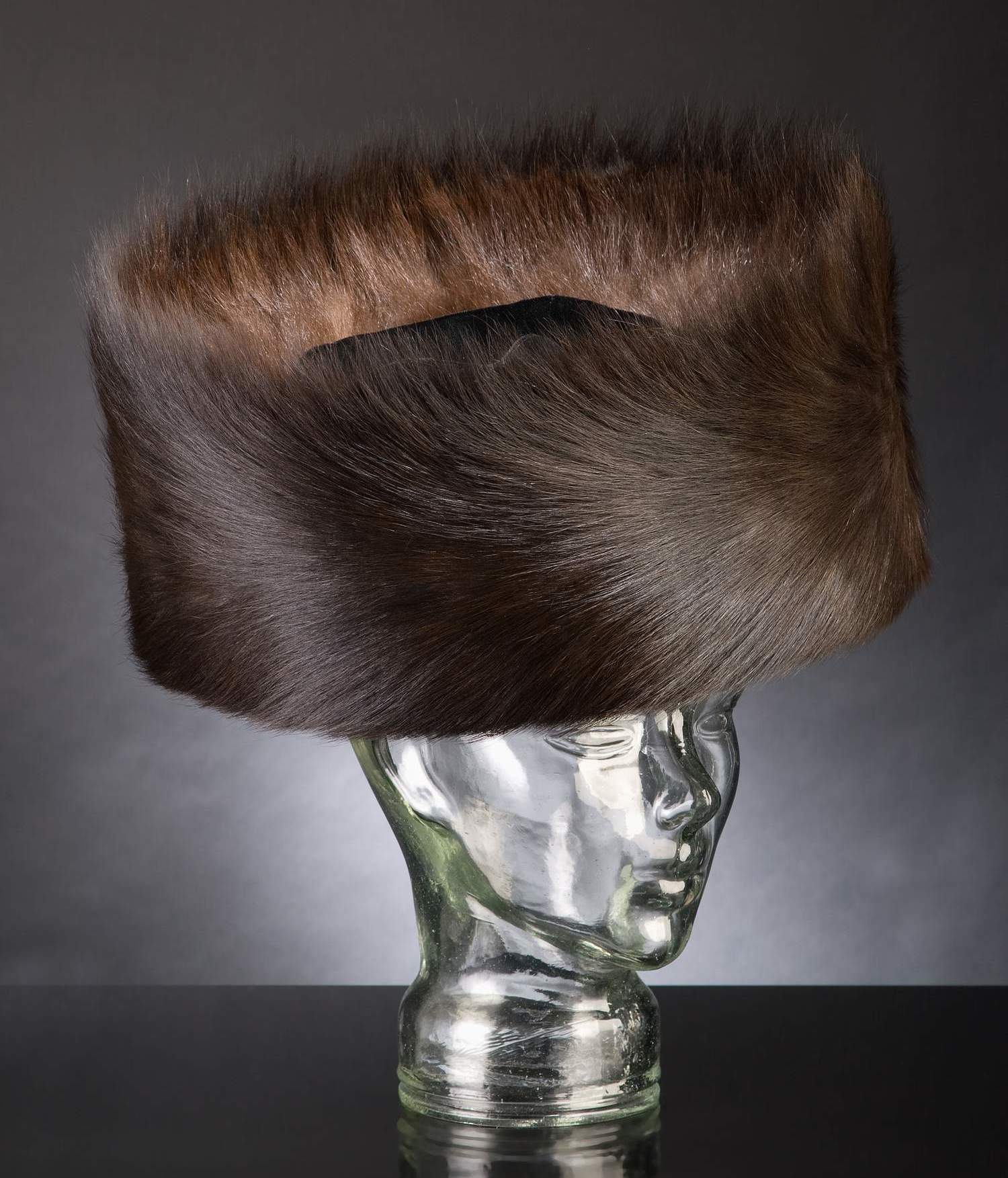
Штраймл

## Э
- Эскофьон — средневековый женский головной убор в виде рогов, внутрь которых помещались уложенные косами волосы. Являлся ответвлением от геннина.

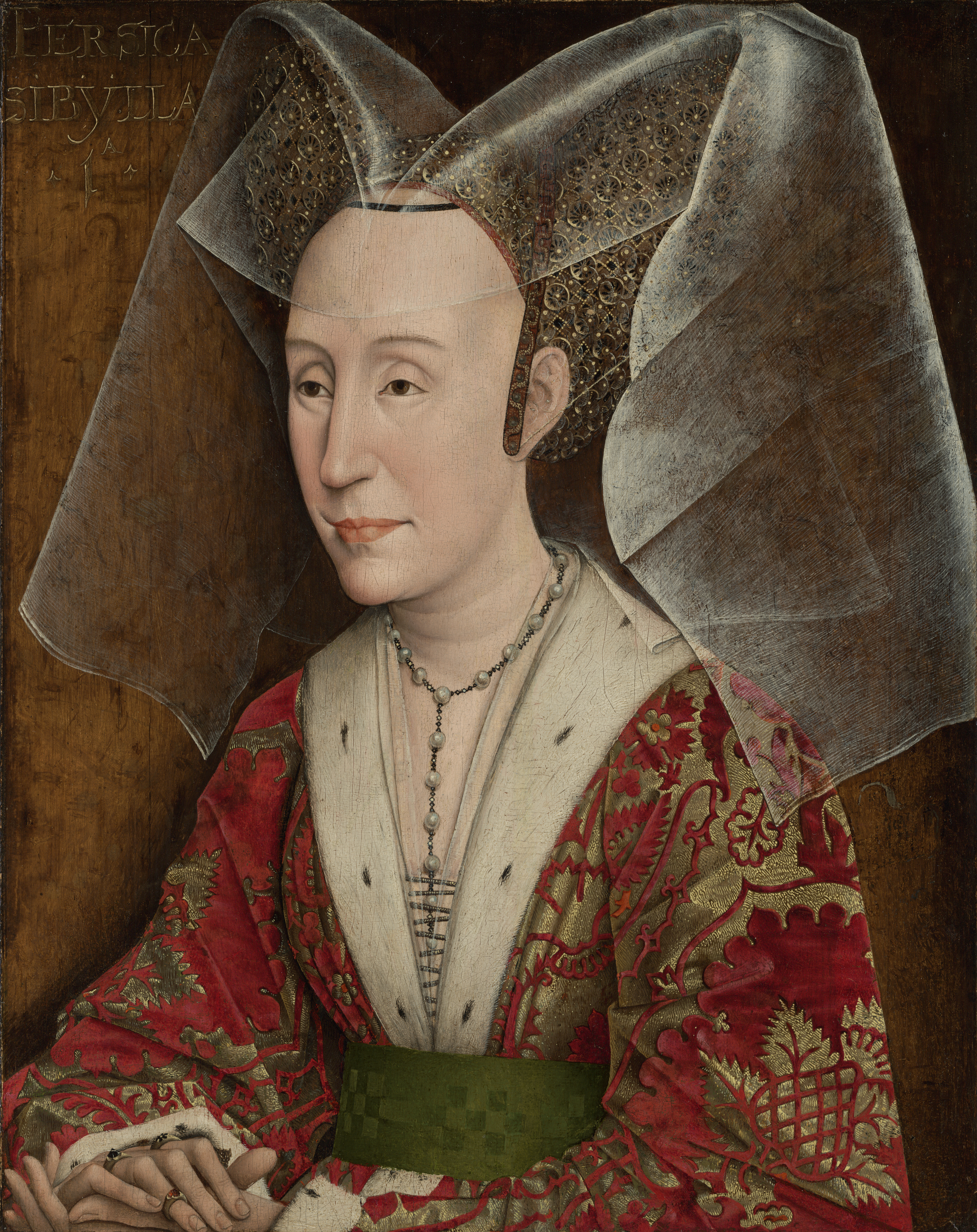
Эскофьон

## Элементы головного убора
- Дно
- Козырек
- Околыш
- Поля
- Тулья

Аксессуары
- Бант
- Бандо
- Вуаль
- Гребень
- Завязка
- Заколка
- Знаки отличия на головные уборы
- Кант
- Кисточка
  - Лирипип — тип кисточки
- Кокарда
- Лента
  - Мантоньерка — широкая лента, завязывающаяся под подбородком бантом
- Перо
- Плюмаж
- Подбородный ремешок
- Помпон
- Пряжка
- Пуговица
- Рант
- Султан
- Шляпная булавка
- Шпилька
- Хлястик